# Liste der Biografien/Wel
Liste der Biografien |
Portal Biografien |
Personensuche
# |
A |
B |
C |
D |
E |
F |
G |
H |
I |
J |
K |
L |
M |
N |
O |
P |
Q |
R |
S |
T |
U |
V |
W |
X |
Y |
Z |
?
 
Wa |
Wc |
Wd |
We |
Wh |
Wi |
Wj |
Wl |
Wn |
Wo |
Wr |
Ws |
Wt |
Wu |
Ww |
Wy |
Wz
 
Wea |
Web |
Wec |
Wed |
Wee |
Wef |
Weg |
Weh |
Wei |
Wej |
Wek |
Wel |
Wem |
Wen |
Weo |
Wep |
Wer |
Wes |
Wet |
Weu |
Wev |
Wew |
Wex |
Wey |
Wez
Die Liste der Biografien führt alle Personen auf, die in der deutschsprachigen Wikipedia einen Artikel haben. Dieses ist eine Teilliste mit 1070 Einträgen von Personen, deren Namen mit den Buchstaben „Wel“ beginnt.

## Wel
- Wel, Arend van der (1933–2013), niederländischer Fußballspieler

### Wela
- Welak, Johann Christoph († 1728), Benediktiner und Prior des Benediktinerklosters St. Margarete in Břevnov, Superior des Klosters Politz sowie Heimatforscher und Chronist
- Welan, Manfried (1937–2024), österreichischer Rechtswissenschaftler und Politiker (ÖVP), Landtagsabgeordneter
- Welander, Lisa (1909–2001), schwedische Neurologin

### Welb
- Welbat, Alexander (1927–1977), deutscher Schauspieler, Synchronsprecher und Kabarettist
- Welbat, Daniel (* 1989), deutscher Blues-Rock-Musiker, Filmkomponist und Synchronsprecher
- Welbat, Douglas (* 1957), deutscher Schauspieler, Synchronsprecher und Drehbuchautor
- Welbeck, Danny (* 1990), englischer Fußballspieler
- Welbeck, Nathaniel Azarco (1914–1972), ghanaischer Diplomat, Geschäftsmann und Politiker
- Welberts, Rolf (* 1955), deutscher Diplomat
- Welborn, Bob (1928–1997), US-amerikanischer NASCAR-Rennfahrer
- Welborn, John (1857–1907), US-amerikanischer Politiker
- Welby, George Earle (1851–1936), britischer Diplomat
- Welby, Justin (* 1956), britischer Bischof der Church of England, Mitglied des House of LordsJustin Welby (* 1956)

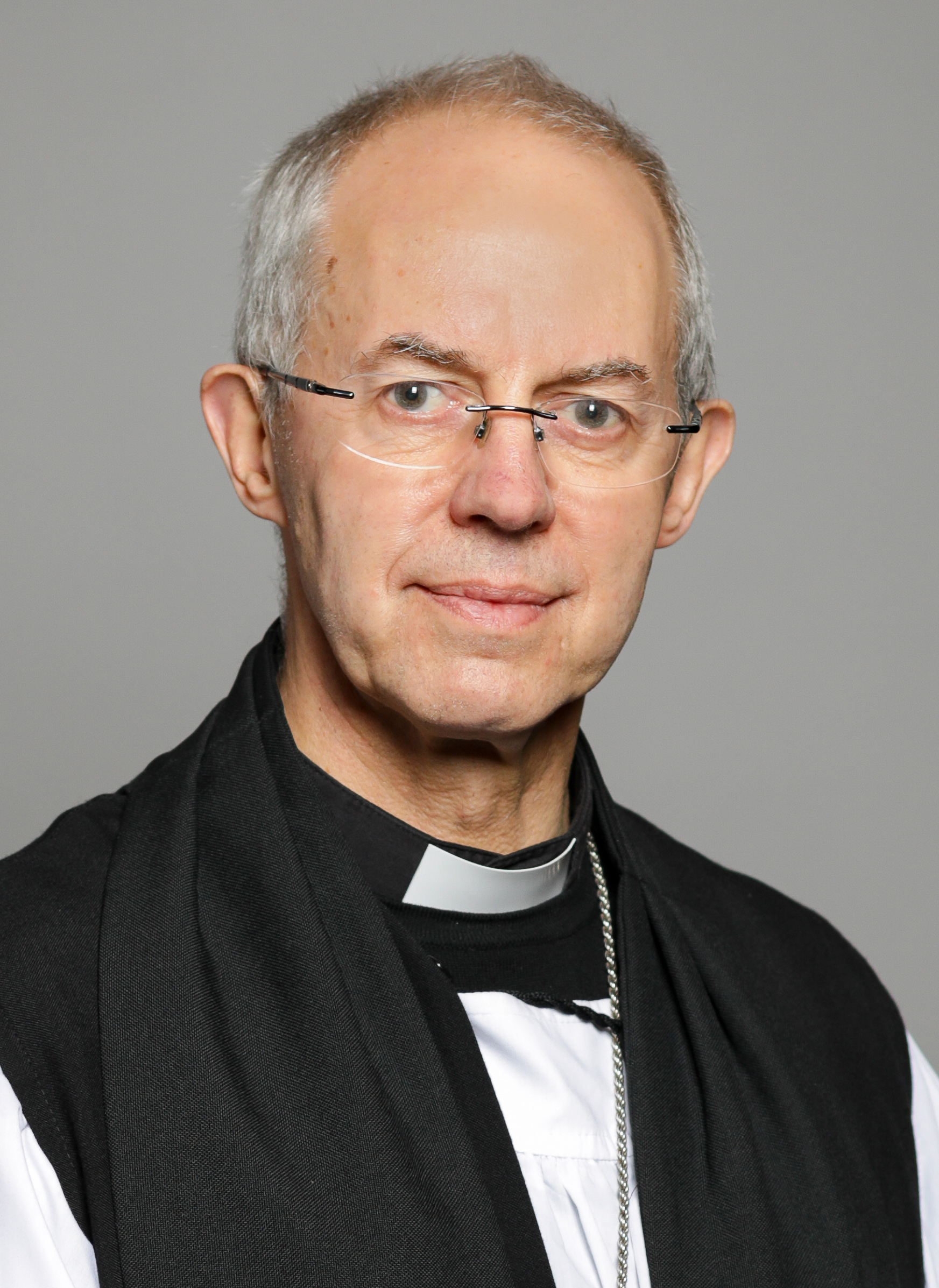
Justin Welby (* 1956)

- Welby, Piergiorgio (1945–2006), italienischer Kopräsident der Vereinigung Associazione Luca Coscioni
- Welby, Victoria (1837–1912), britische Philosophin

### Welc
- Welch Guerra, Max (* 1956), chilenisch-deutscher Stadtplaner
- Welch, Adonijah (1821–1889), US-amerikanischer Politiker
- Welch, Ann (1917–2002), britische Pilotin, Fluglehrerin und Verbandsfunktionärin
- Welch, Barbara (* 1948), kanadische Badmintonspielerin
- Welch, Benjamin junior († 1863), US-amerikanischer Zeitungsverleger und Politiker
- Welch, Bo (* 1951), US-amerikanischer Szenenbildner, Artdirector und Regisseur
- Welch, Bob (1945–2012), US-amerikanischer Musiker
- Welch, Brian (* 1970), US-amerikanischer MusikerBrian Welch (* 1970)

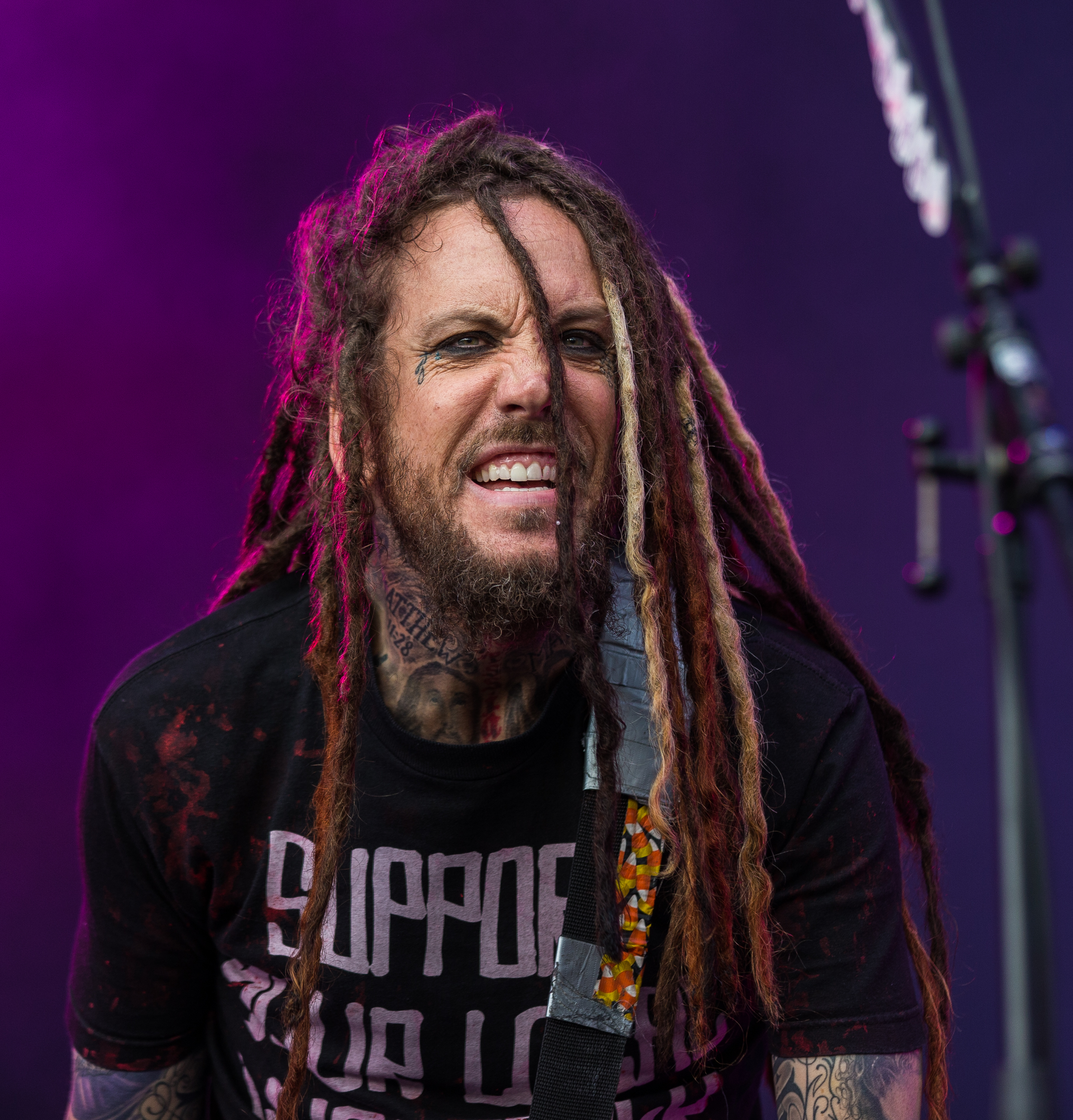
Brian Welch (* 1970)

- Welch, Brian (* 1984), US-amerikanischer Skispringer
- Welch, Bruce (* 1941), britischer Gitarrist
- Welch, Charles Kingston (1861–1929), britischer Erfinder
- Welch, Christopher Evan (1965–2013), US-amerikanischer Schauspieler
- Welch, Claxton (* 1947), US-amerikanischer American-Football-Spieler
- Welch, Conrado (1908–1954), chilenischer Fußballspieler
- Welch, Denton (1915–1948), englischer Maler und Schriftsteller
- Welch, Florence (* 1986), englische Singer-Songwriterin
- Welch, Francis Bertram (1876–1949), britischer Klassischer Archäologe
- Welch, Frank (1835–1878), US-amerikanischer Politiker
- Welch, Fritz, US-amerikanischer Jazz- und Improvisationsmusiker
- Welch, George (1918–1954), US-amerikanischer Militär und Pilot der Luftwaffe der Vereinigten Staaten
- Welch, Gillian (* 1967), US-amerikanische Songwriterin
- Welch, Greg (* 1966), australischer Triathlet und Ironman Hawaii-Sieger
- Welch, Haliey (* 2002), US-amerikanische Internetpersönlichkeit
- Welch, Holmes (1924–1981), US-amerikanischer Gelehrter des Daoismus und des chinesischen Buddhismus
- Welch, Israel Victor (1822–1869), US-amerikanischer und konföderierter Politiker
- Welch, Ivo (* 1963), deutschamerikanischer Wirtschaftswissenschaftler
- Welch, Jack (1935–2020), US-amerikanischer ManagerJack Welch (1935–2020)

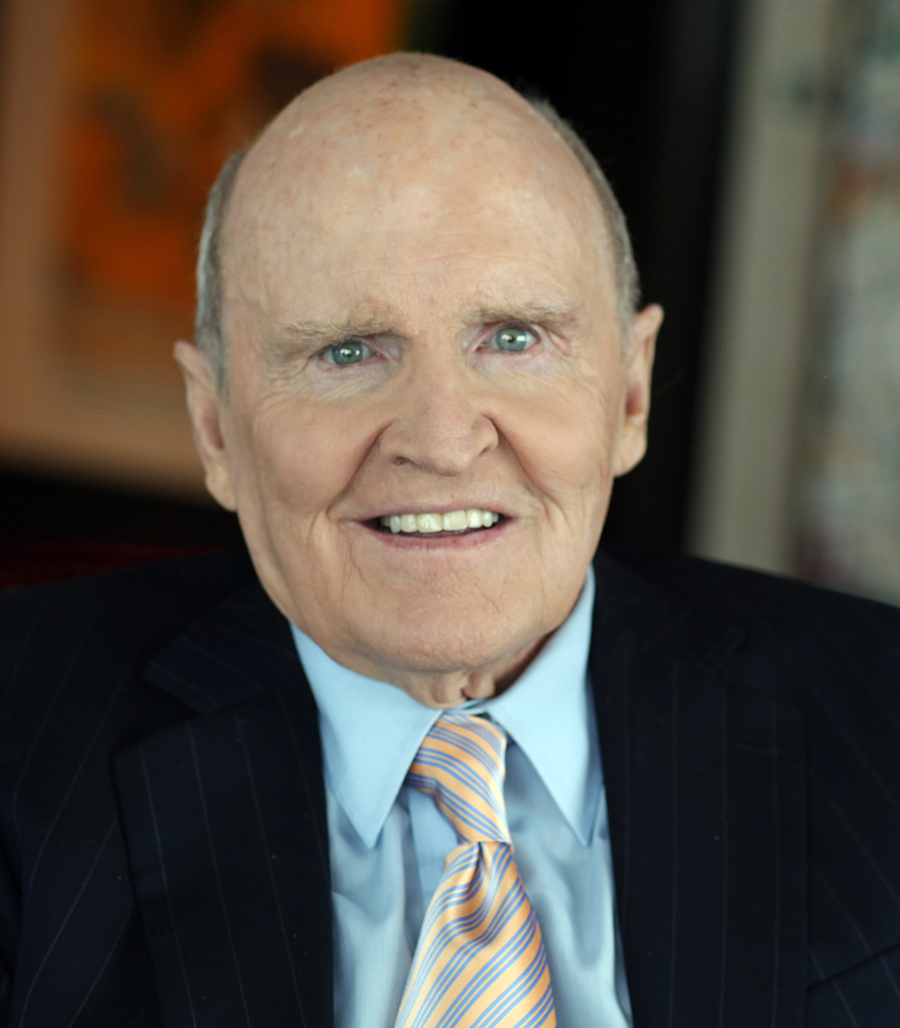
Jack Welch (1935–2020)

- Welch, James (1940–2003), indianisch-amerikanischer Schriftsteller
- Welch, Jane (* 1964), britische Schriftstellerin
- Welch, Jessica (* 1980), kanadische Schauspielerin
- Welch, John (1805–1891), US-amerikanischer Jurist und Politiker
- Welch, Kevin (* 1955), US-amerikanischer Country-Sänger
- Welch, Larry D. (* 1934), US-amerikanischer General der United States Air Force
- Welch, Lenny (1938–2025), US-amerikanischer Sänger und Schauspieler
- Welch, Liliane (1937–2010), luxemburgisch-kanadische Schriftstellerin
- Welch, Lloyd R. (1927–2023), US-amerikanischer Mathematiker
- Welch, Michael (* 1987), US-amerikanischer Schauspieler
- Welch, Monster Mike (* 1979), US-amerikanischer Bluesgitarrist, Sänger und Songwriter
- Welch, Noah (* 1982), US-amerikanischer Eishockeyspieler
- Welch, Peter (* 1947), US-amerikanischer Politiker
- Welch, Phil J. (1895–1963), US-amerikanischer Politiker
- Welch, Priscilla (* 1944), britische Marathonläuferin
- Welch, Raquel (1940–2023), US-amerikanische SchauspielerinRaquel Welch (1940–2023)

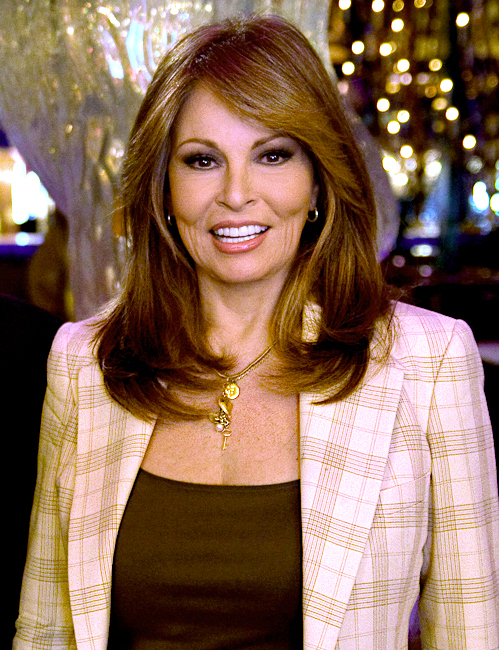
Raquel Welch (1940–2023)

- Welch, Rebecca (* 1983), britische Fußballschiedsrichterin
- Welch, Reginald Courtenay (1851–1939), englischer Fußballspieler und Sportfunktionär
- Welch, Richard J. (1869–1949), US-amerikanischer Politiker
- Welch, Robert Jr. (1899–1985), US-amerikanischer Geschäftsmann, politischer Aktivist und Verschwörungstheoretiker
- Welch, Roger (1946–2022), US-amerikanischer Konzept-, Installations- und Objektkünstler
- Welch, Savannah (* 1984), US-amerikanische Schauspielerin, Musikerin und Podcast-Moderatorin
- Welch, Sean (* 1965), Filmproduzent
- Welch, Sean (* 1965), Bassist
- Welch, Sian (* 1966), US-amerikanische Triathletin
- Welch, Stephen (* 1972), US-amerikanischer Rollstuhltennisspieler
- Welch, Stuart (* 1977), australischer Ruderer
- Welch, Tahnee (* 1961), US-amerikanische Schauspielerin und Model
- Welch, Terry (1939–1988), US-amerikanischer Informatiker
- Welch, Thomas Anthony (1884–1959), US-amerikanischer Geistlicher, Bischof von Duluth
- Welch, Thomas Bramwell (1825–1903), britisch-amerikanischer methodistischer Pastor und Zahnarzt
- Welch, William Henry (1850–1934), US-amerikanischer Mediziner
- Welch, William W. (1818–1892), US-amerikanischer Politiker
- Welche, Charles (1828–1902), französischer Politiker
- Welcher, Dan (* 1948), US-amerikanischer Komponist, Dirigent und Musikpädagoge
- Welchering, Peter (* 1960), deutscher Journalist und PhilosophPeter Welchering (* 1960)

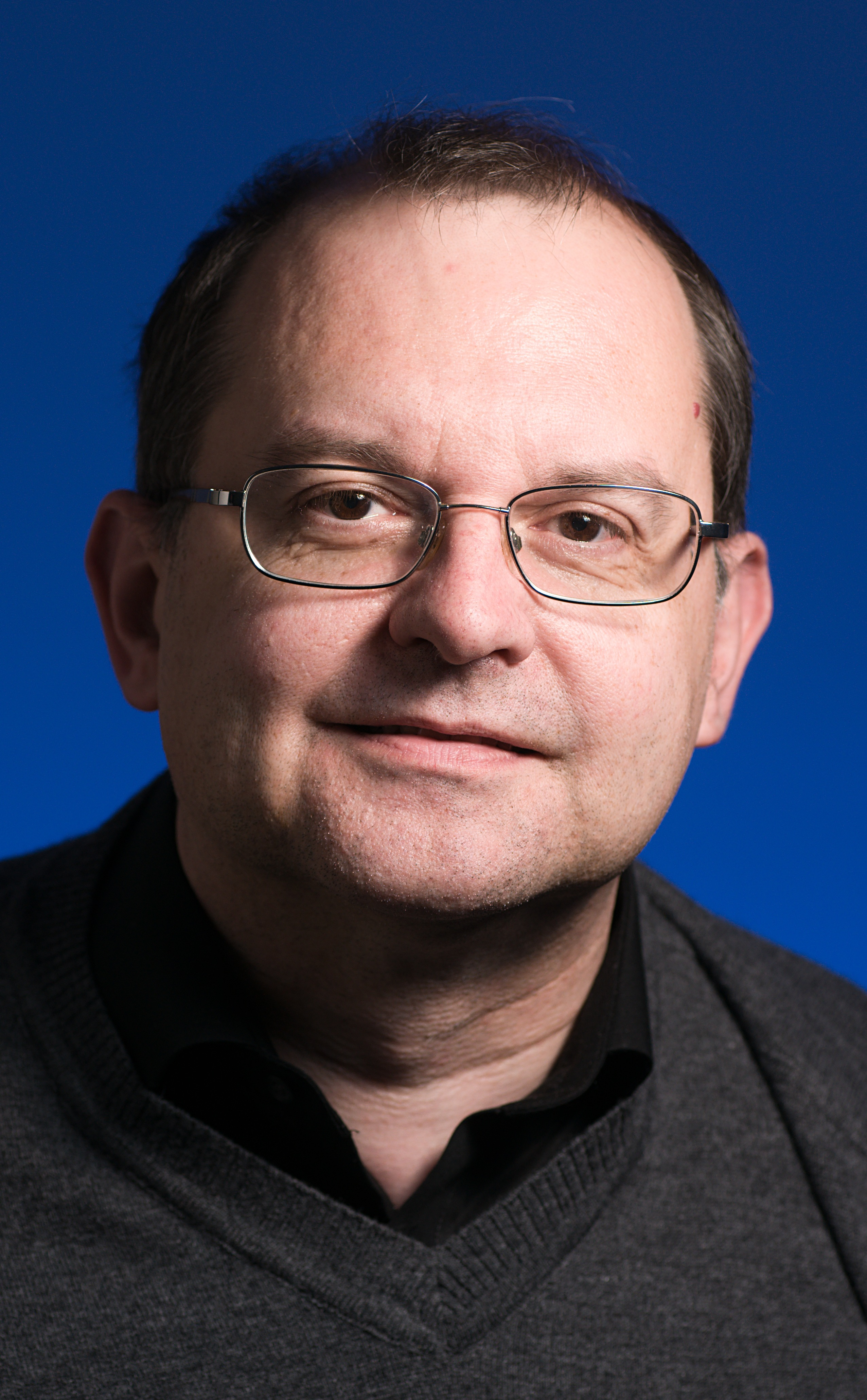
Peter Welchering (* 1960)

- Welchli, John (1929–2018), US-amerikanischer Ruderer
- Welchman, Gordon (1906–1985), britischer Mathematiker und Kryptoanalytiker
- Welchman, Hugh (* 1975), britischer Filmproduzent
- Welck, Anna von (1865–1925), Äbtissin des Klosters Drübeck
- Welck, Christian von (1858–1928), sächsischer Generalleutnant
- Welck, Curt Robert von (1798–1866), deutscher Rittergutsbesitzer, Amtshauptmann und Politiker, MdL (Königreich Sachsen)
- Welck, Georg Ludwig von (1773–1851), deutscher Rittergutsbesitzer, Offizier und Politiker, MdL (Königreich Sachsen)
- Welck, Georg Rudolph von (1796–1875), sächsischer Amtshauptmann und Politiker, MdL (Königreich Sachsen)
- Welck, Johann Georg von (1839–1912), deutscher Verwaltungsbeamter
- Welck, Karin von (* 1947), deutsche Völkerkundlerin, Professorin, Kultursenatorin in Hamburg
- Welck, Karl Wolfgang Maximilian von (1743–1809), Kreisamtmann von Meißen und kurfürstlich sächsischer Hofrat
- Welck, Kurt Ernst von (1873–1944), deutscher Amtshauptmann
- Welck, Matthias von (* 1956), deutscher Jazzmusiker (Schlagzeug, Perkussion, Vibraphon)
- Welck, Otto von (1863–1926), sächsischer Generalmajor
- Welck, Wolfgang von (1901–1973), deutscher Diplomat
- Welcke, Lilli (* 2002), deutsche Eishockeyspielerin
- Welcke, Luisa (* 2002), deutsche Eishockeyspielerin
- Welcker, Adalbert (1838–1911), deutscher Jurist und Politiker
- Welcker, Caius (1885–1939), niederländischer Fußballspieler
- Welcker, Carl Theodor (1790–1869), deutscher Gelehrter und liberaler PolitikerCarl Theodor Welcker (1790–1869)

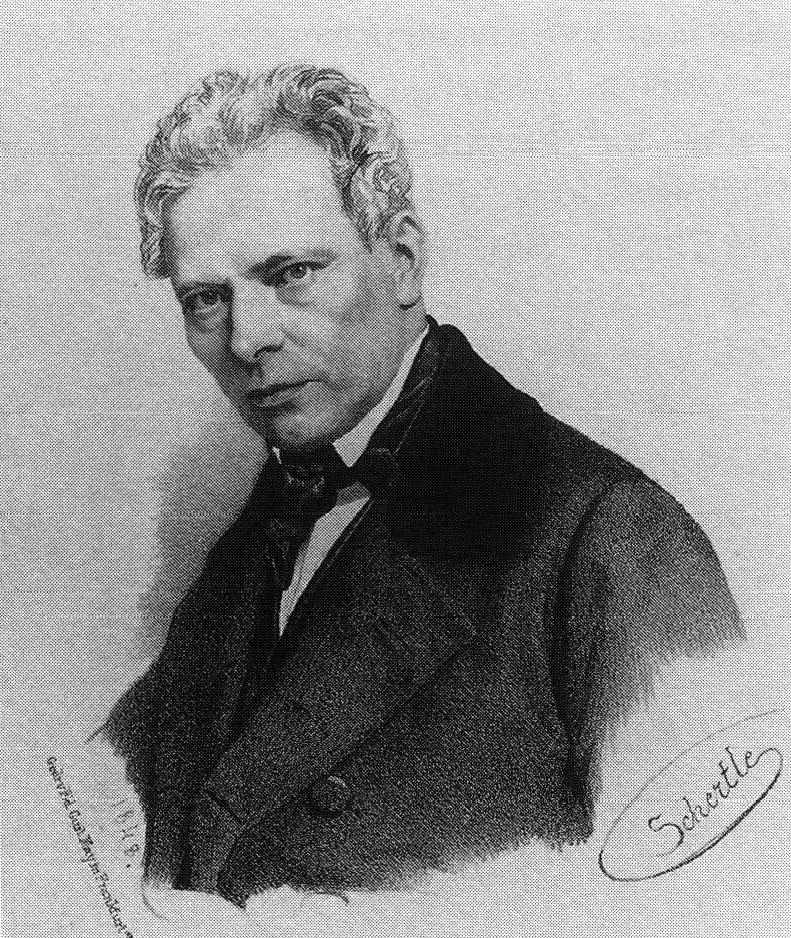
Carl Theodor Welcker (1790–1869)

- Welcker, Ernst-Rulo (1904–1971), deutscher Chirurg und Hochschullehrer
- Welcker, Friedrich Gottlieb (1784–1868), deutscher, klassischer Philologe
- Welcker, Gertrud (1896–1988), deutsche Schauspielerin bei Theater und Stummfilm
- Welcker, Hermann (1814–1887), deutscher Finanzbeamter und Politiker (NLP), MdR
- Welcker, Hermann (1822–1897), deutscher Anatom
- Welcker, Johann David (1631–1699), deutscher Maler
- Welcker, Karl von (1852–1933), deutscher Ministerialrat und Eisenbahndirektionspräsident
- Welcker, Kurt (* 1899), deutscher Parteifunktionär (NSDAP)
- Welcker, Max (1878–1954), deutscher Volksschullehrer, Komponist, Organist, Chorleiter, Musikpädagoge und Herausgeber musikalischer Werke
- Welcker, Philipp Heinrich (1794–1871), deutscher Schriftsteller
- Welcome, Chris (* 1980), US-amerikanischer Jazzmusiker
- Welcome, Georgie (* 1985), honduranischer Fußballspieler
- Welczeck, Bernhard von (1844–1917), deutscher Diplomat und Politiker
- Welczeck, Gustav Johann von (1751–1797), preußischer Landrat
- Welczeck, Johannes von (1878–1972), deutscher DiplomatJohannes von Welczeck (1878–1972)

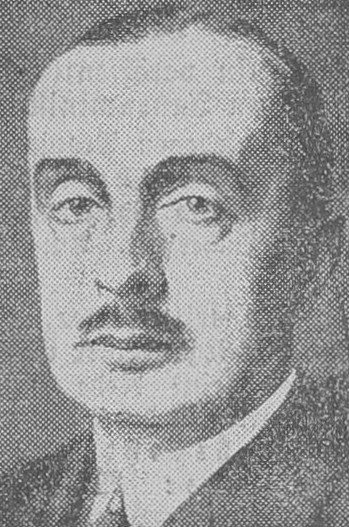
Johannes von Welczeck (1878–1972)

- Welczek, Franz (1825–1901), Königlicher Kanzleirat sowie Stadtverordneten-Vorsteher und Ehrenbürger der Stadt Kreuzburg

### Weld
- Weld Blundell, Herbert (1852–1935), englischer Archäologe, Philanthrop und Segler
- Weld, Bill (* 1945), US-amerikanischer Jurist und Politiker (Republikanische Partei)
- Weld, Frederick (1823–1891), Premierminister von Neuseeland sowie Gouverneur von Western Australia, Tasmanien und der Straits Settlements
- Weld, Theresa (1893–1978), US-amerikanische Eiskunstläuferin
- Weld, Thomas (1773–1837), Kardinal der katholischen Kirche
- Weld, Tuesday (* 1943), US-amerikanische Schauspielerin
- Welday, Haftom (* 1990), deutscher Marathonläufer äthiopischer Herkunft
- Welday, Hais (* 1989), eritreischer Mittel- und Langstreckenläufer
- Welde, Bertukan (* 2004), äthiopische Langstreckenläuferin
- Welde, David (* 1994), deutscher Nordischer Kombinierer
- Welde, Ruben (* 1988), deutscher Nordischer Kombinierer
- Weldegebriel, Kesete Ghebreyohannes (* 1966), eritreischer Geistlicher, Apostolischer Visitator
- Welden, Constantin Ludwig von (1771–1842), bayerischer Regierungsbeamter
- Welden, Georg Karl von (1801–1857), bayerischer Regierungsbeamter, zuletzt Regierungspräsident von Schwaben
- Welden, Leo von (1899–1967), deutscher Maler und Grafiker
- Welden, Ludwig Joseph von (1727–1788), Bischof von Freising
- Welden, Ludwig von (1782–1853), österreichischer Feldzeugmeister
- Weldens, Barbara (1982–2017), französische Sängerin und Songwriterin
- Welder, Michael (1944–1996), deutscher Neuzeithistoriker, Sachbuchautor und Fotograf
- Weldesimon, Habte (* 1981), eritreischer Radrennfahrer
- Welding, Malte (* 1974), deutscher Autor, Kolumnist und Blogger
- Welding, Olaf (1893–1960), deutschbaltischer Jurist und Genealoge
- Welding, Pete (1935–1995), US-amerikanischer Musikhistoriker und -produzent
- Welding, Steen Olaf (1936–2019), deutscher Philosoph
- Weldler, Norbert (1884–1961), Zionist
- Weldler-Steinberg, Augusta (1879–1932), Schweizer Geschichtswissenschaftlerin und zionistische Aktivistin
- Weldon, Alex († 2004), US-amerikanischer Filmtechniker und Spezialeffektkünstler
- Weldon, Caroline (1844–1921), schweizerisch-amerikanische Bürgerrechtlerin und Künstlerin, Aktivistin in der National Indian Defense AssociationCaroline Weldon (1844–1921)

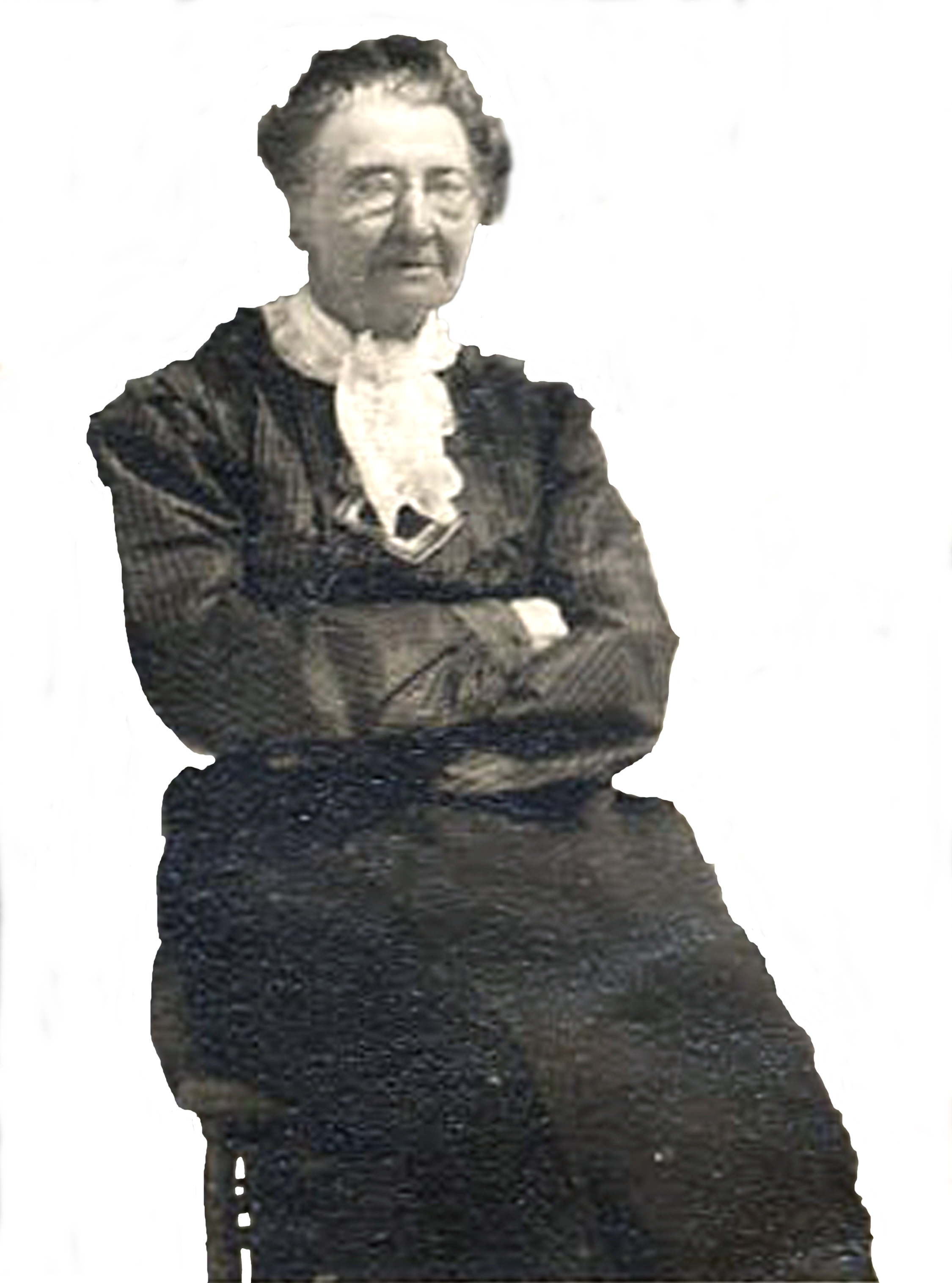
Caroline Weldon (1844–1921)

- Weldon, Casey Bill (* 1909), US-amerikanischer Bluesmusiker
- Weldon, Christopher Joseph (1905–1982), US-amerikanischer Geistlicher, Bischof von Springfield
- Weldon, Curt (* 1947), US-amerikanischer Politiker
- Weldon, Dave (* 1953), US-amerikanischer Politiker
- Weldon, Fay (1931–2023), britische Schriftstellerin und Feministin
- Weldon, Joan (1930–2021), US-amerikanische Schauspielerin und Sängerin
- Weldon, John (1676–1736), englischer Komponist und Organist
- Weldon, John (* 1945), kanadischer Animator
- Weldon, Maxine, US-amerikanische R&B- und Jazzmusikerin
- Weldon, Nick (* 1954), britischer Jazzmusiker (Piano, Komposition) und Autor
- Weldon, Robbi (* 1975), kanadische Paracyclerin und Skilangläuferin
- Weldon, Walter (1832–1885), englischer Chemiker und Publizist
- Weldon, Walter Frank Raphael (1860–1906), britischer Zoologe und Biometriker
- Weldon, William C. (* 1948), US-amerikanischer Manager
- Weldrufael, Yobiel (* 2005), eritreischer Leichtathlet
- Weldu, Nazret (* 1990), eritreische Langstreckenläuferin

### Wele
- Weleminsky, Jenny (1882–1957), österreichische Übersetzerin und Esperantistin
- Welensky, Roy (1907–1991), rhodesischer Politiker, Premierminister der Föderation von Rhodesien und Njassaland
- Welew, Iwan (* 1989), bulgarischer Eishockeyspieler

### Welf
- Welf I., Graf, Urahn der Dynastie der WelfenWelf I.

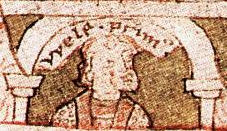
Welf I.

- Welf II., Graf im Linzgau, Graf im Albgau
- Welf II. († 1030), schwäbischer Graf
- Welf III. († 1055), Herzog von Kärnten, Markgraf von Verona
- Welf IV. († 1101), Herzog von Bayern (1070–1077, 1096–1101)Welf IV. († 1101)

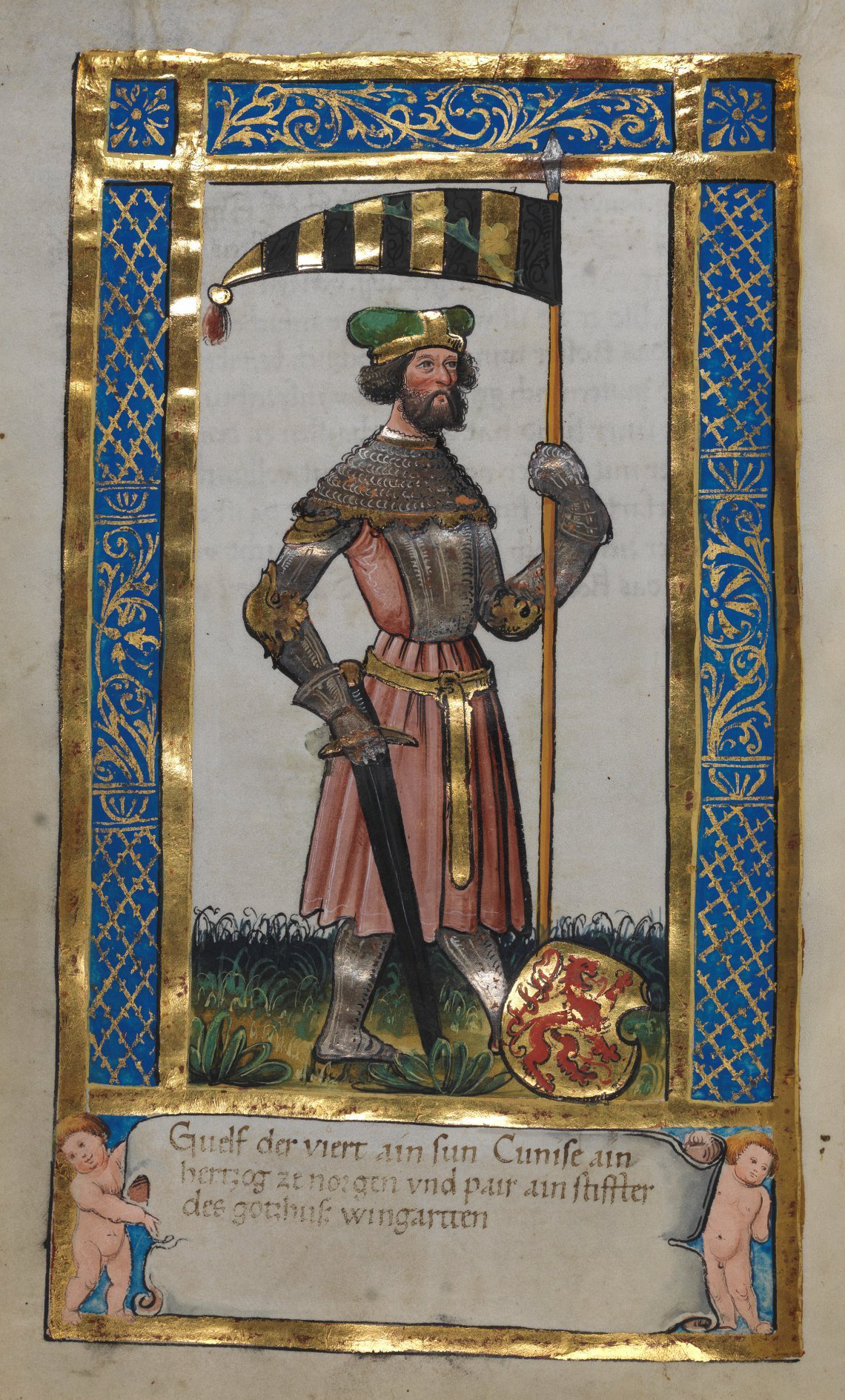
Welf IV. († 1101)

- Welf V. († 1120), Herzog von Bayern
- Welf VI. (1115–1191), Markgraf von Tuszien, Herzog von Spoleto; Begründer des Klosters Steingaden
- Welf VII. († 1167), Graf von Altdorf, Sohn Welfs VI.
- Welfare, Henry (1888–1966), englischer Fußballspieler
- Welfens, Paul J. J. (1957–2022), deutscher Volkswirt
- Welfler, Martine (* 1991), norwegische Handballspielerin
- Welfling, Juliette (* 1956), französische Filmeditorin
- Welford, Ross, englischer Kinderbuchautor
- Welford, Walter (1868–1952), US-amerikanischer Politiker
- Welford, Walter Thompson (1916–1990), britischer Physiker
- Welfring, Joëlle (* 1974), luxemburgische Umweltministerin (Déi Gréng)

### Welg
- Welge, Andree (* 1972), deutscher Dartspieler
- Welge, Friedhelm (* 1952), deutscher Bildhauer, Zeichner und Poet
- Welge, Karin (* 1962), deutsche Politikerin (SPD), Oberbürgermeisterin von Gelsenkirchen
- Welge, Martin K. (* 1943), deutscher Ökonom, Betriebswirt und Managementlehrer
- Welge, Pascal (* 1987), deutscher Handballtorwart

### Welh
- Welham, Leanne, englische Drehbuchautorin, Dokumentarfilmerin und Filmregisseurin
- Welhaven, Johan Sebastian (1807–1873), norwegischer Lyriker, Literaturkritiker und Kunsttheoretiker

### Weli
- Welichow, Jewgeni Pawlowitsch (1935–2024), sowjetischer und russischer Physiker und Hochschullehrer
- Weliczker Wells, Leon (1925–2009), polnischer Ingenieur und Holocaustüberlebender
- Weligton (* 1979), brasilianischer Fußballspieler
- Welihanowa, Irina (* 1996), turkmenische Siebenkämpferin
- Welikaja, Sofja Alexandrowna (* 1985), russische Säbelfechterin
- Welikanow, Andrei Grigorjewitsch (* 1954), russischer Philosoph, Künstler und Kunsttheoretiker
- Welikanowa, Tatjana Michailowna (1932–2002), sowjetisch-russische Mathematikerin und Menschenrechtlerin
- Welikanowitsch, Ilona (* 1994), belarussische Mittelstreckenläuferin
- Welikopolski, Andrei Iwanowitsch (* 1704), russischer Marineoffizier und Polarforscher
- Welikorodnych, Juri Pawlowitsch (* 1942), sowjetischer Marathonläufer
- Welikow, Maxim Konstantinowitsch (* 1982), russischer Eishockeyspieler
- Welikow, Petar (* 1951), bulgarischer Schachspieler
- Welikow, Radoslaw (* 1983), bulgarischer Ringer
- Welimoum, Yolande (* 1988), kamerunische Regisseurin und Schauspielerin
- Welin, Agnes (1844–1928), schwedische Missionarin
- Welin, Johanna (* 1984), deutsche Rollstuhlbasketballspielerin
- Welin, Karl-Erik (1934–1992), schwedischer Pianist, Organist und Komponist
- Welin, Roberto (* 1966), schwedischer Boxer
- Welin, Sanfrid (1855–1954), schwedischer Museumsleiter, Lehrer und Schuldirektor
- Weling, Anna Thekla von (1837–1900), deutsche Schriftstellerin, Übersetzerin und die Gründerin der Blankenburger Allianzkonferenz
- Welinow, Georgi (* 1912), bulgarischer Radrennfahrer
- Welinowa, Iskra (* 1953), bulgarische Ruderin
- Welinski, Andy (* 1993), US-amerikanischer Eishockeyspieler
- Welinski, Gilles (* 1964), französischer Tänzer- und Choreograph
- Welinton (* 1989), brasilianischer Fußballspieler
- Welisch, Ernst (1875–1941), österreichischer Dramatiker und Theaterregisseur
- Welitsch, Alexander (1906–1991), deutscher Opernsänger in der Stimmlage Bariton
- Welitsch, Ljuba (1913–1996), bulgarisch-österreichische Opernsängerin (Sopran) und Schauspielerin
- Welitschkin, Igor Gennadjewitsch (* 1987), russischer Eishockeyspieler
- Welitschkin, Wiktor Andrejewitsch (1863–1921), russischer Architekt
- Welitschko, Igor Wladimirowitsch (* 1995), russischer Beachvolleyballspieler
- Welitschko, Jewgeni (* 1987), kasachischer Skilangläufer
- Welitschko, Olga Jewgenjewna (* 1965), russische Florettfechterin
- Welitschkow, Welitschko (1934–1982), bulgarischer Sportschütze
- Welitschkowa, Dessislawa (* 1972), bulgarische Volleyballspielerin

### Welk
- Welk, Ehm (1884–1966), deutscher Schriftsteller, Journalist, Volkshochschulgründer und ProfessorEhm Welk (1884–1966)

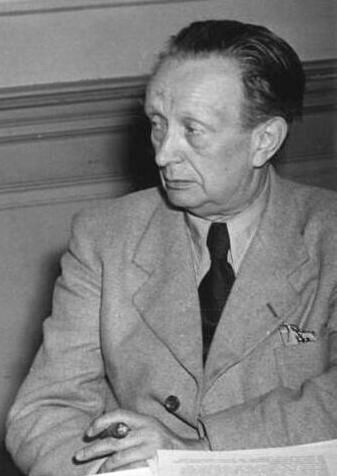
Ehm Welk (1884–1966)

- Welk, Lawrence (1903–1992), US-amerikanischer Big-Band-Leader
- Welk, Lois, US-amerikanische Tänzerin, Choreographin und Tanzpädagogin
- Welke, August (1841–1885), deutscher Knopfmacher und Politiker
- Welke, Erwin (1910–1989), deutscher Politiker (SPD), MdL, MdB
- Welke, Heinrich (* 1943), deutscher Pädagoge und Politiker (FDP), MdBB
- Welke, Heinz (1911–1977), deutscher Pfarrer und Mitglied der Bekennenden Kirche
- Welke, Klaus (* 1937), deutscher Sprachwissenschaftler
- Welke, Kurt Heinz (1906–1980), deutscher Schauspieler und Theaterintendant
- Welke, Marcus (* 1967), deutscher Filmproduzent
- Welke, Oliver (* 1966), deutscher Komiker und FernsehmoderatorOliver Welke (* 1966)

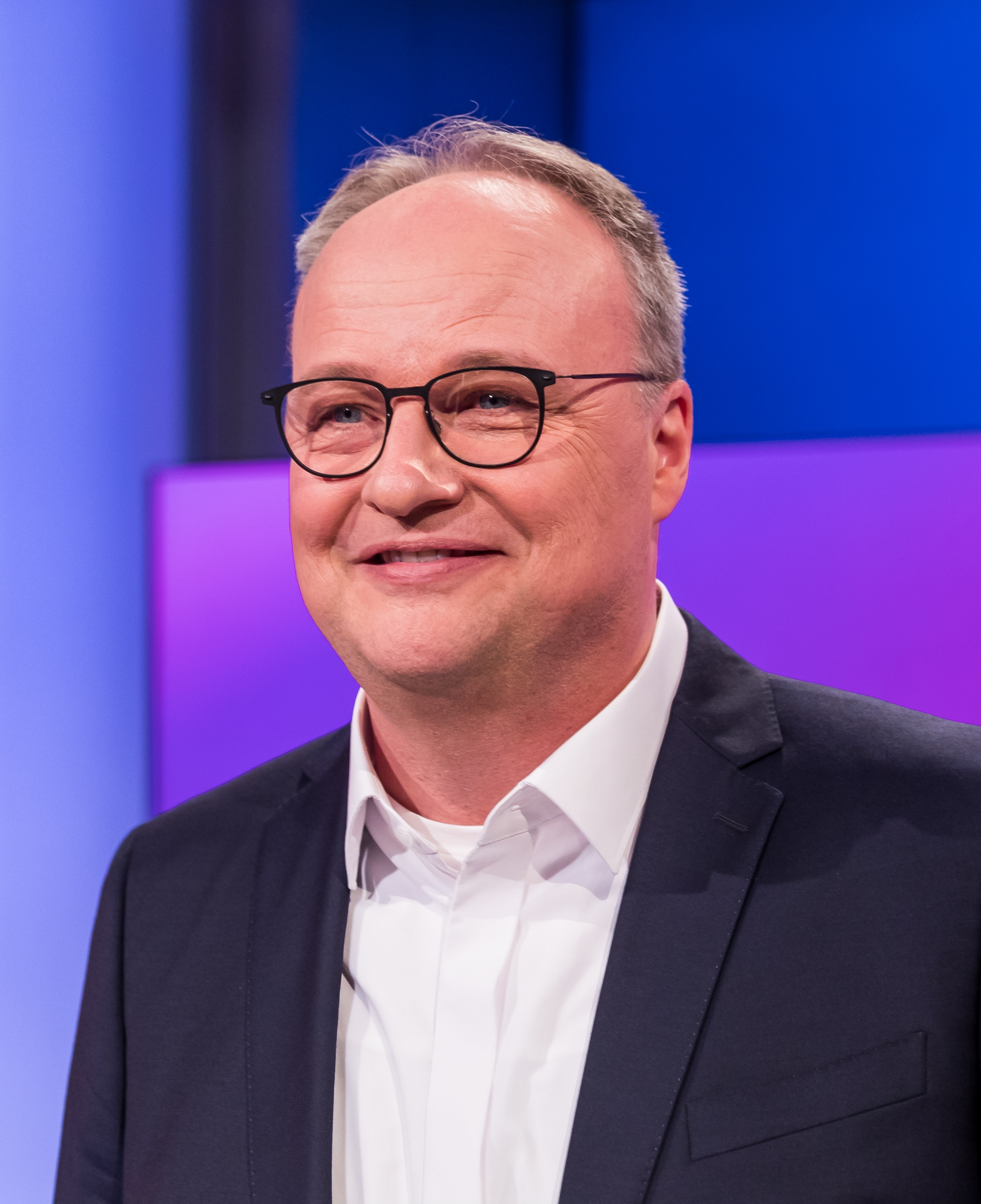
Oliver Welke (* 1966)

- Welkenhuysen, Félix (1908–1980), belgischer Fußballspieler
- Welker, Alfred (1939–2015), deutscher Priester, Jesuit und Missionar in Cali, Kolumbien
- Welker, Emily (* 2000), deutsche Tennisspielerin
- Welker, Ernst (1784–1857), österreichischer Landschafts- und Architekturmaler sowie Kupferstecher
- Welker, Frank (* 1946), US-amerikanischer Schauspieler und Synchronsprecher
- Welker, Hans (1907–1968), deutscher Fußballspieler
- Welker, Hartmut (* 1941), deutscher Opernsänger (Bassbariton)
- Welker, Heinrich (1912–1981), deutscher Physiker
- Welker, Herman (1906–1957), US-amerikanischer Politiker
- Welker, Johann Wilhelm (1870–1962), deutscher Manager
- Welker, Karl (* 1954), deutscher Rechtshistoriker
- Welker, Kristen (* 1976), US-amerikanische Journalistin
- Welker, Lorenz (* 1953), deutscher Musikwissenschaftler und Professor der Musikwissenschaft
- Welker, Martin (1819–1902), US-amerikanischer Politiker
- Welker, Michael (* 1947), deutscher evangelischer systematischer Theologe
- Welker, Paul, Großhändler, mehrmaliger Ratsherr und Bürgermeister (1495/96) von Posen
- Welker, Philip (* 1989), deutscher Badmintonspieler
- Welker, Philipp Friedrich (1738–1792), deutscher Jurist, Beamter und Archivar
- Welker, Sebastian (* 1983), deutscher Opernregisseur
- Welker, Tim (* 1993), deutscher Fußballspieler
- Welker, Volkmar (* 1964), deutscher Mathematiker
- Welker, Wes (* 1981), US-amerikanischer American-Football-SpielerWes Welker (* 1981)

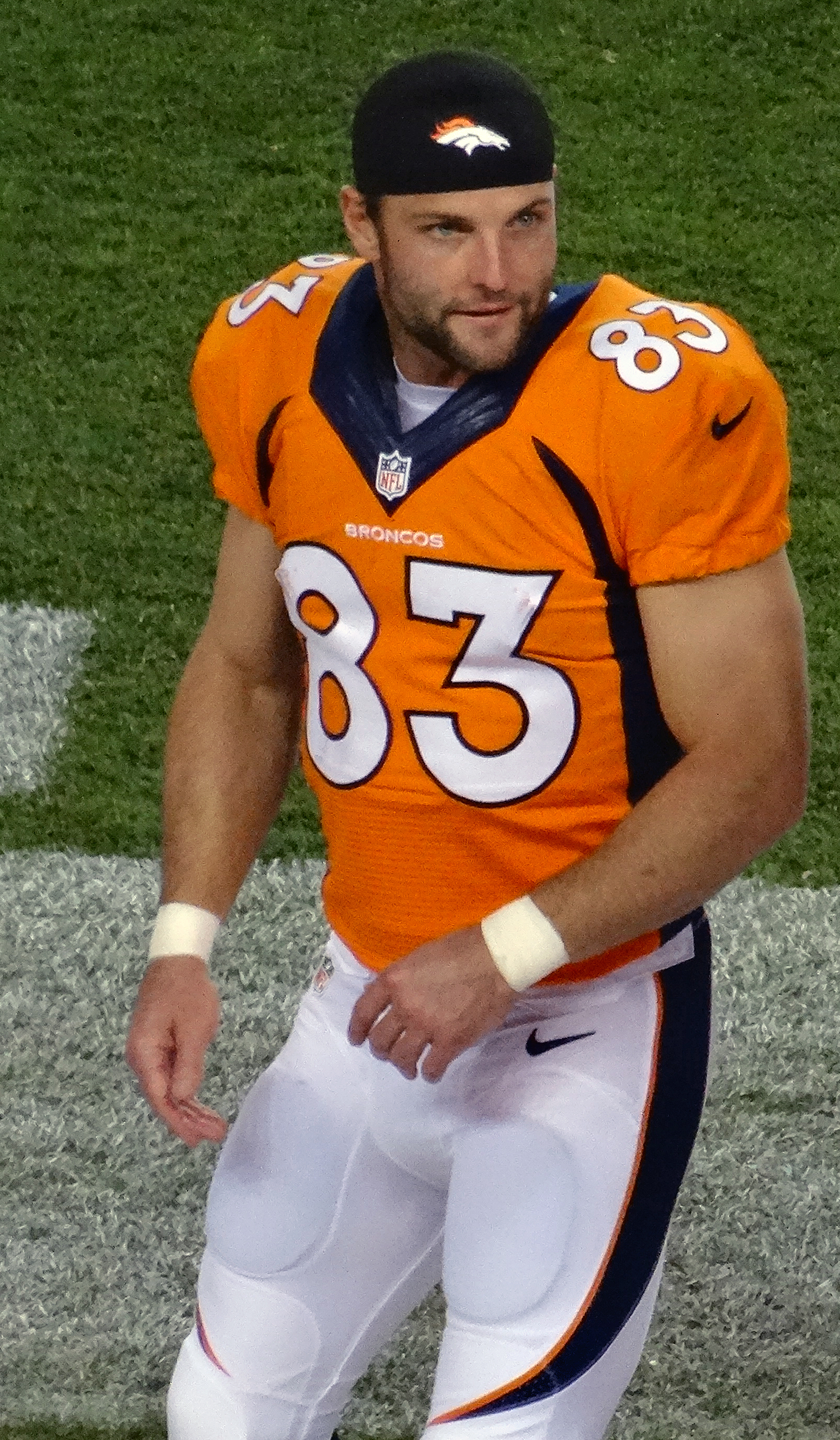
Wes Welker (* 1981)

- Welkisch, Carl (1888–1984), deutscher Geistheiler und Mystiker
- Welkisch, Reinhold, deutscher Fußballtorhüter
- Welkow, Anton (* 1968), bulgarischer Fußballspieler
- Welkow, Iwan (1881–1958), bulgarischer Archäologe
- Welkow, Kostadin (* 1989), bulgarischer Fußballspieler
- Welkow, Krum (1902–1960), bulgarischer Schriftsteller
- Welkow, Stefan (* 1996), bulgarischer Fußballspieler
- Welkow, Welisar (1928–1993), bulgarischer Archäologe und Historiker

### Well
- Well Don, Rohana Ruwan (* 1984), sri-lankischer Fußballspieler
- Well, Christoph (* 1959), bayerischer MusikerChristoph Well (* 1959)

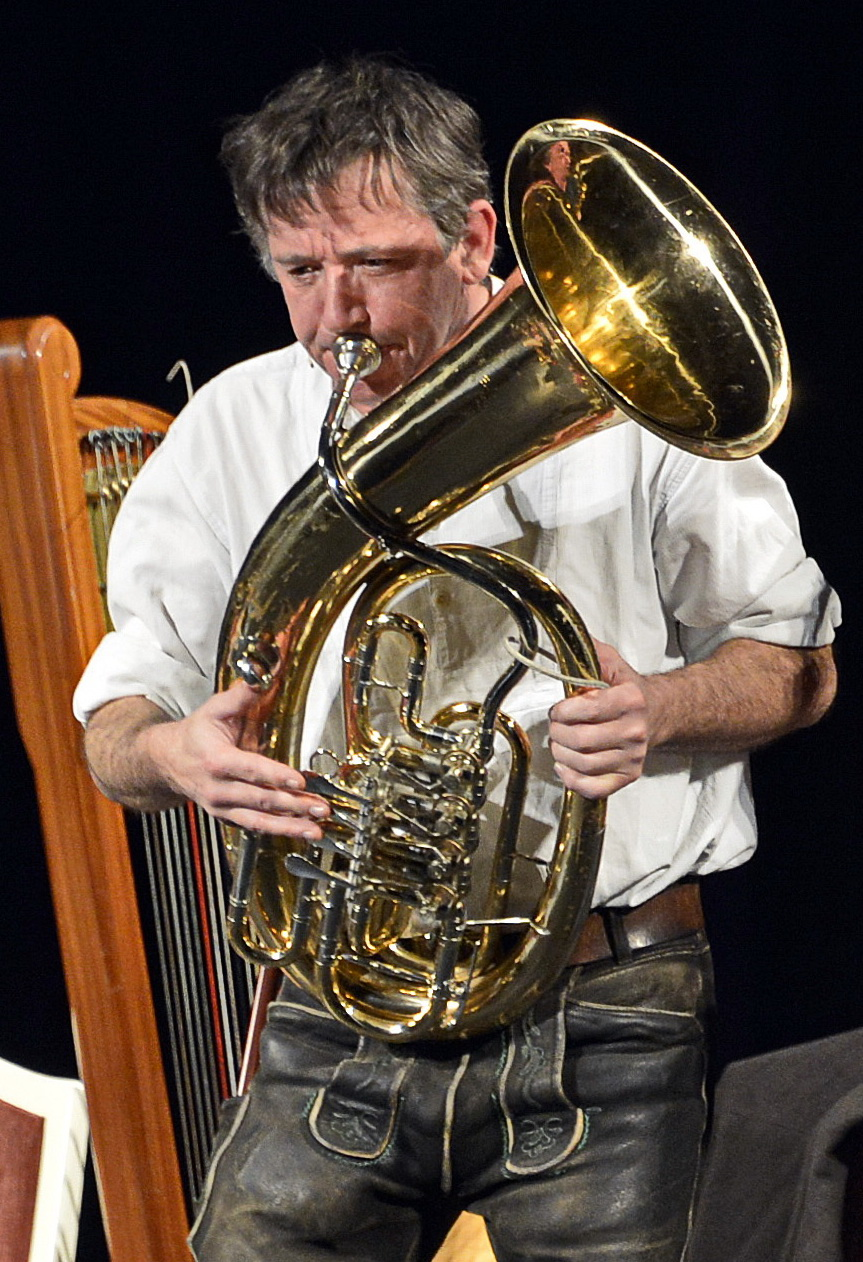
Christoph Well (* 1959)

- Well, Günther van (1922–1993), deutscher Diplomat und Staatssekretär im Auswärtigen Amt
- Well, Hans (* 1953), deutscher Musiker
- Well, Michael (* 1958), deutscher Musiker
- Well, Monika (* 1961), bayerische Musikerin und Kabarettistin
- Well, Roman (1900–1962), sowjetischer Spion und stalinistischer Agent Provocateur
- Well, Traudl (1919–2015), deutsche Volksmusikerin

#### Wella
- Wella, Juri (1948–2013), nenzischer Schriftsteller, Dichter, Aktivist und Rentierzüchter
- Wellalage, Dunith (* 2003), sri-lankischer Cricketspieler
- Wellan, Mathias (1873–1964), tschechoslowakischer Politiker
- Welland, Colin (1934–2015), britischer Drehbuchautor und Schauspieler
- Wellano, Andreas (* 1948), deutscher Theater- und Filmschauspieler
- Wellauer, August (1798–1831), deutscher Klassischer Philologe und Gymnasiallehrer
- Wellauer, Friedrich (1837–1906), Schweizer Zahnmediziner
- Wellauer, Hans (1926–2014), Schweizer Unternehmer und Präsident des FC Winterthur
- Wellauer, Maria (1876–1912), schweizerische Mitbegründerin der Ordensgemeinschaft der Kanisiusschwestern
- Wellauer, Markus (* 1999), Schweizer Unihockeyspieler
- Wellauer, Mias (* 2002), Schweizer Unihockeyspieler

#### Wellb
- Wellber, Omer Meir (* 1981), israelischer Dirigent
- Wellbery, David E. (* 1947), amerikanischer Hochschullehrer, Professor für deutsche Literatur an der University of Chicago
- Wellborn, Marshall Johnson (1808–1874), US-amerikanischer Politiker
- Wellborn, Olin (1843–1921), US-amerikanischer Jurist und Politiker
- Wellbrock, Anton (* 1911), deutscher SS-Offizier, Kommandant der SS-Führerschule „Haus Germanien“ in Hildesheim
- Wellbrock, Florian (* 1997), deutscher SchwimmerFlorian Wellbrock (* 1997)

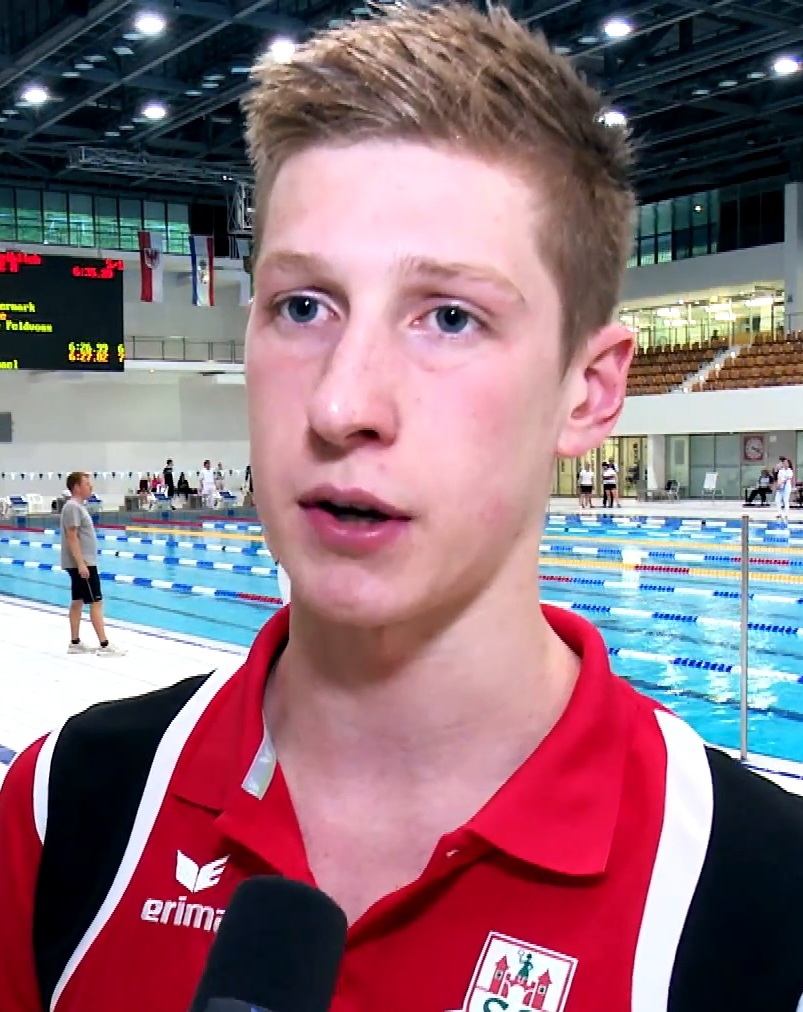
Florian Wellbrock (* 1997)

- Wellbrock, Hans (1911–1950), deutscher Politiker (SPD), MdBB
- Wellbrock, Jürgen (* 1949), deutscher Lyriker, Essayist und Hörspielautor
- Wellbrock, Sarah (* 1994), deutsche Schwimmerin

#### Wellc
- Wellcome, Henry (1853–1936), britisch-amerikanischer Pharmazie-Unternehmer und PhilanthropHenry Wellcome (1853–1936)

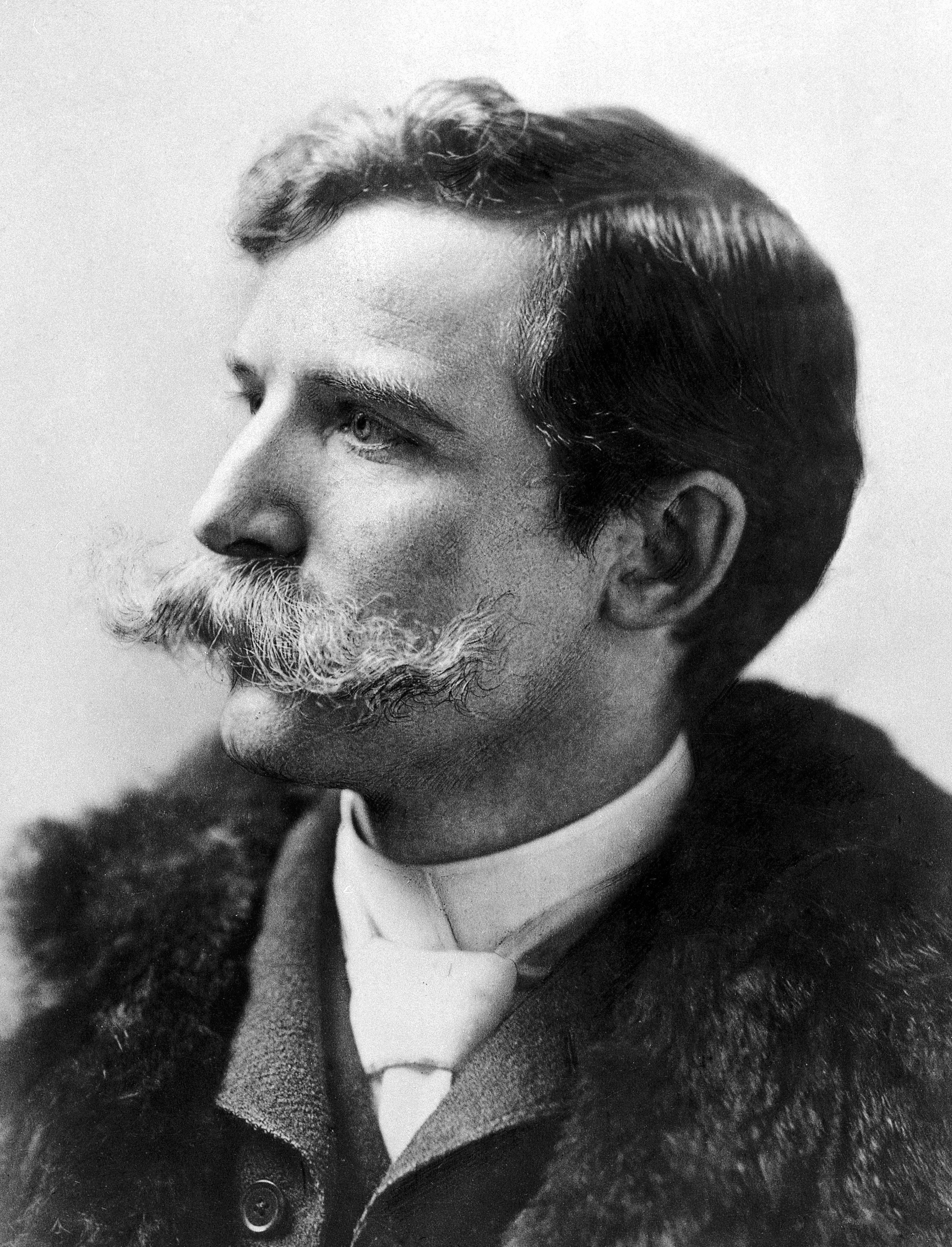
Henry Wellcome (1853–1936)

- Wellcome-Maler, apulischer Vasenmaler
- Wellcome-Maler, frühkorinthischer Vasenmaler

#### Welld
- Welldon, Estela (* 1939), britisch-argentinische Psychoanalytikerin, Sexualwissenschaftlerin und analytische Psychotherapeutin

#### Welle
- Welle, Friedrich (1778–1826), deutscher Silberarbeiter, Münzmeister, Bürgermeister und Politiker
- Welle, Heinrich (1854–1927), deutscher Landwirt und Politiker (DNVP). Landtagsabgeordneter Waldeck
- Welle, Klaus (* 1964), deutscher Politiker (CDU)
- Wellek, Albert (1904–1972), deutscher Psychologe
- Wellek, René (1903–1995), tschechisch-amerikanischer Literaturwissenschaftler
- Wellemeyer, Tobias (* 1961), deutscher Regisseur und Intendant
- Welleminsky, Ignaz Michael (1882–1942), österreichischer Textdichter und Librettist
- Wellems, Hugo (1912–1995), deutscher politischer Publizist, Journalist und Buchautor
- Wellems, Thomas E. (* 1951), US-amerikanischer Mikrobiologe
- Wellen, Björn von der (* 1980), deutscher Schauspieler
- Wellen, Edward (1919–2011), amerikanischer Schriftsteller
- Wellen, Hans Maria (1932–1992), deutscher Komponist
- Wellen, Niklas (* 1994), deutscher Hockeyspieler
- Wellenberg, Niels (* 1982), niederländischer Fußballspieler
- Wellenbrink, Egon (* 1945), deutscher Fernseh-Moderator, Schauspieler, Komponist und Musiker
- Wellenbrink, Heinrich (1896–1974), Bürgermeister von Uetersen, deutscher Sozialdemokrat.
- Wellenbrink, Mia-Sophie (* 1998), deutsche Kinderdarstellerin und -sängerin
- Wellenbrink, Susanna (* 1974), deutsche SchauspielerinSusanna Wellenbrink (* 1974)

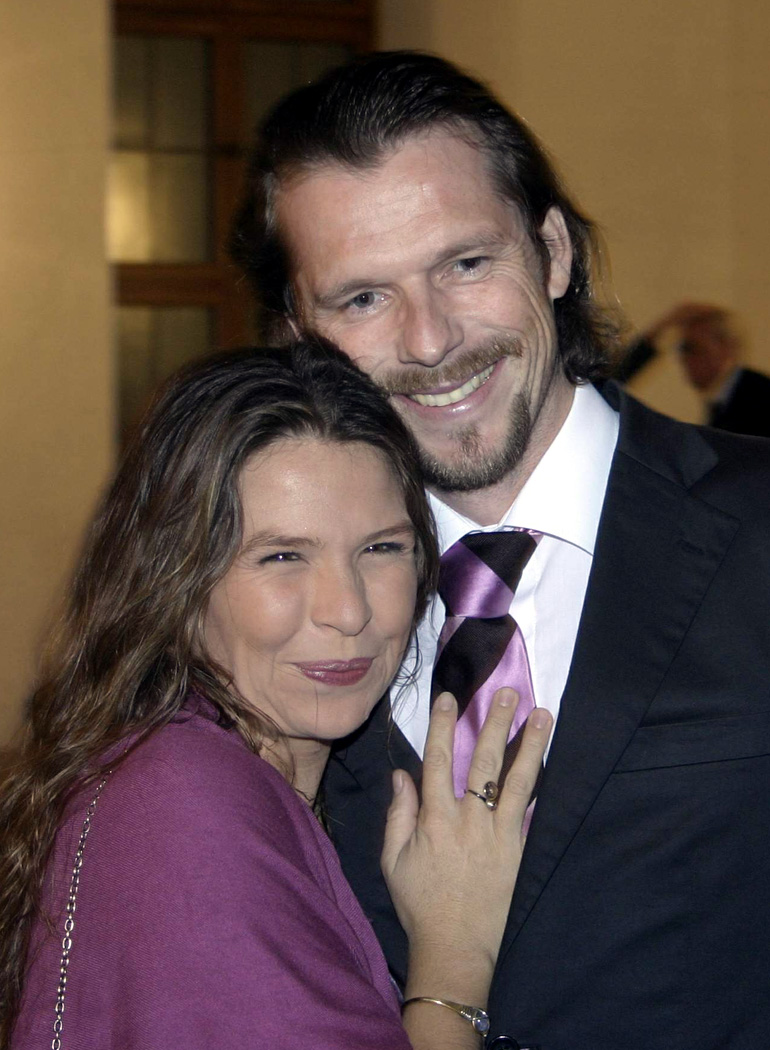
Susanna Wellenbrink (* 1974)

- Wellenburg, Joseph Maria Fugger von (1714–1764), kaiserlicher und kurbayerischer Kämmerer und Komtur des Georgsorden (Bayern)
- Wellendorf, Sebastian (* 1977), deutscher Musikwissenschaftler sowie Fernseh- und Hörfunkjournalist
- Wellenhof, Paul Hofmann von (1858–1944), österreichischer Lehrer, Literaturwissenschaftler und Politiker (Deutscher Nationalverband), Landtagsabgeordneter
- Wellenhofer, Fred (* 1958), österreichischer Basketballspieler
- Wellenhofer, Marina (* 1965), deutsche Juristin und Hochschullehrerin
- Wellenhofer, Michael (1928–2023), deutscher Gymnasiallehrer (Altphilologe) und Historiker
- Wellenhofer, Stephan (1895–1980), deutscher katholischer Geistlicher
- Wellenkamp, August (1807–1887), deutscher Architekt, Montan-Unternehmer, Hotelier und Kunstsammler
- Wellenkamp, Carl, deutscher Verwaltungsjurist
- Wellenkamp, Dorette (1824–1904), deutsche Schriftstellerin, niederdeutsche Lyrikerin und Herausgeberin
- Wellenkamp, Eduard (1868–1948), deutscher Violoncellist, Orchester- und Kammermusiker, Organist und Komponist
- Wellenkamp, Kurt (1903–1984), deutscher Verwaltungsjurist und Ministerialbeamter
- Wellenreuther, Claus (* 1935), deutscher Unternehmer und Mitbegründer der SAP
- Wellenreuther, Hermann (1941–2021), deutscher Historiker und Hochschullehrer
- Wellenreuther, Ingo (* 1959), deutscher Jurist, Politiker (CDU), MdB und Sportfunktionär
- Wellenreuther, Timon (* 1995), deutscher FußballspielerTimon Wellenreuther (* 1995)

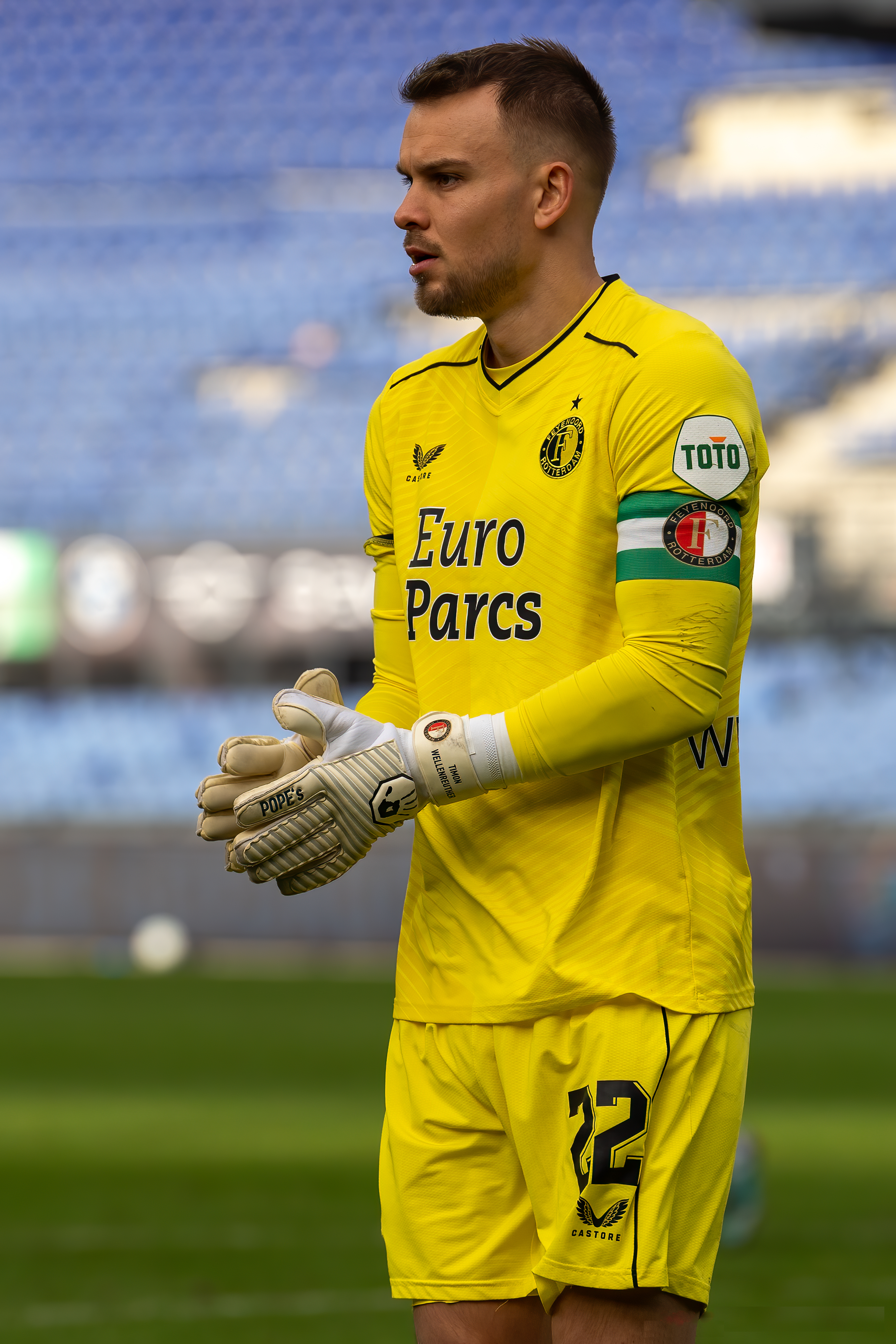
Timon Wellenreuther (* 1995)

- Wellens, Bart (* 1978), belgischer Radrennfahrer
- Wellens, Geert (* 1983), belgischer Cyclocrossfahrer
- Wellens, Johan (* 1956), belgischer Radrennfahrer
- Wellens, Leo (* 1959), belgischer Radrennfahrer
- Wellens, Paul (* 1952), belgischer Radsportler
- Wellens, Paul (* 1980), englischer Rugby-League-Spieler
- Wellens, Tim (* 1991), belgischer RadrennfahrerTim Wellens (* 1991)

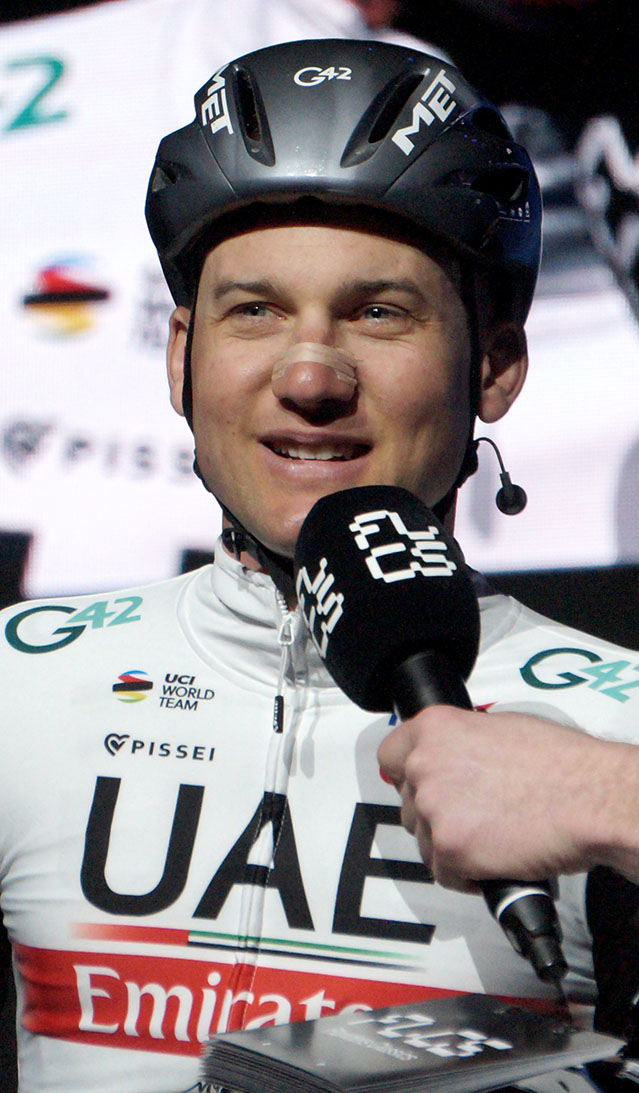
Tim Wellens (* 1991)

- Wellens, Willy (* 1954), belgischer Fußballspieler und -trainer
- Wellensiek, Anneliese (1958–2015), deutsche Erziehungswissenschaftlerin
- Wellensiek, Tönnies (1821–1903), deutscher Zigarrenmacher und Unternehmer
- Wellenstein, Gustav (1906–1997), deutscher Forstwissenschaftler, Zoologe und Entomologe
- Wellenstein, Petra (* 1961), deutsche Kostümbildnerin und Inhaberin eines Kostümfundus
- Wellenstein, Walter (1898–1970), deutscher Maler, Zeichner und Illustrator
- Weller, Albert (1922–1996), deutscher Chemiker (Physikalische Chemie, Photochemie)
- Weller, André-Alexander (* 1968), deutscher Ornithologe, Botaniker und Naturschützer
- Weller, Andreas (* 1969), deutscher Tenor
- Weller, Beda (1656–1711), Abt des Klosters Grafschaft (1709–1711)
- Weller, Birgit (1961–2021), deutsche Industriedesignerin
- Weller, Carl Alexis (1828–1898), deutscher Mediziner und Autor
- Weller, Charly (1951–2024), deutscher Regisseur, Autor, Musiker und Fotograf
- Weller, Chris (* 1957), deutscher Musiker und Komponist
- Weller, Clemens (1838–1900), dänischer Hoffotograf
- Weller, Craig (* 1981), kanadischer Eishockeyspieler
- Weller, Curt (1895–1955), deutscher Verleger
- Weller, David (* 1957), jamaikanischer Bahnradsportler
- Weller, Dietrich (* 1947), deutscher Schriftstellerarzt
- Weller, Don (1940–2020), britischer Jazzmusiker (Tenorsaxophon, Komposition)
- Weller, Doris (1952–2013), deutsche Malerin
- Weller, Eberhard (1845–1911), deutscher Reichsgerichtsrat
- Weller, Eberhard Jodocus (1776–1856), Landtagsabgeordneter Großherzogtum Hessen
- Weller, Ellen, US-amerikanische Multiinstrumentalistin, Improvisationsmusikern, Musikethnologin, Komponistin und Musikpädagogin
- Weller, Emil (1823–1886), deutscher Bibliograph
- Weller, Ernst (1789–1854), Bibliothekar, Legationsrat, Dr. phil.
- Weller, Felix (* 1995), deutscher Fußballschiedsrichter
- Weller, Franz (1901–1994), deutscher Oberst der Bundeswehr
- Weller, Fred (* 1966), US-amerikanischer SchauspielerFred Weller (* 1966)

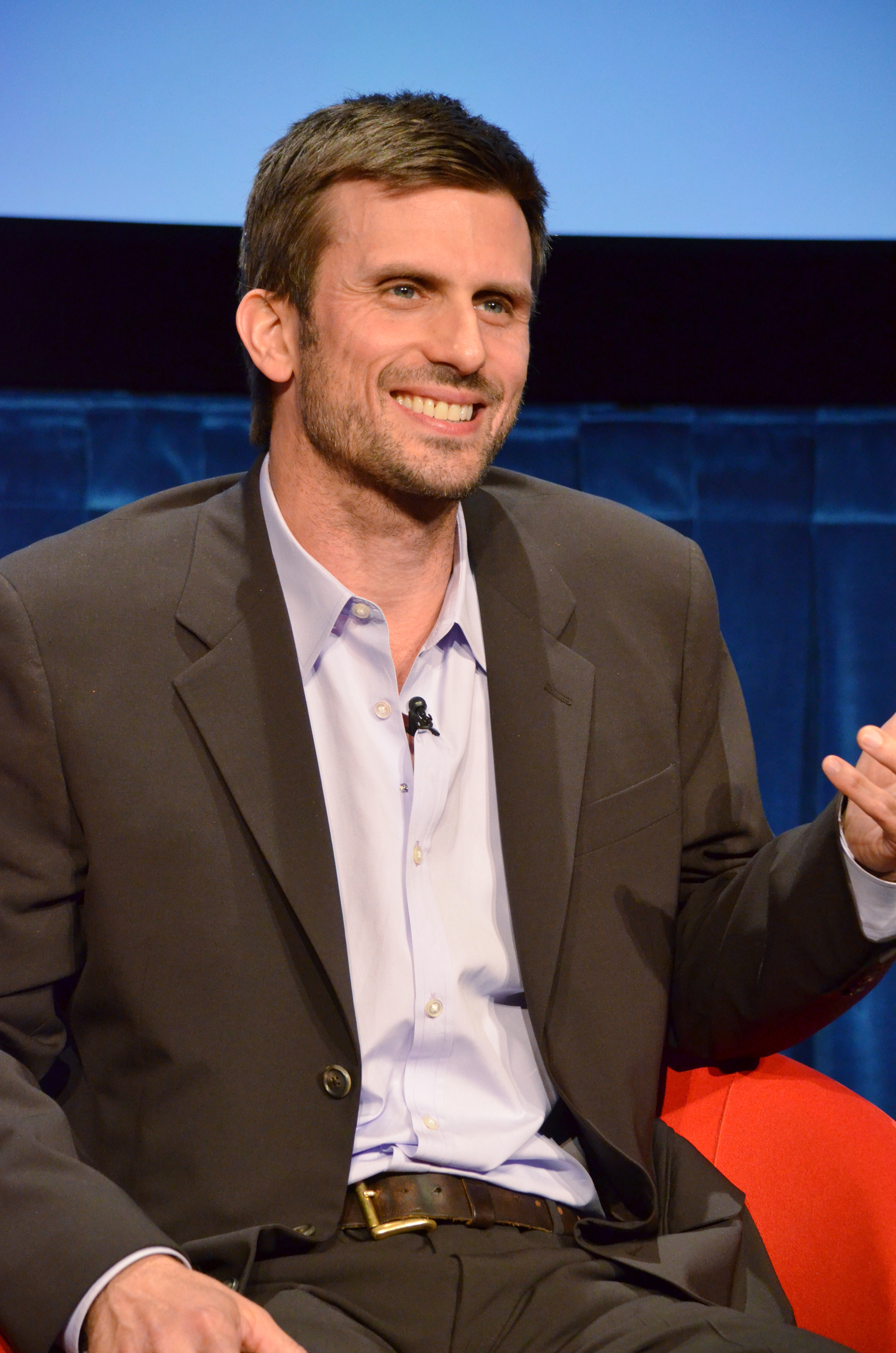
Fred Weller (* 1966)

- Weller, Friedrich (1880–1945), tschechoslowakischer Politiker (SdP)
- Weller, Friedrich (1889–1980), deutscher Philologe und Indologe
- Weller, Friedrich (* 1930), deutscher Ökologe
- Weller, Fritz von (1848–1928), preußischer Generalleutnant
- Weller, George (1907–2002), US-amerikanischer Journalist und Schriftsteller
- Weller, Gustav von (1820–1891), preußischer Generalmajor und Kommandeur der 57. Infanterie-Brigade
- Weller, Hans-Joachim (* 1946), deutscher Fußballspieler
- Weller, Heinrich Ludwig (1819–1893), deutscher Kaufmann
- Weller, Hermann (1878–1956), deutscher neulateinischer Dichter
- Weller, Hieronymus (1499–1572), deutscher lutherischer Theologe und Reformator
- Weller, Horst (* 1954), deutscher Chemiker
- Weller, Ingo (* 1973), deutscher Wirtschaftswissenschaftler
- Weller, Jacob (1602–1664), deutscher evangelischer Theologe und Oberhofprediger
- Weller, Jennifer (* 1987), deutsche Schauspielerin und Model
- Weller, Jerry (* 1957), US-amerikanischer Politiker
- Weller, Jessica (* 1983), deutsche Politikerin (CDU), MdL
- Weller, Jill (* 1986), deutsche Schauspielerin
- Weller, Jochen (* 1969), deutscher Astrophysiker und Hochschullehrer
- Weller, Johann Christoph (1647–1721), deutscher Berg- und Hammerwerkbetreiber
- Weller, Johann Gottfried (1712–1780), deutscher lutherischer Geistlicher und Historiker
- Weller, John (1877–1966), englischer Erfinder und Konstrukteur
- Weller, John B. (1812–1875), amerikanischer Politiker
- Weller, Karl (1866–1943), deutscher Landeshistoriker
- Weller, Karl (1885–1964), österreichischer Politiker (VF), Landtagsabgeordneter, Mitglied des Bundesrates
- Weller, Klaus (* 1954), deutscher Filmemacher, Kameramann, Dramaturg und Dozent
- Weller, Lia (* 1976), brasilianisch-österreichische Sängerin, Songwriterin und Musikproduzentin
- Weller, Ludwig (1800–1863), badischer Jurist und Politiker
- Weller, Luman Hamlin (1833–1914), amerikanischer Politiker
- Weller, Marc (* 1951), französischer Fußballspieler
- Weller, Marc-Philippe (* 1974), deutscher Jurist und Hochschullehrer
- Weller, Markus (* 1965), deutscher Kunst- und Antiquitätenhändler
- Weller, Martin (* 1955), deutscher klassischer Trompeter
- Weller, Martin (* 1958), deutscher Gitarrist und Mundartsänger
- Weller, Matthias (* 1971), deutscher Rechtswissenschaftler
- Weller, Michael (* 1942), US-amerikanischer Drehbuchautor und Dramatiker
- Weller, Michael (* 1962), deutscher Mediziner und Hochschullehrer
- Weller, Michael (* 1990), deutscher Thai-/Kickboxer
- Weller, Nicolay (* 1966), deutscher Schauspieler und Moderator
- Weller, Niklas (* 1993), deutscher Handballspieler
- Weller, Norbert (* 1959), deutscher Arzt, Sanitätsoffizier und Generalarzt der Bundeswehr
- Weller, Otto (1893–1956), Landtagsabgeordneter Volksstaat Hessen
- Weller, Ovington (1862–1947), US-amerikanischer Politiker der Republikanischen Partei
- Weller, Paul (* 1958), britischer MusikerPaul Weller (* 1958)

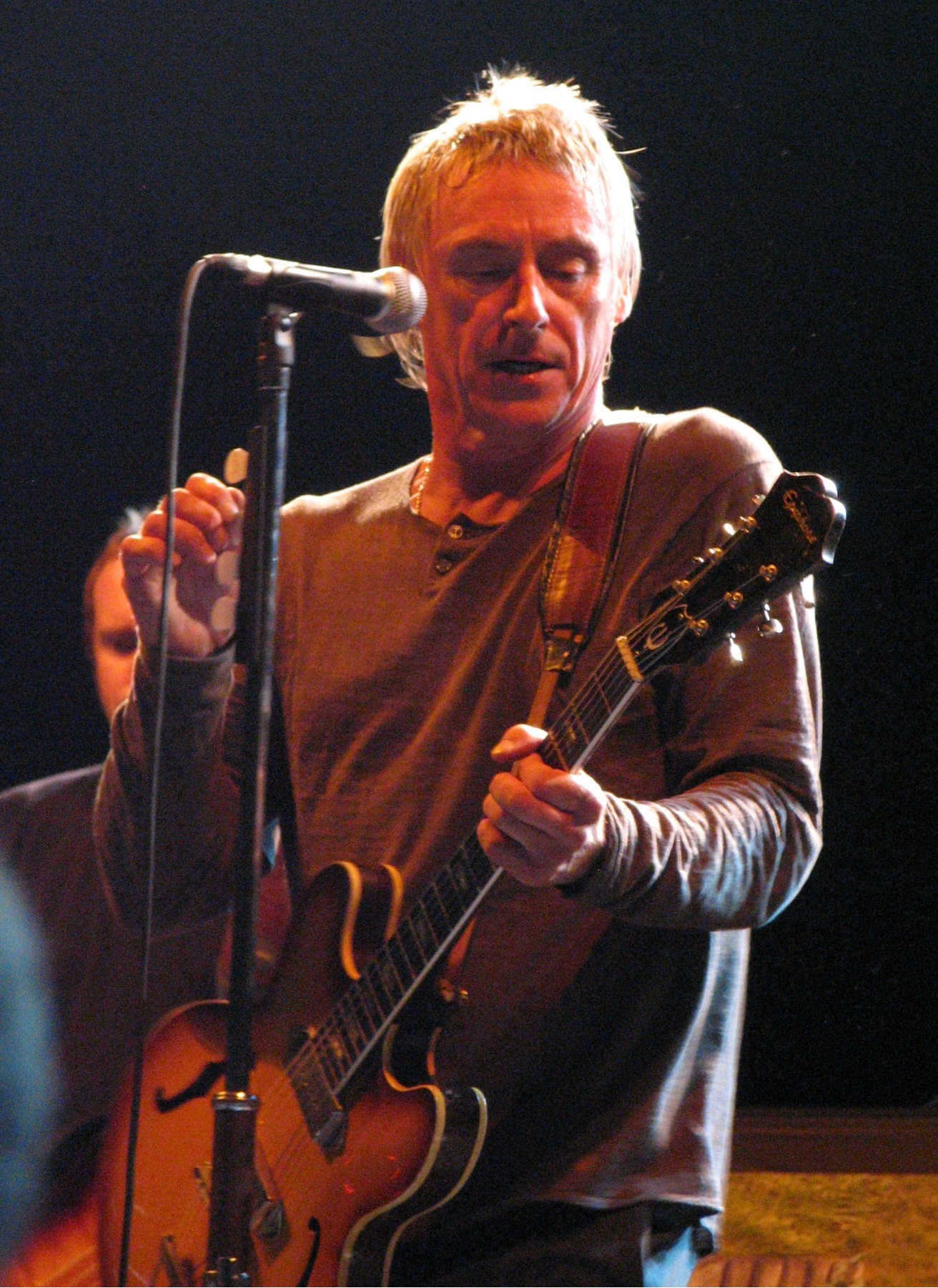
Paul Weller (* 1958)

- Weller, Pawel Lasarewitsch (1903–1941), russischer Übersetzer und Editor
- Weller, Peter (1868–1940), deutscher Fotograf
- Weller, Peter (* 1947), US-amerikanischer SchauspielerPeter Weller (* 1947)

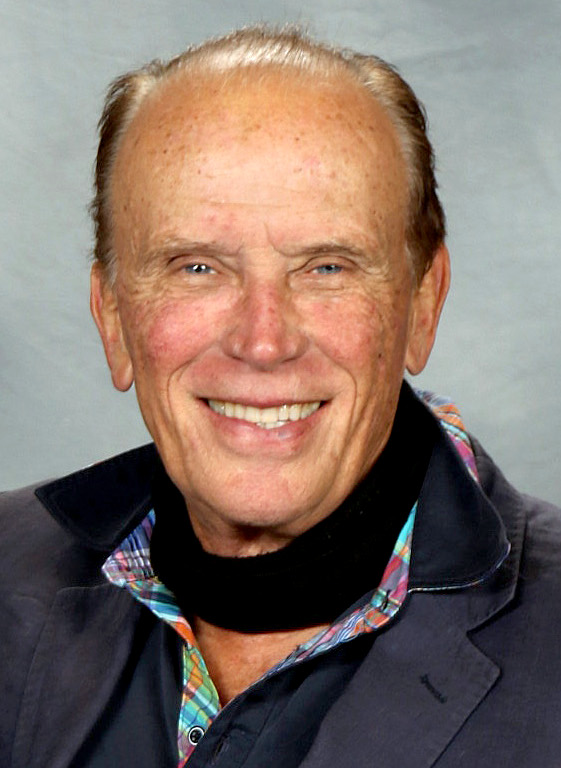
Peter Weller (* 1947)

- Weller, Reginald Heber (1857–1935), Bischof der Episcopal-Kirche in Amerika
- Weller, René (1953–2023), deutscher Boxer
- Weller, Ronny (* 1969), deutscher Gewichtheber
- Weller, Royal Hurlburt (1881–1929), US-amerikanischer Jurist und Politiker
- Weller, Shawn (* 1986), US-amerikanischer Eishockeyspieler
- Weller, Siegfried (1928–2019), deutscher Unfallchirurg
- Weller, Stuart (1870–1927), US-amerikanischer Paläontologe und Geologe
- Weller, Theodor Leopold (1802–1880), deutscher Genremaler
- Weller, Thomas (* 1980), deutscher Fußballspieler
- Weller, Thomas Huckle (1915–2008), US-amerikanischer Bakteriologe
- Weller, Tobias († 1666), deutscher Orgelbauer
- Weller, Tobias (* 1969), deutscher Historiker und Mediävist
- Weller, Tüdel (1902–1970), deutscher Journalist und Schriftsteller
- Weller, Uwe (* 1958), deutscher Fußballspieler
- Weller, Walter (1939–2015), österreichischer Geiger und Dirigent
- Weller, Wolfgang (1932–2006), deutscher Physiker und Hochschullehrer
- Weller, Wolfgang (* 1935), deutscher Ingenieur und Professor für Technische Kybernetik
- Wellerdieck, Günter (1934–2008), deutscher Fußballfunktionär
- Wellerdiek, Karl-Heinz (1959–2019), deutscher Sänger, Schauspieler, Schriftsteller und Theaterleiter
- Wellermann, Friedrich (1865–1951), deutscher Architekt
- Wellers, Georges (1905–1991), französischer Biochemiker und Historiker
- Wellers, Janina (* 1988), deutsche Basketballspielerin
- Wellershaus, Paul (1887–1976), deutscher Maler
- Wellershoff, Dieter (1925–2018), deutscher SchriftstellerDieter Wellershoff (1925–2018)

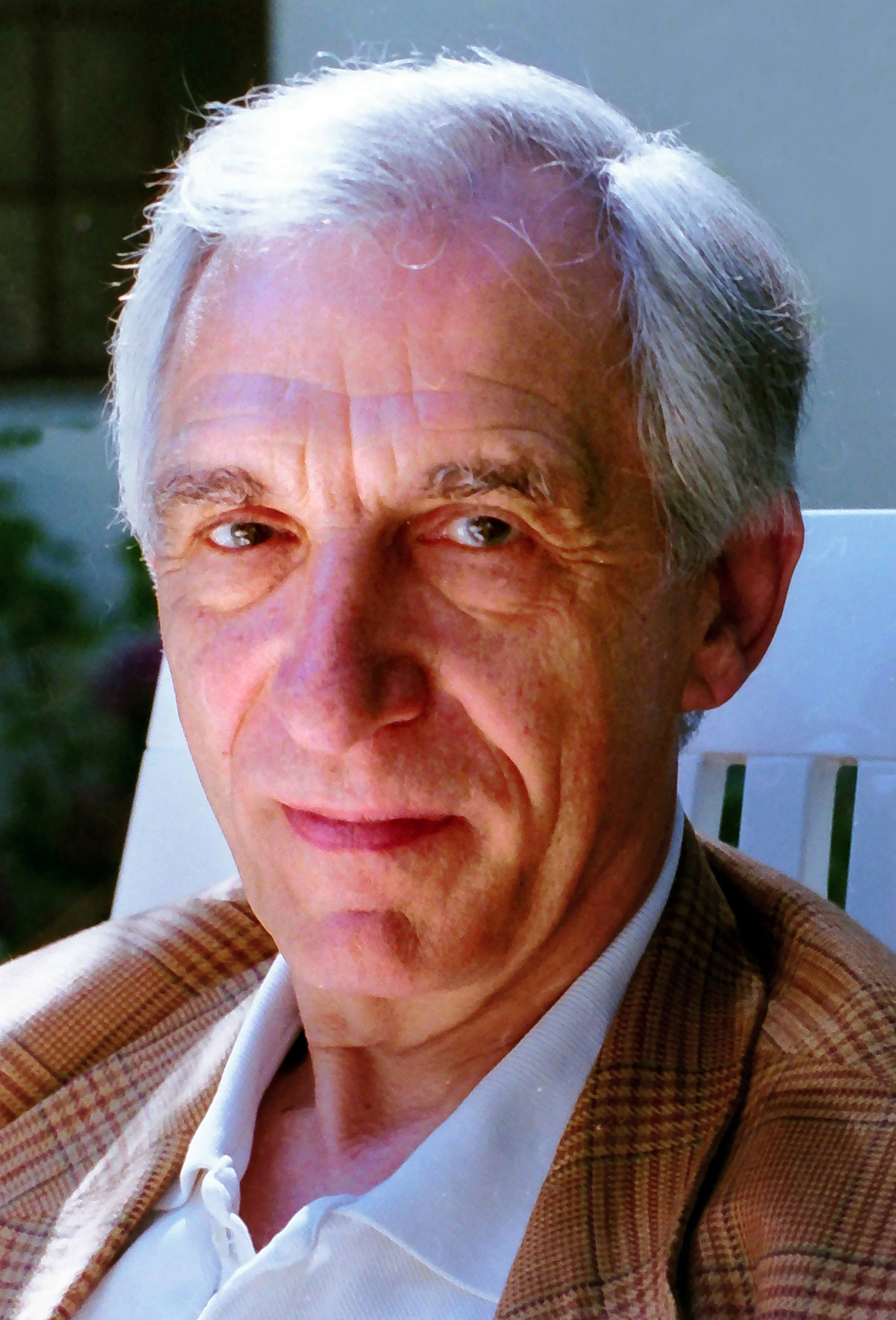
Dieter Wellershoff (1925–2018)

- Wellershoff, Dieter (1933–2005), deutscher Militär, Generalinspekteur der Bundeswehr
- Wellershoff, Irene (* 1954), deutsche Filmproduzentin
- Wellershoff, Klaus W. (* 1964), deutscher Ökonom
- Wellershoff, Maria (1922–2021), deutsche Autorin
- Wellershoff, Marianne (* 1963), deutsche Journalistin, Autorin und Musikerin
- Wellert, Frank (* 1976), deutscher Jazzmusiker
- Wellert, Karsten (* 1977), deutscher Radio-Manager
- Welles, Adam de, 1. Baron Welles († 1311), englischer Adliger, Militär und Diplomat
- Welles, Gideon (1802–1878), US-amerikanischer Politiker
- Welles, John, 1. Viscount Welles († 1499), englischer Adliger
- Welles, Orson (1915–1985), US-amerikanischer Regisseur, Schauspieler und AutorOrson Welles (1915–1985)

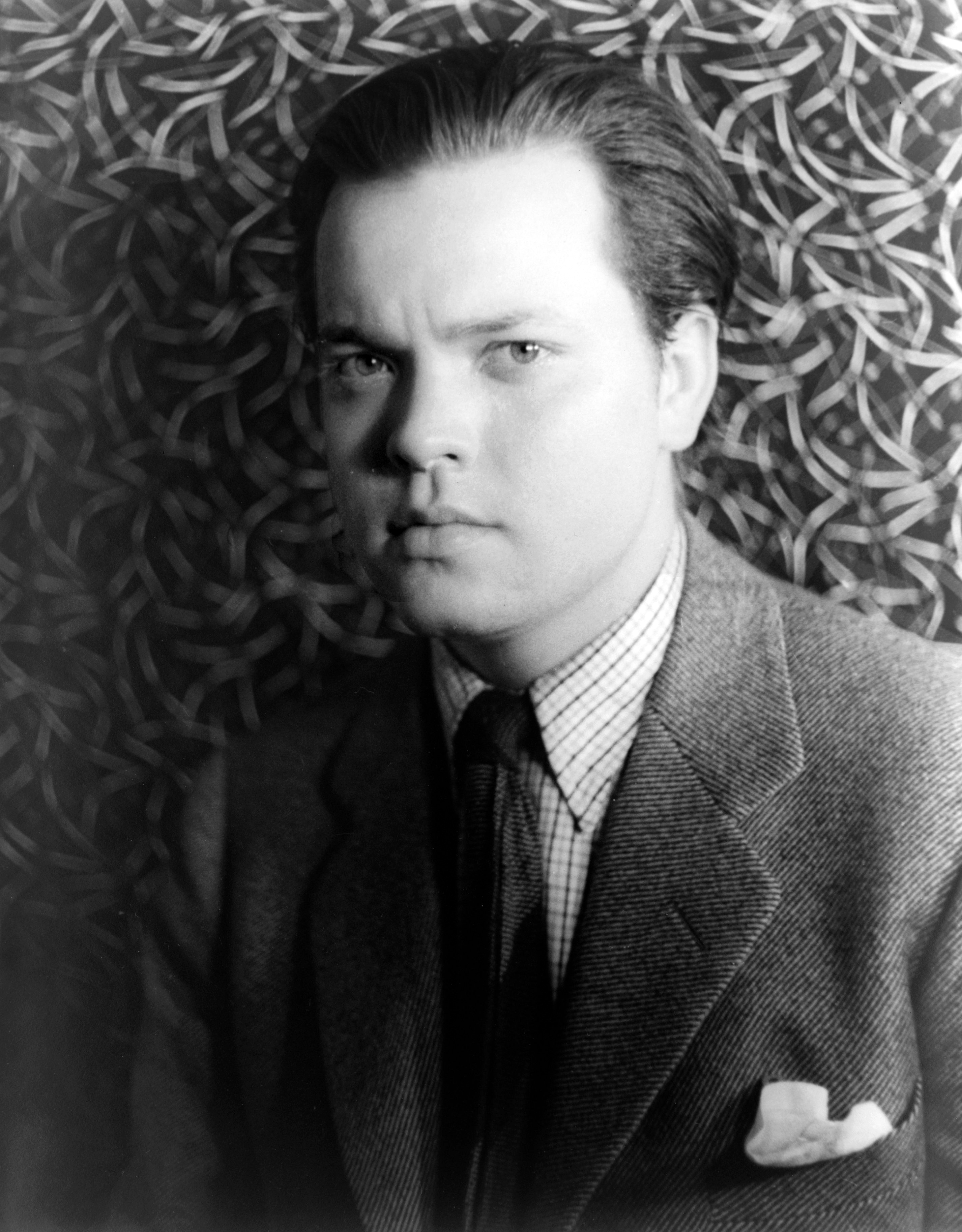
Orson Welles (1915–1985)

- Welles, Samuel Paul (1907–1997), US-amerikanischer Paläontologe
- Welles, Sumner (1892–1961), US-amerikanischer Politiker
- Welles, Thomas († 1660), amerikanischer Kolonialgouverneur
- Welles, Tori (* 1967), US-amerikanische Pornodarstellerin- und Regisseurin
- Welleschik, Bruno (1944–2011), österreichischer HNO-Arzt
- Wellesley, Arthur, 1. Duke of Wellington (1769–1852), britischer Feldmarschall und Politiker, Mitglied des House of Commons
- Wellesley, Arthur, 2. Duke of Wellington (1807–1884), britischer General, Peer und Politiker
- Wellesley, Arthur, 4. Duke of Wellington (1849–1934), britischer Adliger
- Wellesley, Arthur, 5. Duke of Wellington (1876–1941), britischer Peer
- Wellesley, Arthur, 8. Duke of Wellington (1915–2014), britischer Peer, Offizier und UnternehmerArthur Wellesley, 8. Duke of Wellington (1915–2014)

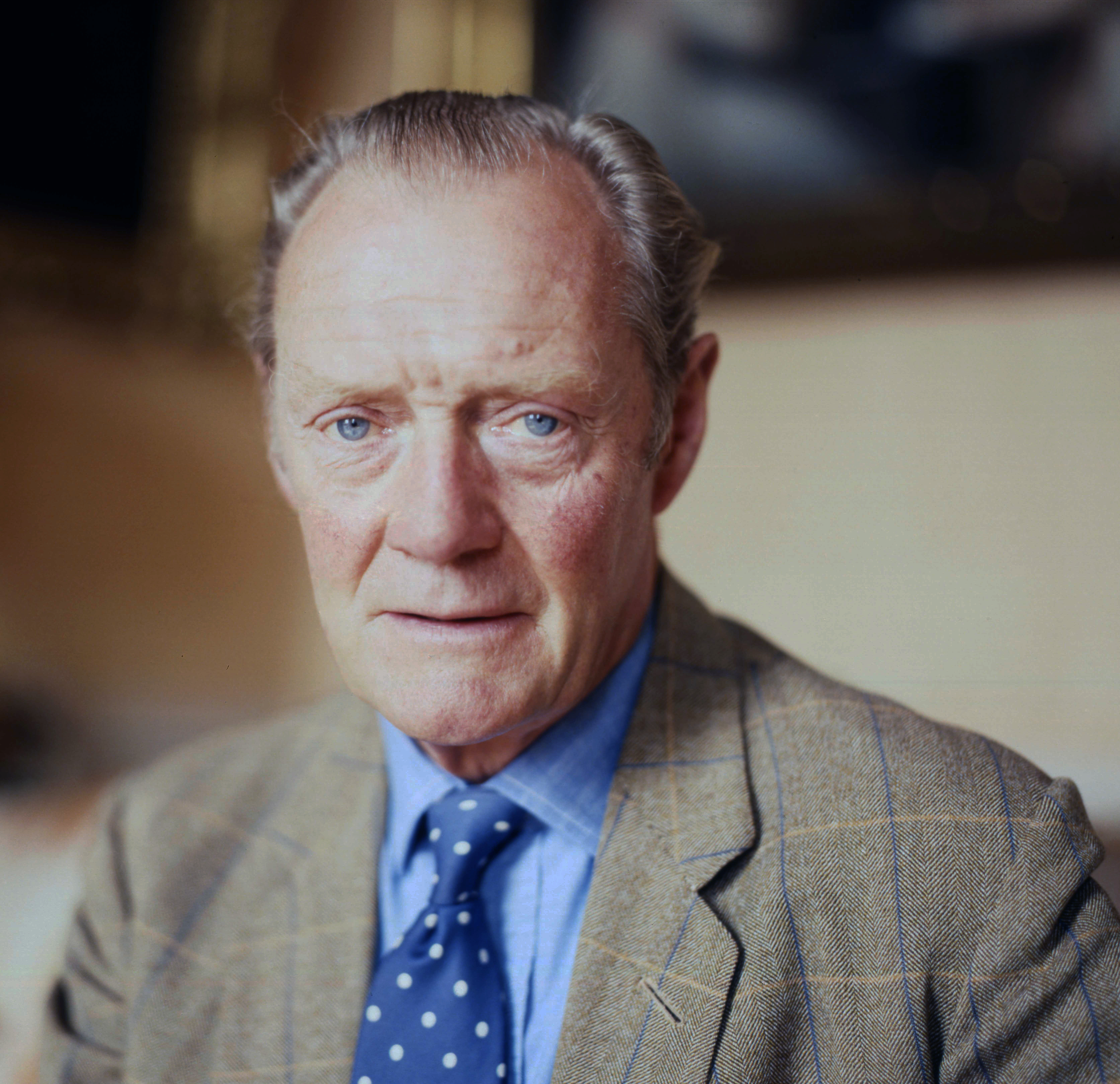
Arthur Wellesley, 8. Duke of Wellington (1915–2014)

- Wellesley, Charles (1808–1858), britischer General und Politiker, Mitglied des House of Commons
- Wellesley, Charles, 9. Duke of Wellington (* 1945), britischer Peer und Politiker, MdEP
- Wellesley, Garret, 7. Earl Cowley (1934–2016), britischer Peer und Politiker (Conservative Party)
- Wellesley, George (1814–1901), britischer Admiral, Erster Seelord
- Wellesley, Gerald, 7. Duke of Wellington (1885–1972), britischer Peer und Diplomat
- Wellesley, Gordon (1906–1980), australischer Drehbuchautor
- Wellesley, Henry, 1. Baron Cowley (1773–1847), britischer Politiker und Diplomat
- Wellesley, Henry, 1. Earl Cowley (1804–1884), britischer Diplomat
- Wellesley, Henry, 3. Duke of Wellington (1846–1900), britischer Offizier, Peer und Politiker
- Wellesley, Henry, 6. Duke of Wellington (1912–1943), britischer Soldat und Mitglied des House of Lords
- Wellesley, Richard, 1. Marquess Wellesley (1760–1842), britischer Staatsmann
- Wellesley-Pole, William, 3. Earl of Mornington (1763–1845), irisch-britischer Politiker, Münzmeister (1814–1823) und Generalpostmeister (1834–1835)
- Wellesz, Egon (1885–1974), österreichisch-britischer Komponist und Musikwissenschaftler
- Wellesz, Emmy (1889–1987), österreichische Kunsthistorikerin

#### Wellf
- Wellford, Charles F., US-amerikanischer Soziologe und Kriminologe

#### Wellg
- Wellgraf, Stefan (* 1979), deutscher Soziologe

#### Wellh
- Wellhausen, Georg (1898–1987), deutscher Architekt
- Wellhausen, Hans (1894–1964), deutscher Politiker (FDP, CSU), MdB
- Wellhausen, Julius (1844–1918), deutscher evangelischer Theologe und OrientalistJulius Wellhausen (1844–1918)

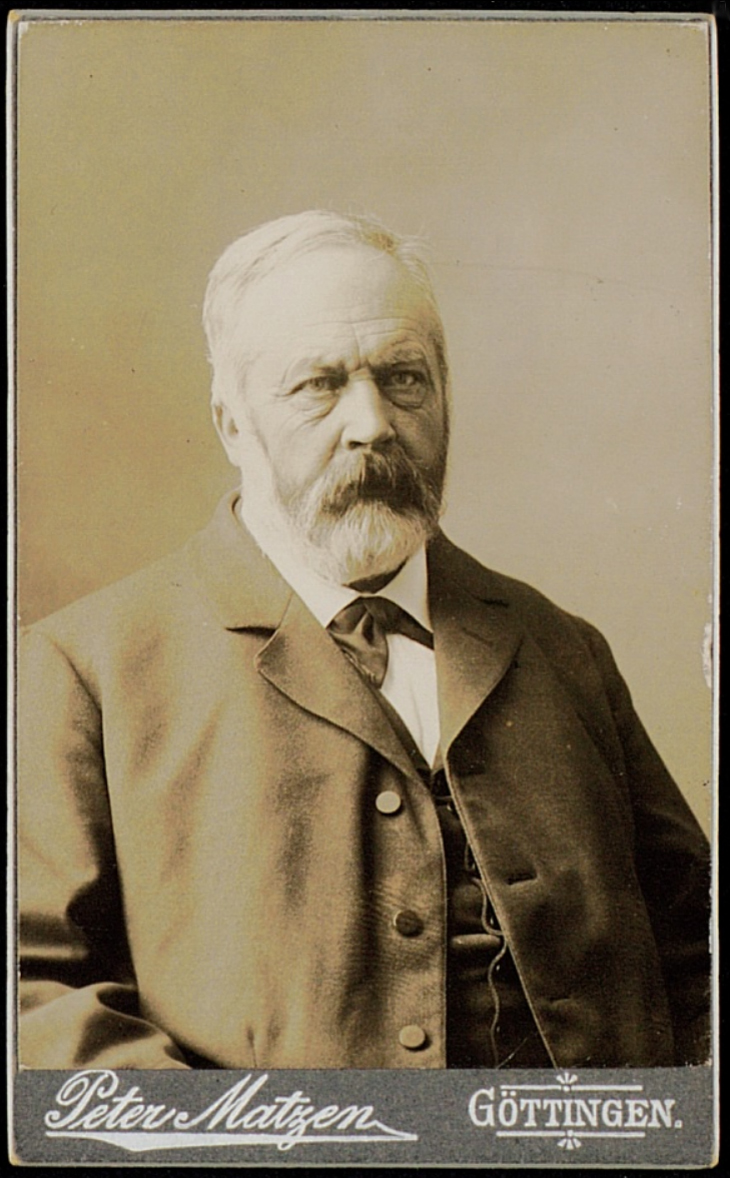
Julius Wellhausen (1844–1918)

- Wellhausen, Ludwig (1884–1940), deutscher Politiker (SPD)
- Wellhof, Reinhold (1850–1909), deutscher Theaterschauspieler und Sänger
- Wellhöfer, Georg (1893–1968), deutscher Fußballspieler
- Wellhöfer, Werner (* 1947), deutscher Rechtswissenschaftler

#### Welli
- Wellig, Diego (* 1961), Schweizer Bergführer und Schneelehrer
- Wellin, Arthur (* 1880), deutscher Filmregisseur und Schauspieler
- Wellin, Bertha (1870–1951), schwedische Politikerin und Frauenrechtlerin
- Welling, Alfons (* 1948), deutscher Pädagoge und Hochschullehrer
- Welling, Georg von (1655–1727), deutscher Alchemist, Bergwerksdirektor und Theosoph
- Welling, Hans Georg, deutscher Militär, Ingenieur, Feuerwerker und Autor
- Welling, Heinrich (1555–1620), deutscher Altphilologe sowie Hochschullehrer
- Welling, Herbert (* 1929), deutscher Physiker
- Welling, James (* 1951), US-amerikanischer Fotograf
- Welling, Johann Philipp von, deutscher Baumeister und Kammerjunker (Nassau-Saarbrücken)
- Welling, Ludwig von (1753–1813), salm-kyrburgischer Regierungs- und Hofkammerpräsident
- Welling, Michael (* 1971), deutscher Wirtschaftswissenschaftler, Hochschullehrer und Fußballmanager
- Welling, Milton H. (1876–1947), US-amerikanischer Politiker
- Welling, Tom (* 1977), US-amerikanischer SchauspielerTom Welling (* 1977)

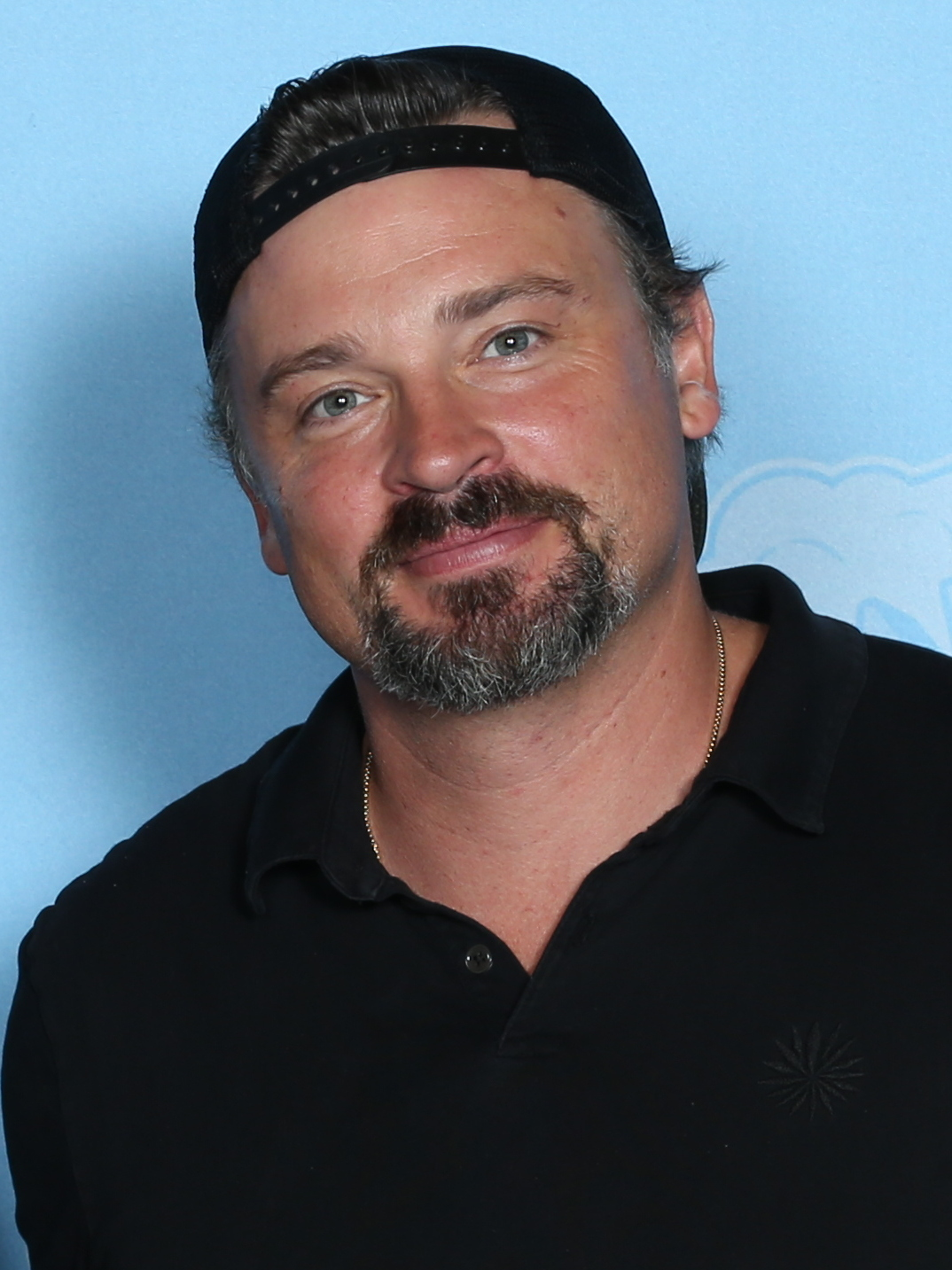
Tom Welling (* 1977)

- Welling, Torsten (* 1985), deutscher Politiker (CDU), MdL Rheinland-Pfalz
- Wellinga, Siem (1931–2016), niederländischer Fußballschiedsrichter
- Wellinger, Andreas (* 1995), deutscher Skispringer
- Wellinger, Karl (1904–1976), deutscher Materialwissenschaftler, Ingenieur und Hochschullehrer
- Wellinger, René (* 1966), Schweizer Berufsoffizier (Brigadier)
- Wellinger, Roger (1919–2014), Schweizer Elektroingenieur, Hochschullehrer und Manager
- Wellinger, Thomas (* 1988), Schweizer Eishockeyspieler
- Wellingerhof, Friedrich-Franz (1917–1985), deutscher Geistlicher, Jugendpastor und Superintendent des Kirchenkreises Schwerin
- Wellinghausen, Walter (* 1944), deutscher Rechtsanwalt und ehemaliger Politiker (SPD)Walter Wellinghausen (* 1944)

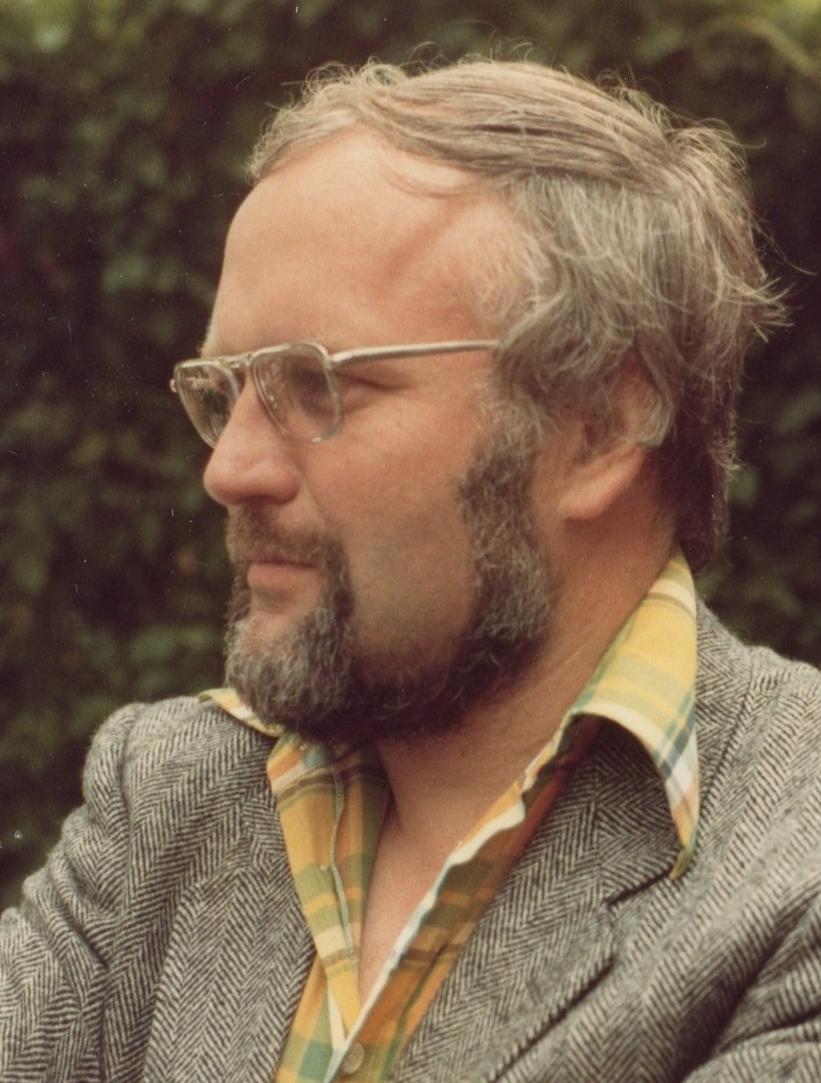
Walter Wellinghausen (* 1944)

- Wellings, Eloise (* 1982), australische Langstreckenläuferin
- Wellings, Julian (* 1972), englischer Squashspieler
- Wellings, Lars (* 1962), deutscher Schauspieler
- Wellington (* 1991), brasilianischer Fußballspieler
- Wellington Bruno (* 1986), brasilianischer Fußballspieler
- Wellington Paulista (* 1983), brasilianischer Fußballspieler
- Wellington, Alex (1891–1967), kanadischer Eishockeyspieler
- Wellington, Amanda-Jade (* 1997), australische Cricketspielerin
- Wellington, Chrissie (* 1977), englische Triathletin
- Wellington, David (* 1963), kanadischer Filmregisseur, Filmproduzent und Drehbuchautor
- Wellington, David (* 1971), US-amerikanischer Buchautor und Blogger
- Wellington, George (1852–1927), US-amerikanischer Politiker (Republikanische Partei)
- Wellington, Harry Hillel (1926–2011), US-amerikanischer Rechtswissenschaftler
- Wellington, Justin (* 1978), australischer-papua-neuguineischer Singer-Songwriter
- Wellington, Peter, kanadischer Filmregisseur und Drehbuchautor
- Wellington, Rusty (1925–1987), US-amerikanischer Country- und Rockabilly-Musiker
- Wellins, Bobby (1936–2016), schottischer Jazzmusiker
- Wellisch, Dietmar (* 1960), deutscher Ökonom und Hochschullehrer (Universität Hamburg)
- Welliton (* 1986), brasilianischer Fußballspieler
- Welliver, Judson C. (1870–1943), erster präsidialer Redenschreiber im Weißen Haus
- Welliver, Titus (* 1962), US-amerikanischer SchauspielerTitus Welliver (* 1962)

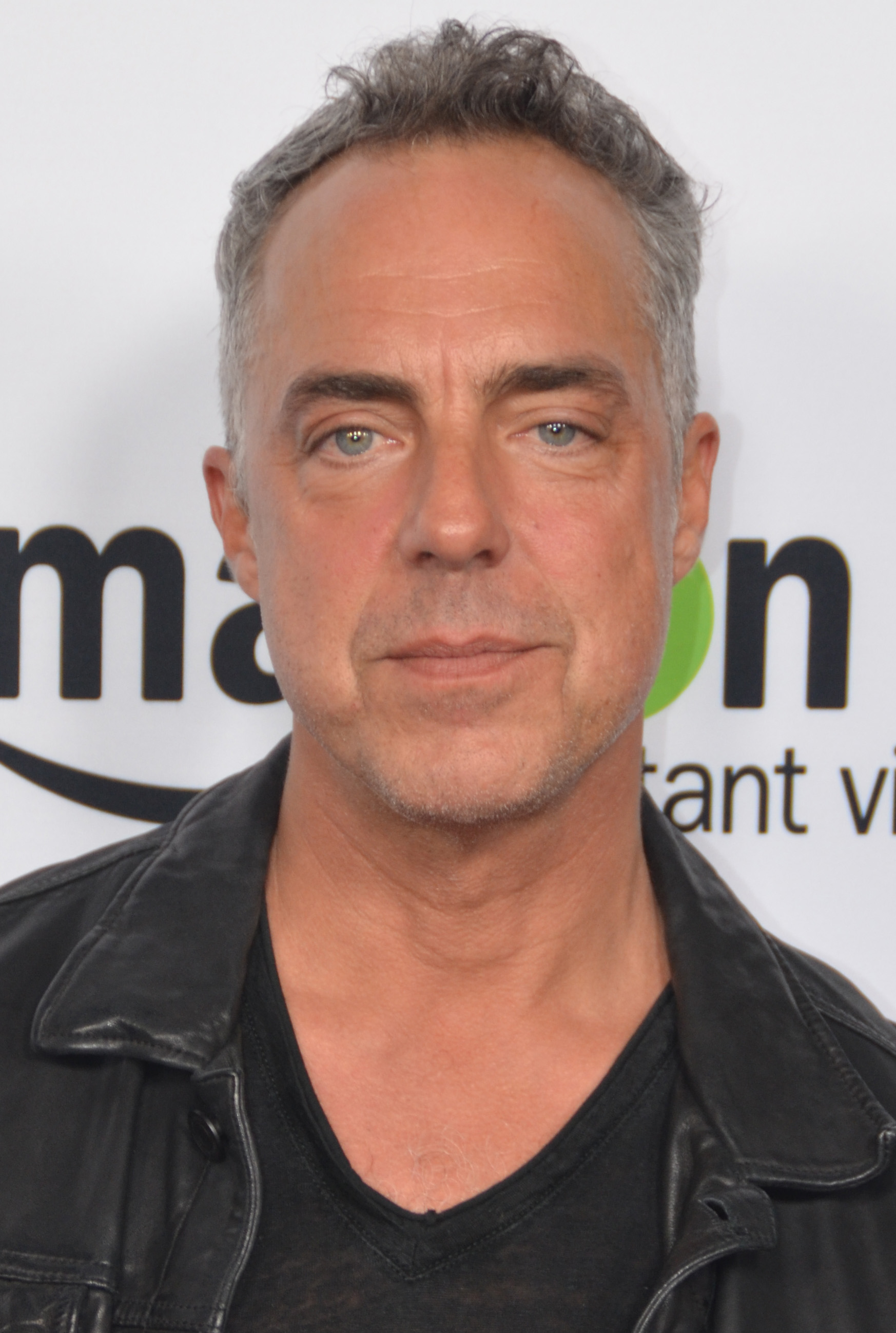
Titus Welliver (* 1962)

#### Wellm
- Wellm, Alfred (1927–2001), deutscher Schriftsteller
- Wellm, Matti (* 2003), deutscher Leichtathlet
- Wellman, Brian (* 1967), bermudischer Dreispringer
- Wellman, Carl (1926–2021), US-amerikanischer Philosoph
- Wellman, Christopher Heath (* 1967), US-amerikanischer Philosoph und Hochschullehrer
- Wellman, Ken (1930–2013), australischer Eishockeyspieler
- Wellman, Manly Wade (1903–1986), amerikanischer Schriftsteller
- Wellman, Stephen (* 1982), maltesischer Fußballspieler
- Wellman, Walter (1858–1934), US-amerikanischer Luftschiffpionier
- Wellman, William A. (1896–1975), US-amerikanischer FilmregisseurWilliam A. Wellman (1896–1975)

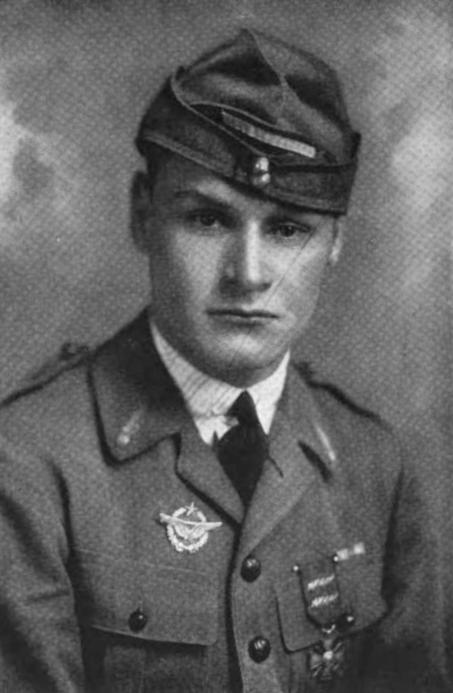
William A. Wellman (1896–1975)

- Wellmann, Alwine (1891–1966), deutsche Politikerin (SPD), MdL
- Wellmann, Anna (* 1995), deutsche Fußballtorhüterin
- Wellmann, Bernhard (1890–1964), deutscher Kaufmann und Politiker (FDP), MdL
- Wellmann, Christian (1948–2013), deutscher Friedensforscher und Friedensaktivist
- Wellmann, Dieter (1933–2025), deutscher Kirchenmusiker
- Wellmann, Dieter (* 1942), deutscher Fechtsportler
- Wellmann, Eduard (1842–1918), deutscher klassischer Philologe und Gymnasialdirektor
- Wellmann, Ernst (1904–1970), deutscher Brigadegeneral der Bundeswehr
- Wellmann, Ewald, deutscher Landrat
- Wellmann, Hans (1890–1968), deutscher Politiker (CDU), MdL
- Wellmann, Hans (1911–1969), deutscher Politiker (SPD), MdB
- Wellmann, Hans (1936–2012), deutscher Linguist und Germanist
- Wellmann, Ingeborg (1924–2015), deutsche Schauspielerin und SynchronsprecherinIngeborg Wellmann (1924–2015)

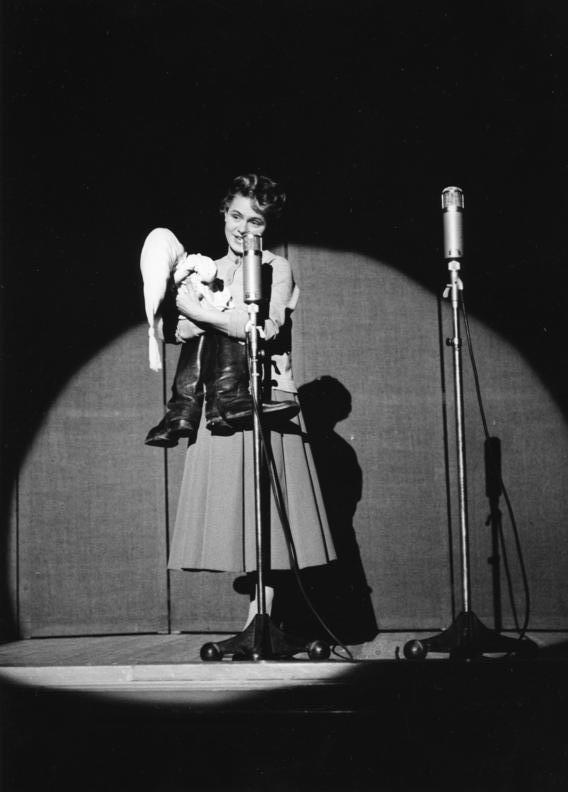
Ingeborg Wellmann (1924–2015)

- Wellmann, Johann (1874–1932), deutscher Politiker (SPD)
- Wellmann, Karl-Georg (* 1952), deutscher Politiker (CDU), MdA, MdB
- Wellmann, Karl-Heinz (* 1954), deutscher Wissenschaftsjournalist
- Wellmann, Marc (* 1968), deutscher Kunsthistoriker und Kurator
- Wellmann, Max (1863–1933), deutscher Klassischer Philologe und Medizinhistoriker
- Wellmann, Paul-Heinz (* 1952), deutscher Leichtathlet und Olympiamedaillengewinner
- Wellmann, Peter (1913–1999), deutscher Astronom
- Wellmann, Peter (1943–2014), deutscher Politiker (SPD), MdL
- Wellmann, Richard (1830–1910), deutscher Offizier und Parlamentarier
- Wellmann, Richard (1859–1934), preußischer Generalleutnant im Ersten Weltkrieg
- Wellmann, Thomas (* 1983), deutscher Comiczeichner
- Wellmer, Albrecht (1933–2018), deutscher Philosoph
- Wellmer, Friedrich-Wilhelm (* 1940), deutscher Geologe
- Wellmer, Jessy (* 1979), deutsche Fernsehmoderatorin und JournalistinJessy Wellmer (* 1979)

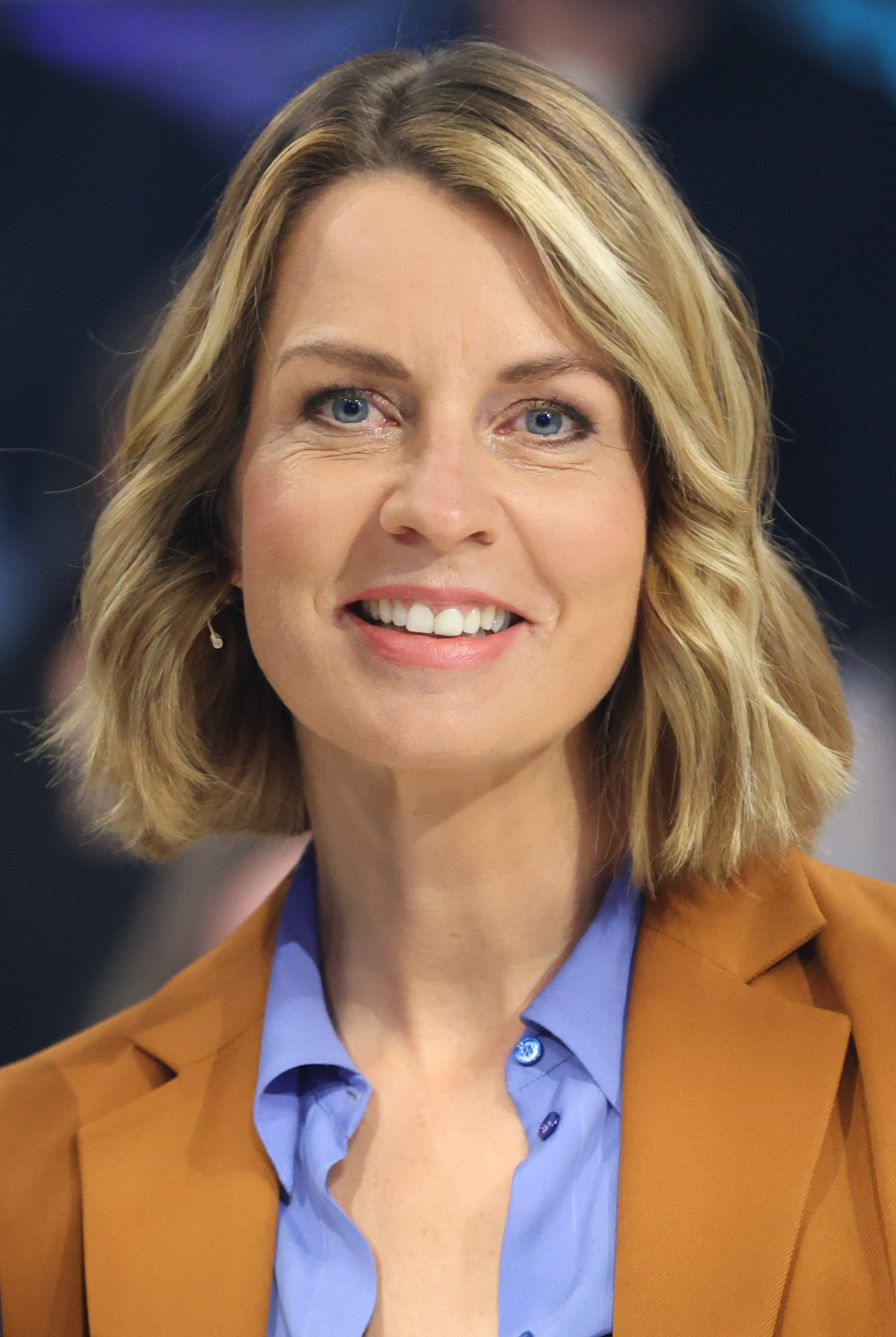
Jessy Wellmer (* 1979)

- Wellmer, Jörg (* 1970), deutscher Neurologe und Epileptologe
- Wellmer, Martin (1902–1972), deutscher Historiker und Archivar
- Wellmer, Meta (1826–1889), deutsche Schriftstellerin
- Wellmer, Michael Ludwig (* 1783), deutscher Landesbeamter und Jurist

#### Welln
- Wellner, Carl August (1824–1909), deutscher Unternehmer
- Wellner, Christian Gottlieb (1795–1857), deutscher Unternehmer
- Wellner, Christoph (* 1972), österreichischer Journalist
- Wellner, Georg (1846–1909), österreichischer Ingenieur
- Wellner, Jon (* 1975), US-amerikanischer Schauspieler und Wissenschaftler
- Wellner, Ulf (* 1977), deutscher Kirchenmusiker und Musikwissenschaftler
- Wellner, Wolfgang (1937–2019), deutscher Eishockeyspieler
- Wellner, Wolfgang (* 1953), deutscher Jurist, Richter am Bundesgerichtshof a. D.
- Wellnhofer, Peter (* 1936), deutscher Paläontologe
- Wellnitz, Dirk, deutsches Model und Mister Germany 1994
- Wellnitz, Karl (1913–1992), deutscher Mathematiker und Hochschullehrer
- Wellnitz, Wolfgang (* 1942), deutscher Fußballspieler

#### Wells
- Wells, Ada (1863–1933), neuseeländische Politikerin und Frauenrechtlerin
- Wells, Adrian (* 1962), britischer Klinischer Psychologe
- Wells, Alan (1924–2005), britischer Ingenieur, Erfinder der Wells-Turbine
- Wells, Alfred (1814–1867), US-amerikanischer Jurist und Politiker
- Wells, Alice Stebbins (1873–1957), US-amerikanische Polizistin
- Wells, Allan (* 1952), britischer Leichtathlet
- Wells, Anthony (* 1964), britischer Autorennfahrer
- Wells, Audrey (1960–2018), US-amerikanische Drehbuchautorin, Filmregisseurin und Filmproduzentin
- Wells, Beau-James (* 1995), neuseeländischer Freestyle-Skisportler
- Wells, Benedict (* 1984), deutsch-schweizerischer SchriftstellerBenedict Wells (* 1984)

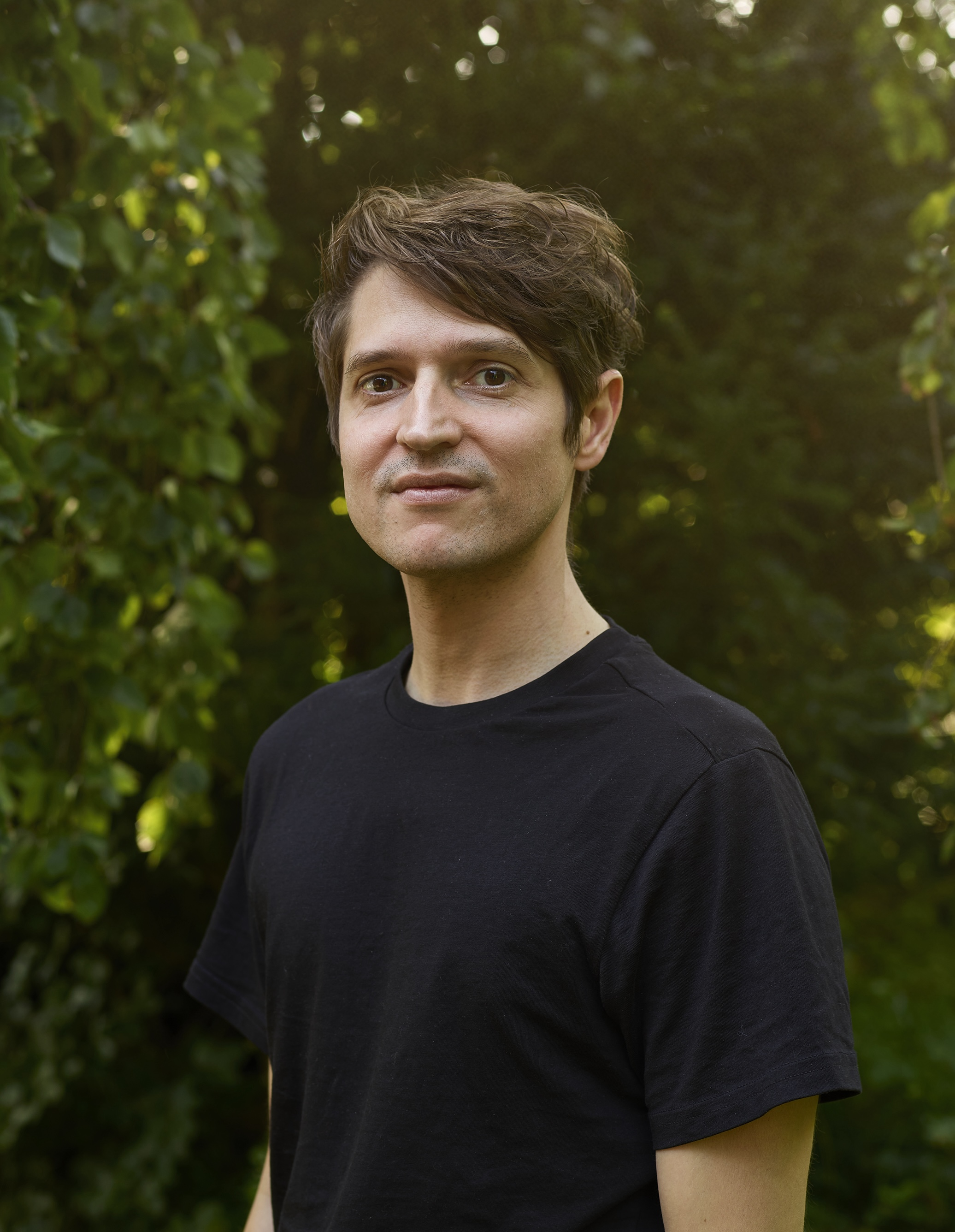
Benedict Wells (* 1984)

- Wells, Bettina Borrmann (* 1879), Mitglied der englischen Suffragettenbewegung, Organisatorin und Vortragende
- Wells, Bonzi (* 1976), US-amerikanischer Basketballspieler
- Wells, Brian (1956–2003), US-amerikanischer Pizzabote, dessen mysteriöser gewaltsamer Tod erhebliches Medienaufsehen in den Vereinigten Staaten ausgelöst hat
- Wells, Briant H. (1871–1949), US-amerikanischer Offizier, Generalmajor der US-Army
- Wells, Bruce (* 1968), US-amerikanischer Semitist
- Wells, Buddy (* 1972), südafrikanischer Jazzmusiker (Saxophone, Flöte, Komposition)
- Wells, Byron (* 1992), neuseeländischer Freestyle-Skisportler
- Wells, Cameron (* 1988), US-amerikanischer Basketballspieler
- Wells, Charles Frederick (1937–2017), US-amerikanischer Mathematiker
- Wells, Charlotte (* 1987), schottische Filmproduzentin, Drehbuchautorin und Filmregisseurin
- Wells, Claudia (* 1966), US-amerikanische SchauspielerinClaudia Wells (* 1966)

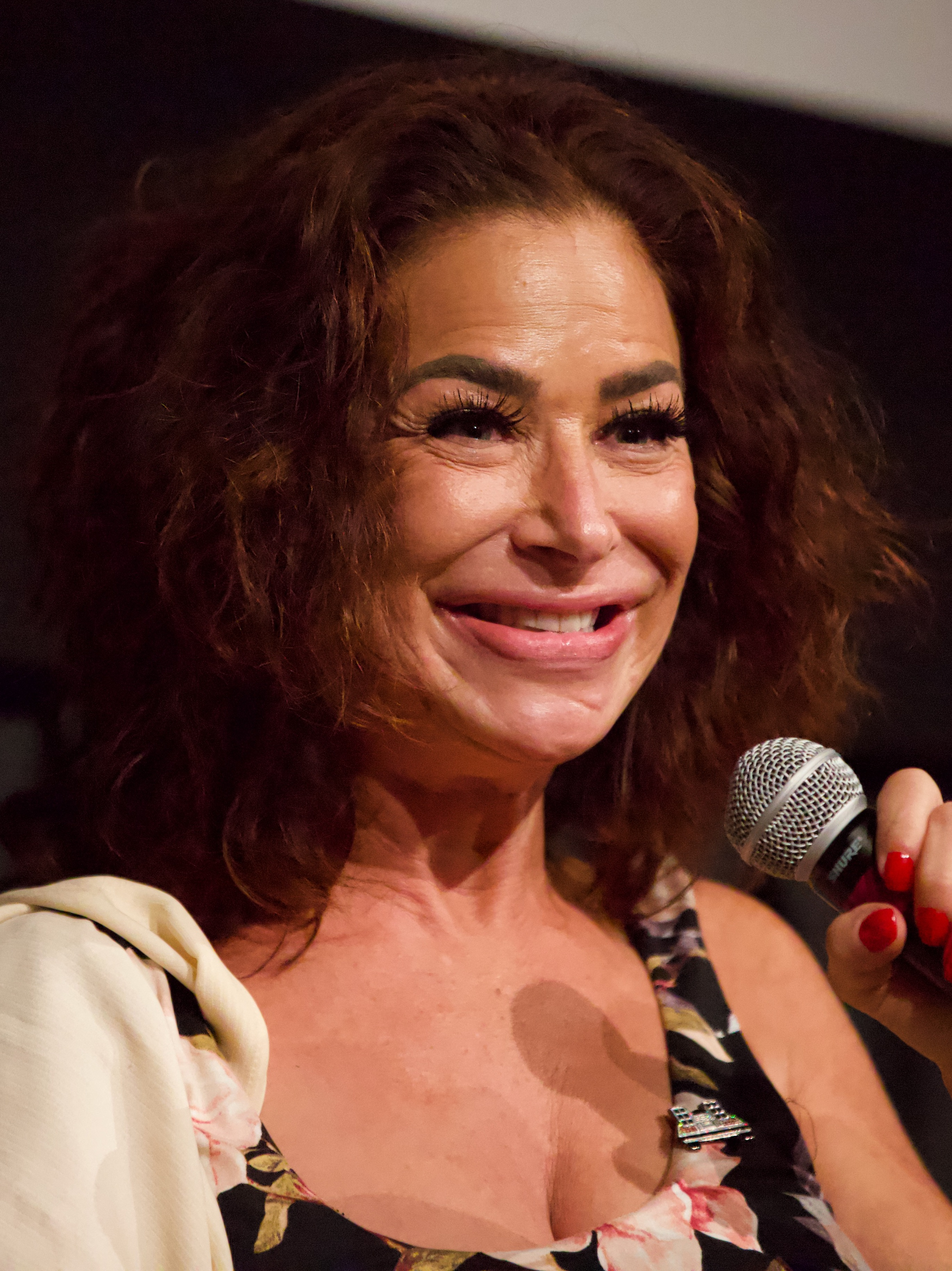
Claudia Wells (* 1966)

- Wells, Clifford (* 1934), britischer Schriftsteller
- Wells, Colin (* 1963), britischer Schauspieler
- Wells, Daniel (* 1988), walisischer Snookerspieler
- Wells, Daniel junior (1808–1902), US-amerikanischer Politiker
- Wells, David (* 1951), britischer Radrennfahrer
- Wells, Dawn (1938–2020), amerikanische Schauspielerin
- Wells, Debbie (* 1961), australische Sprinterin
- Wells, Dicky (1907–1985), US-amerikanischer Jazz-Posaunist
- Wells, Dolly (* 1971), britische Schauspielerin
- Wells, Dustin (* 1983), australischer Fußballspieler
- Wells, Earle (1933–2021), neuseeländischer Segler
- Wells, Edmund W. (1846–1938), US-amerikanischer Jurist, Geschäftsmann und Politiker
- Wells, Erastus (1823–1893), US-amerikanischer Politiker
- Wells, Fay Gillis (1908–2002), US-amerikanische Pilotin
- Wells, Frank (1932–1994), US-amerikanischer Manager, Präsident und Chief Operating Officer der Walt Disney Company
- Wells, George (1909–2000), US-amerikanischer Drehbuchautor
- Wells, George Albert (1926–2017), britischer Sprachwissenschaftler
- Wells, Guilford Wiley (1840–1909), US-amerikanischer Jurist und Politiker
- Wells, H. G. (1866–1946), britischer SchriftstellerH. G. Wells (1866–1946)

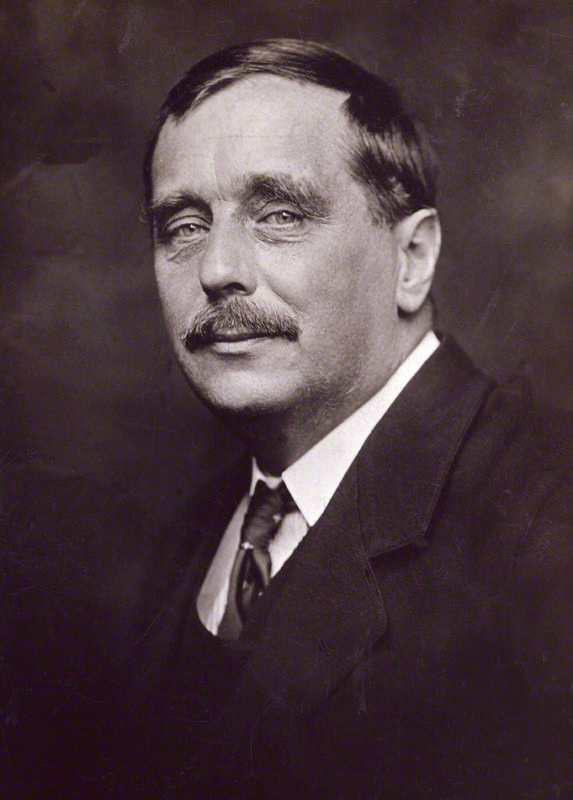
H. G. Wells (1866–1946)

- Wells, Heber Manning (1859–1938), US-amerikanischer Politiker
- Wells, Henry (1805–1878), US-amerikanischer Post-, Bahn- und Transportunternehmer
- Wells, Henry (1891–1967), britischer Ruderer
- Wells, Henry (1898–1973), australischer Generalleutnant
- Wells, Henry (* 1906), US-amerikanischer Jazz-Posaunist und Sänger des Swing
- Wells, Henry H. (1823–1890), US-amerikanischer Politiker
- Wells, Horace (1815–1848), US-amerikanischer Zahnarzt
- Wells, Horace L. (1855–1924), US-amerikanischer Chemiker
- Wells, Ida B. (1862–1931), US-amerikanische Journalistin sowie Bürger- und FrauenrechtlerinIda B. Wells (1862–1931)

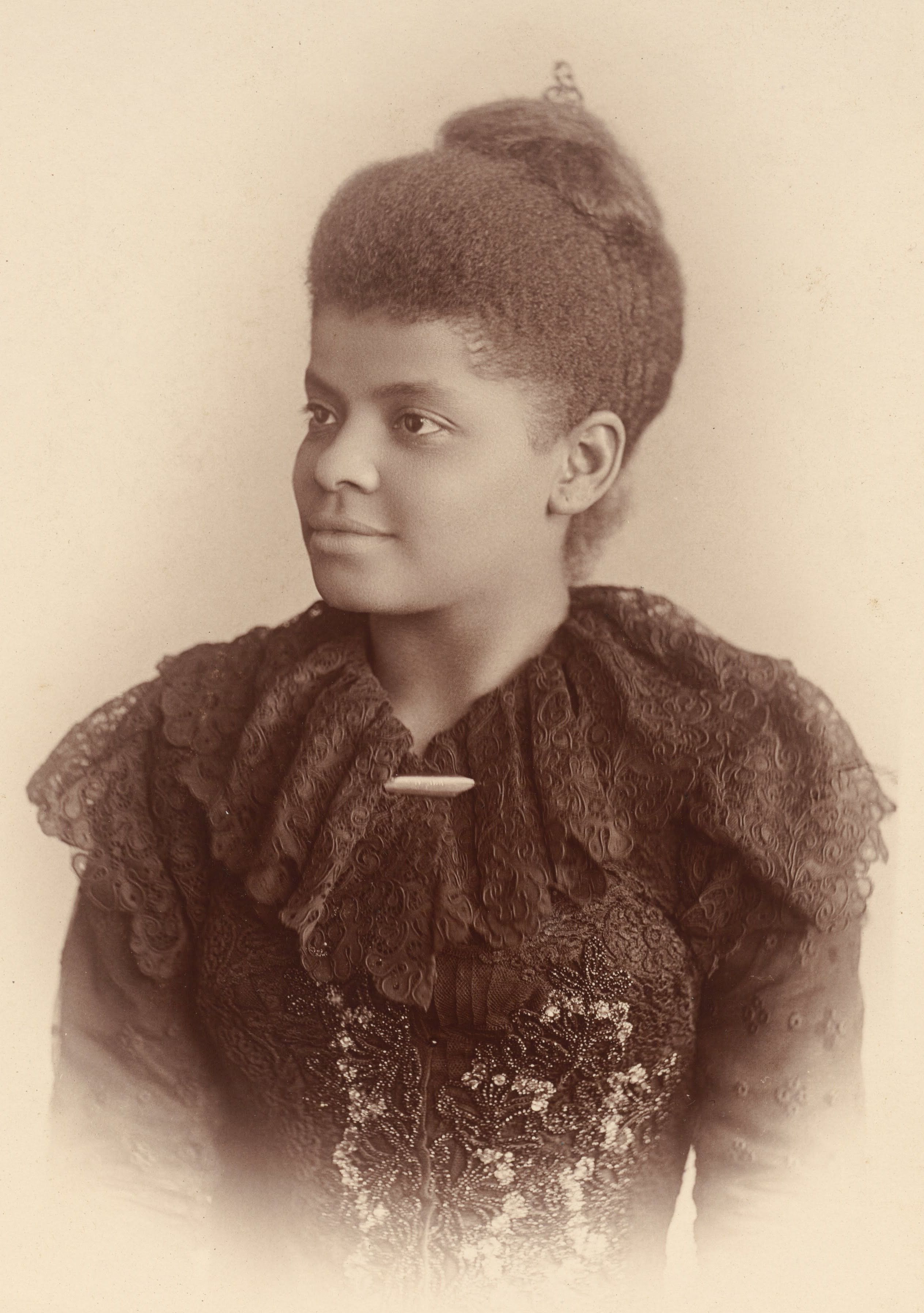
Ida B. Wells (1862–1931)

- Wells, Ingrid (* 1989), US-amerikanische Fußballspielerin
- Wells, Jack (1926–2010), südafrikanischer Turner
- Wells, Jackson (* 1998), neuseeländischer Freestyle-Skisportler
- Wells, Jair-Rôhm Parker (* 1958), US-amerikanischer Jazz-Bassist und Komponist
- Wells, James L. (1843–1928), US-amerikanischer Geschäftsmann und Politiker
- Wells, James Madison (1808–1899), US-amerikanischer Politiker
- Wells, Jay (* 1959), kanadischer Eishockeyspieler und -trainer
- Wells, Jo (* 1965), britische anglikanische Theologin
- Wells, John (1817–1877), US-amerikanischer Jurist und Politiker
- Wells, John (1859–1929), US-amerikanischer Ruderer
- Wells, John (1936–1998), britischer Schauspieler
- Wells, John (* 1956), US-amerikanischer Film- und Fernsehproduzent, Drehbuchautor sowie Film- und Fernsehregisseur
- Wells, John C. (* 1939), britischer Linguist und Professor für Phonetik am University College London
- Wells, John K. (1878–1949), US-amerikanischer Filmschaffender
- Wells, John S. (1803–1860), US-amerikanischer Politiker
- Wells, John Scott, US-amerikanischer Schauspieler und Model
- Wells, John W. (1907–1994), US-amerikanischer Paläontologe
- Wells, Joseph, US-amerikanischer Politiker
- Wells, Josiah (* 1990), neuseeländischer Freestyle-Skisportler
- Wells, Junior (1934–1998), US-amerikanischer Blues-Musiker
- Wells, Kellie (* 1982), US-amerikanische Sprinterin
- Wells, Kitty (1919–2012), US-amerikanische Country-Sängerin
- Wells, Lawrence H. (1908–1980), britisch-südafrikanischer Anthropologe, Archäologe, Paläontologe und Anatom
- Wells, Mark (1957–2024), US-amerikanischer Eishockeyspieler
- Wells, Martha (* 1964), US-amerikanische Fantasy- und Science-Fiction-SchriftstellerinMartha Wells (* 1964)

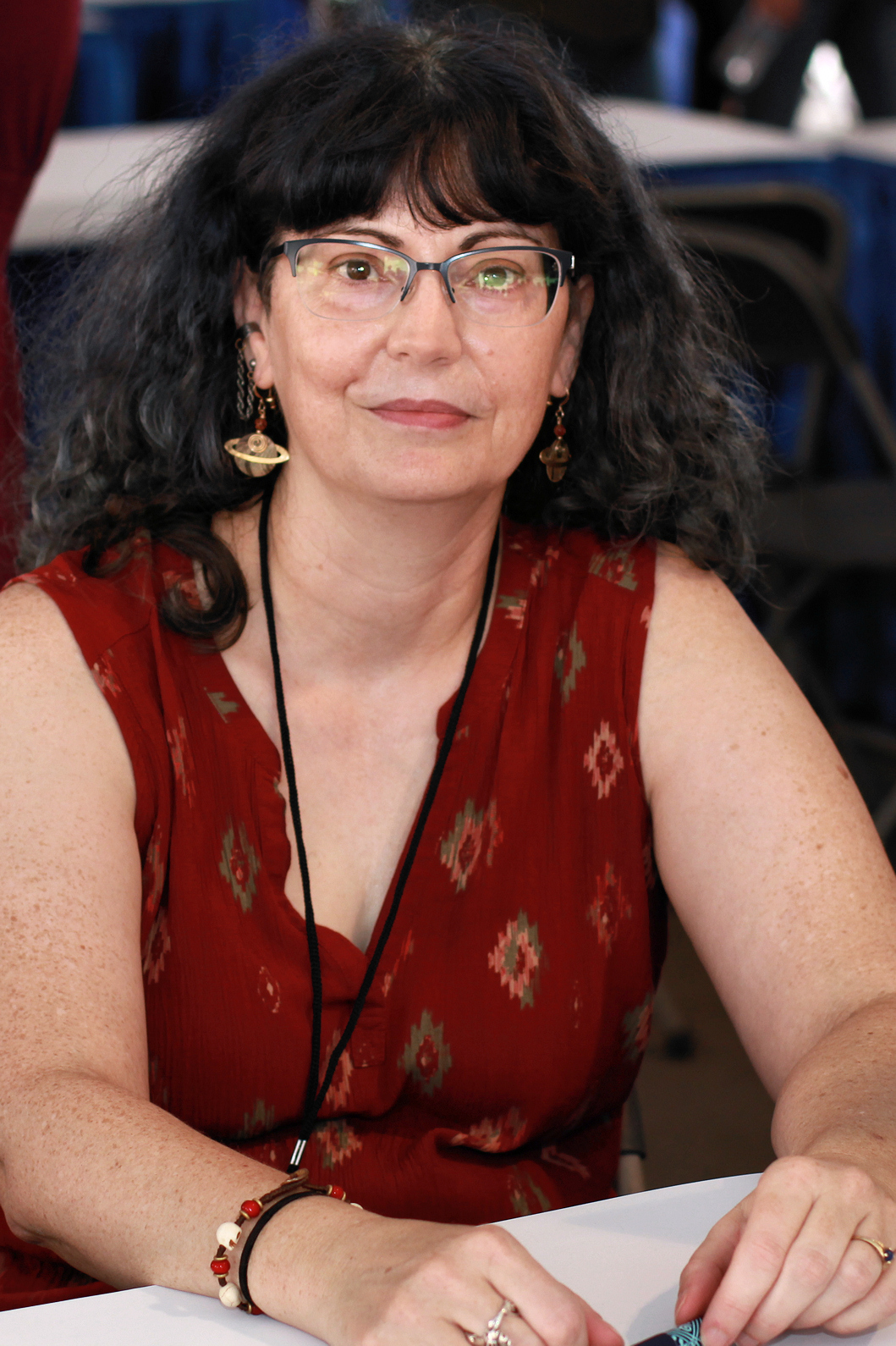
Martha Wells (* 1964)

- Wells, Mary (1943–1992), US-amerikanische Soulsängerin
- Wells, Matt (1886–1953), britischer Boxer
- Wells, Matthew (* 1978), australischer Hockeyspieler
- Wells, Matthew (* 1979), britischer Ruderer
- Wells, Meech, US-amerikanischer Musikproduzent
- Wells, Michael, britischer Musikproduzent im Bereich der elektronischen Musik
- Wells, Nahki (* 1990), bermudischer Fußballspieler
- Wells, Noël (* 1986), amerikanische SchauspielerinNoël Wells (* 1986)

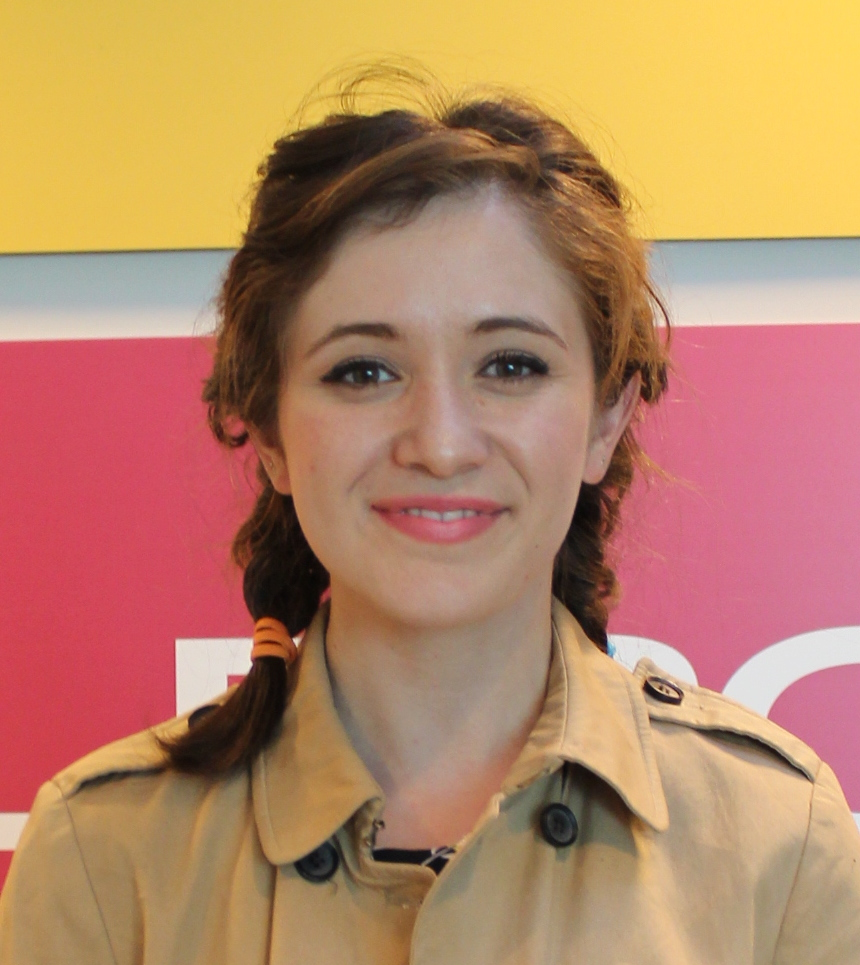
Noël Wells (* 1986)

- Wells, Owen A. (1844–1935), US-amerikanischer Politiker
- Wells, Patricia (* 1946), US-amerikanische Köchin, Journalistin und Kochbuchautorin
- Wells, Paul (1930–2005), US-amerikanischer Toningenieur und Lichttechniker
- Wells, Peter (1929–2018), britisch-neuseeländischer Hochspringer
- Wells, Peter (1936–2017), britischer Physiker und Ingenieur
- Wells, Peter (1946–2006), australischer Musiker
- Wells, Peter (* 1965), englischer Schachspieler
- Wells, Peter Bryan (* 1963), US-amerikanischer Geistlicher, römisch-katholischer Erzbischof und Diplomat des Heiligen Stuhls
- Wells, Raymond (* 1940), US-amerikanischer Mathematiker
- Wells, Reginald Fairfax (1877–1951), britischer Bildhauer, Keramiker, Flugzeugkonstrukteur, Architekt und Designer
- Wells, Rhoshii (1976–2008), US-amerikanischer Boxer
- Wells, Richard (1833–1896), britischer Admiral
- Wells, Robert (1922–1998), US-amerikanischer Songwriter, Komponist, Drehbuchautor und Fernsehproduzent
- Wells, Robert (* 1961), englischer Boxer
- Wells, Robert (* 1962), schwedischer Komponist, Pianist und EntertainerRobert Wells (* 1962)

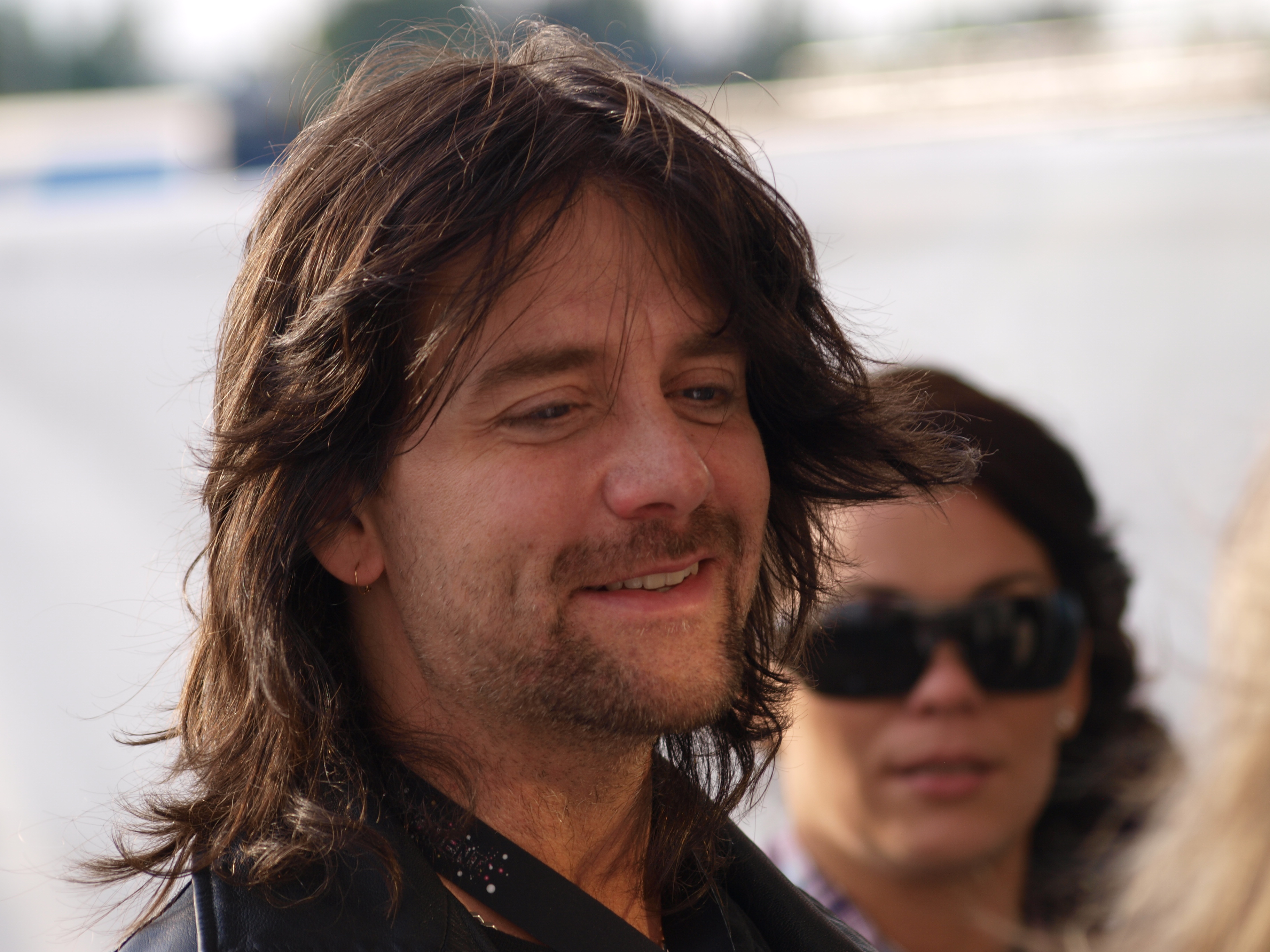
Robert Wells (* 1962)

- Wells, Robin (* 1959), US-amerikanische Wirtschaftswissenschaftlerin
- Wells, Robison (* 1978), amerikanischer Schriftsteller und Blogger
- Wells, Roderick T. (* 1941), australischer Wirbeltierpaläontologe
- Wells, Roger Hewes (1894–1994), US-amerikanischer Politikwissenschaftler
- Wells, Ronnie (1943–2007), US-amerikanische Jazzsängerin
- Wells, Samantha (* 1989), australische Freestyle-Skisportlerin
- Wells, Samuel (1801–1868), US-amerikanischer Jurist und Politiker
- Wells, Samuel A. (* 1936), US-amerikanischer Chirurg
- Wells, Sarah (* 1989), kanadische Hürdenläuferin
- Wells, Sheilah (* 1941), US-amerikanische Schauspielerin
- Wells, Simon (* 1961), englischer Regisseur
- Wells, Spike (* 1946), britischer Jazzmusiker und Geistlicher
- Wells, Stanley (* 1930), britischer Shakespearewissenschaftler, Autor und Hochschullehrer
- Wells, Steven (1960–2009), britischer Musikjournalist und Autor
- Wells, Stuart (* 1982), britischer Schauspieler
- Wells, Tauren (* 1986), US-amerikanischer Sänger christlicher Popmusik
- Wells, Ted A. (1907–1991), US-amerikanischer Luftfahrtpionier
- Wells, Tim (* 1951), US-amerikanischer Jazzmusiker
- Wells, Todd (* 1975), US-amerikanischer Cyclocross- und Mountainbike-Radrennfahrer
- Wells, Troy (* 1984), US-amerikanischer Querfeldeinrennenfahrer
- Wells, Vernon (* 1945), australischer SchauspielerVernon Wells (* 1945)

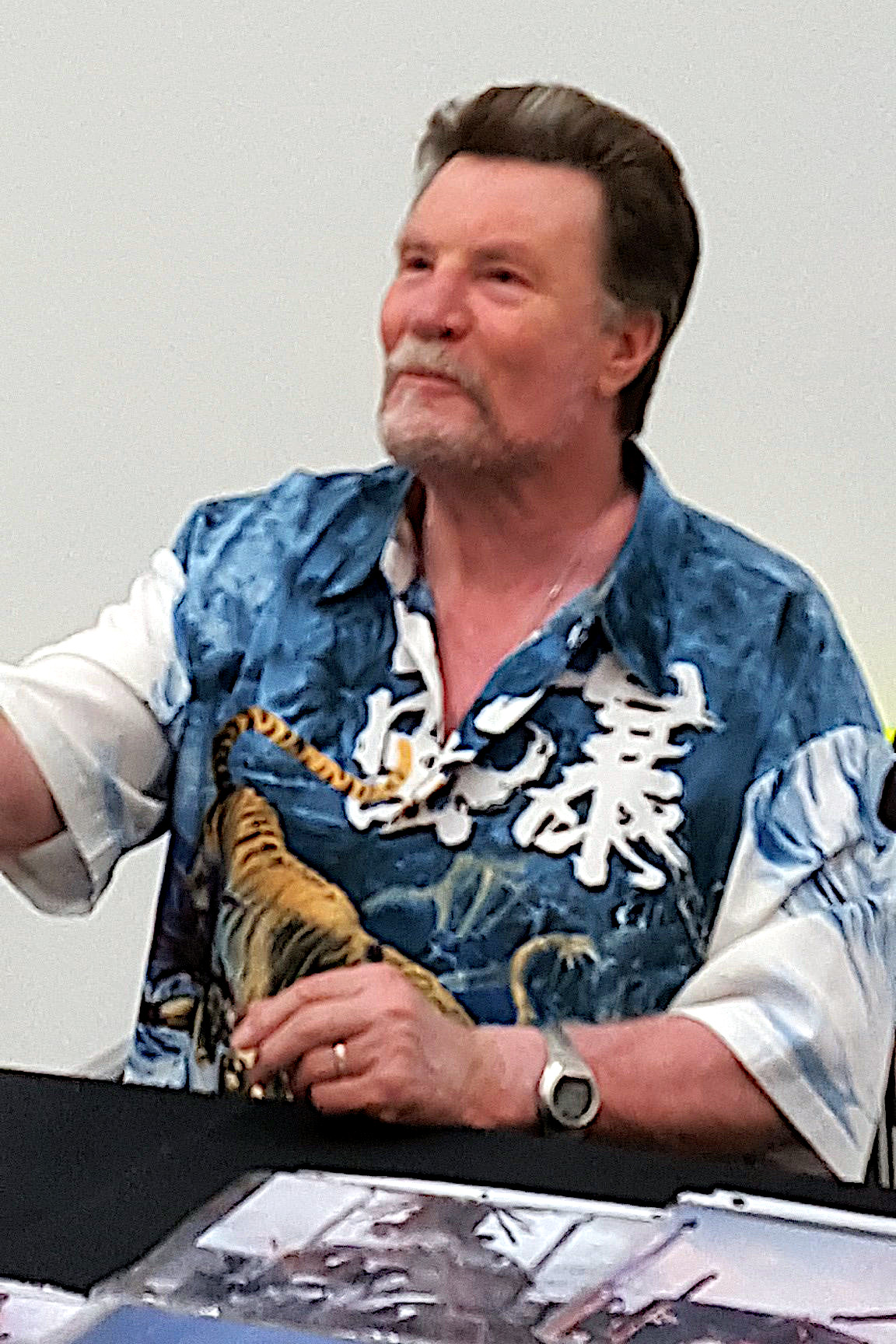
Vernon Wells (* 1945)

- Wells, Viola Gertrude (1904–1984), US-amerikanische Bluessängerin
- Wells, Wayne (* 1946), US-amerikanischer Ringer
- Wells, William Charles (1757–1817), schottischer Arzt
- Wells, William H. (1769–1829), britisch-amerikanischer Politiker der Föderalistischen Partei
- Wells, Zach (* 1981), US-amerikanischer Fußballtorhüter
- Wells-Pestell, Reginald, Baron Wells-Pestell (1910–1991), britischer Politiker (Labour Party)
- Wellschmidt, Hagen (* 1960), deutscher Fußballtorhüter
- Wellschmidt, Helmut (1930–2015), deutscher Maler und Grafiker
- Wellschmied, Lothar (* 1936), deutscher stellvertretender Hauptabteilungsleiter des MfS
- Wellspacher-Emery, Edith (1909–2004), österreichische Ärztin, Architektin und Künstlerin
- Wellstein, Georg (1849–1917), deutscher Jurist und Politiker (Zentrum), MdR
- Wellstein, Josef (1869–1919), deutscher Mathematiker
- Wellstein, Julius (1888–1978), deutscher Mathematiker
- Wellstone, Paul (1944–2002), US-amerikanischer Politiker
- Wellstood, Dick (1927–1987), US-amerikanischer Jazz-Pianist

#### Wellt
- Wellton, Öllegård (1932–1991), schwedische Schauspielerin

#### Wellu
- Wellum, Stephen J. (* 1964), kanadischer baptistischer, evangelikaler Theologe

#### Wellw
- Wellwarth, George E. (1932–2001), US-amerikanischer Literaturwissenschaftler und Theaterwissenschaftler
- Wellwood, Eric (* 1990), kanadischer Eishockeyspieler, -trainer und -funktionär
- Wellwood, Kyle (* 1983), kanadischer Eishockeyspieler

### Welm
- Welm, Charlotte (* 1923), deutsche Gewerkschafterin, MdV
- Welmecher, Johannes († 1505), Weihbischof in Paderborn, Köln und Havelberg

### Weln
- Wełna, Adriana (* 2001), polnische Volleyballspielerin
- Welnhofer, Peter (* 1948), deutscher Politiker (CSU), MdL
- Welnhofer-Zeitler, Michaela (* 1967), deutsche Juristin und Richterin am Bundesgerichtshof
- Welnick, Vince (1951–2006), US-amerikanischer Keyboarder
- Wełnicki, Tomasz (* 1990), polnischer Fußballspieler

### Welo
- Weloński, Pius (1849–1931), russisch-polnischer Bildhauer und Hochschullehrer

### Welp
- Welp, Christian (1964–2015), deutscher Basketballspieler
- Welp, Collin (* 1998), US-amerikanisch-deutscher BasketballspielerCollin Welp (* 1998)

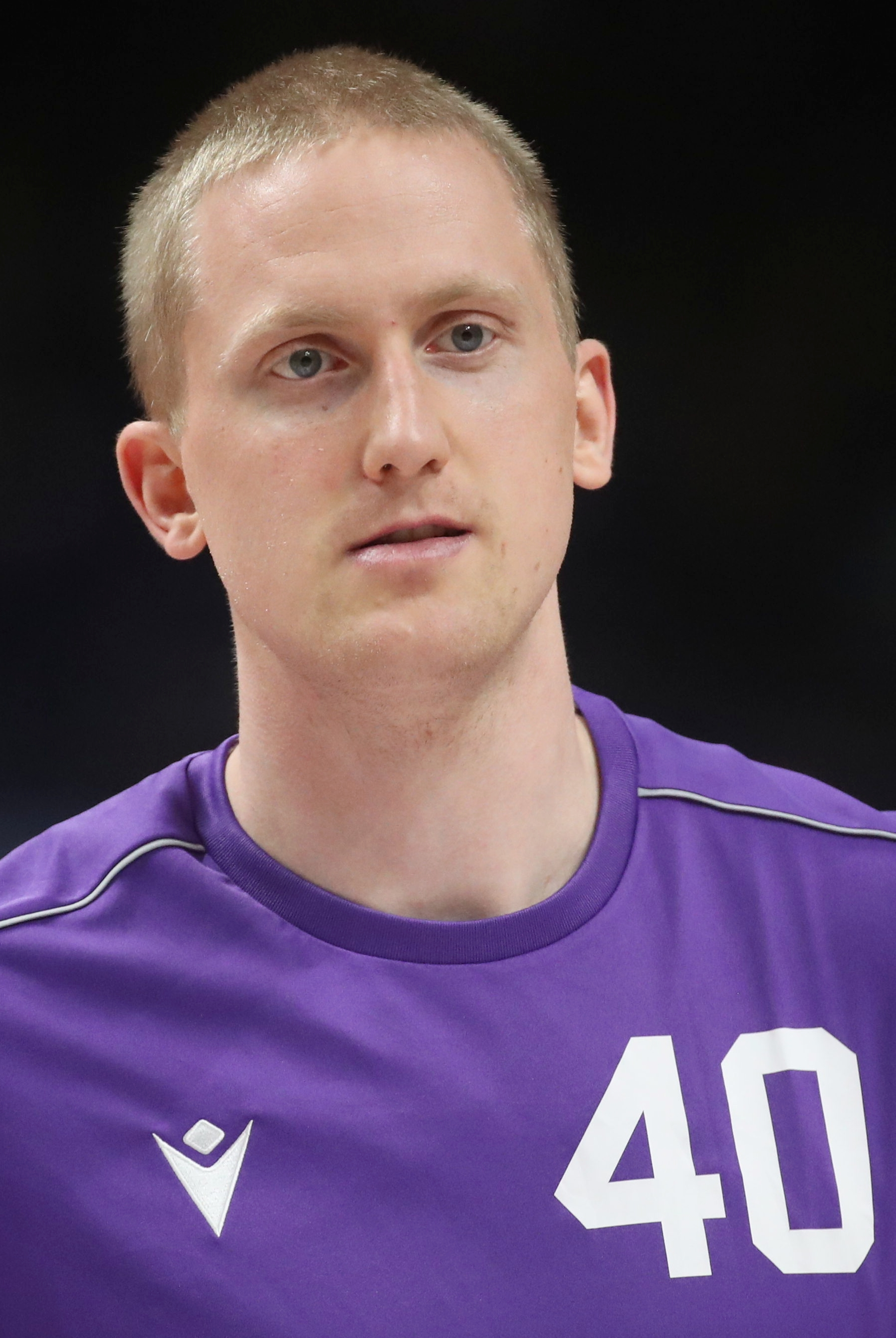
Collin Welp (* 1998)

- Welp, Ewald Georg (1944–2009), deutscher Ingenieur
- Welp, Jörgen (* 1963), deutscher klassischer Archäologe
- Welp, Jürgen (1936–2014), deutscher Rechtswissenschaftler und Hochschullehrer
- Welp, Jürgen (* 1959), deutscher Fußballtorhüter
- Welp, Karl-August (1926–2015), deutscher Architekt und Hochschullehrer
- Welpe, Isabell M. (* 1975), deutsche Wirtschaftswissenschaftlerin und Hochschullehrerin
- Welpott, Jack (1923–2007), US-amerikanischer Fotograf

### Wels
- Wels, Andreas (* 1975), deutscher Wasserspringer
- Wels, Charles (1825–1906), US-amerikanischer Komponist
- Wels, Frank (1909–1982), niederländischer Fußballspieler
- Wels, Franz (1873–1940), österreichischer Konstrukteur und Flugpionier
- Wels, Moritz (* 2004), österreichischer Fußballspieler
- Wels, Otto (1873–1939), deutscher Politiker (SPD), MdROtto Wels (1873–1939)

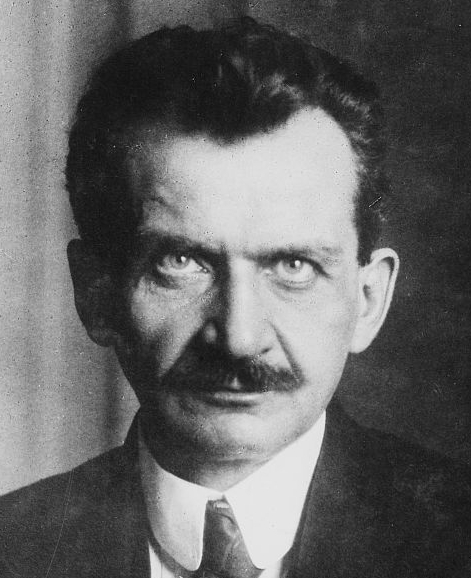
Otto Wels (1873–1939)

- Wels, Paul (1890–1963), deutscher Pharmakologe und Strahlenbiologe
- Wels, Peter (* 1946), deutscher Architekt und Architekturzeichner
- Wels, Rudolf (1882–1944), tschechischer Architekt
- Wels, Selma (* 1979), Autorin, Verlegerin und Kulturvermittlerin
- Wels, Volkhard (* 1964), deutscher Literaturwissenschaftler
- Welsapar, Ak (* 1956), turkmenischer Autor
- Welsby, Derek A. (* 1956), britischer Ägyptologe und Sudanarchäologe
- Welsch, Anderl (1842–1906), Münchner Volkssänger und Unterhaltungskünstler
- Welsch, Anna Regina (1655–1674), Mitglied einer Leipziger Medizinerfamilie
- Welsch, Caspar Michael (1604–1641), deutscher Jurist
- Welsch, Charles Feodor (1828–1904), deutscher Landschaftsmaler
- Welsch, Chauncey (1927–2008), US-amerikanischer Jazz- und Session-Posaunist
- Welsch, Friedrich (1881–1959), deutscher Richter und Gründungspräsident des Bayerischen Verfassungsgerichtshofes
- Welsch, Georg Hieronymus (1624–1677), deutscher Mediziner, Stadtphysikus in Augsburg
- Welsch, Gottfried (1618–1690), deutscher Mediziner, Rektor der Universität Leipzig
- Welsch, Hans (1923–1995), saarländischer Unternehmer
- Welsch, Harry (* 1920), deutscher Mathematiker und Kryptologe
- Welsch, Heinrich (1818–1882), Vermesser und Abgeordneter
- Welsch, Heinrich (1848–1935), deutscher Pädagoge, Kölner Original
- Welsch, Heinrich (1888–1976), saarländischer Ministerpräsident
- Welsch, Heinrich Carl (1808–1882), bayerischer Badearzt
- Welsch, Hermann (1842–1892), bayerischer Badearzt
- Welsch, Hermann (1928–2022), deutscher Gynäkologe und Hochschullehrer
- Welsch, Jiří (* 1980), tschechischer Basketballspieler
- Welsch, Johann Baptist (1888–1943), deutscher Travestiekünstler
- Welsch, Johann Friedrich (1796–1871), deutscher Maler
- Welsch, Josefine (1876–1959), österreichische Politikerin (SDAP), Landtagsabgeordnete
- Welsch, Kurt (1917–1981), deutscher Fußballspieler
- Welsch, Laurenz (* 2003), deutscher Volleyball- und Beachvolleyballspieler
- Welsch, Leonie (* 1996), deutsche Volleyball- und Beachvolleyballspielerin
- Welsch, Louis (1914–1998), deutscher Landwirt und Politiker (SPD), Bürgermeister und MdL Bayern
- Welsch, Marina (* 1966), deutsche Schauspielerin, Sprecherin und Malerin
- Welsch, Maximilian von († 1745), deutscher Architekt des Barock und Festungsbaumeister
- Welsch, Paul (1889–1954), französischer Maler
- Welsch, Stefan (* 1969), deutscher Cellist und Musikpädagoge
- Welsch, Ulrich (* 1940), deutscher Arzt und Biologe
- Welsch, Wolfgang (* 1944), deutscher Politologe, Publizist, ehemaliger Fluchthelfer und Widerstandskämpfer gegen die SED-Diktatur, Ziel von Mordanschlägen der DDR-StaatssicherheitWolfgang Welsch (* 1944)

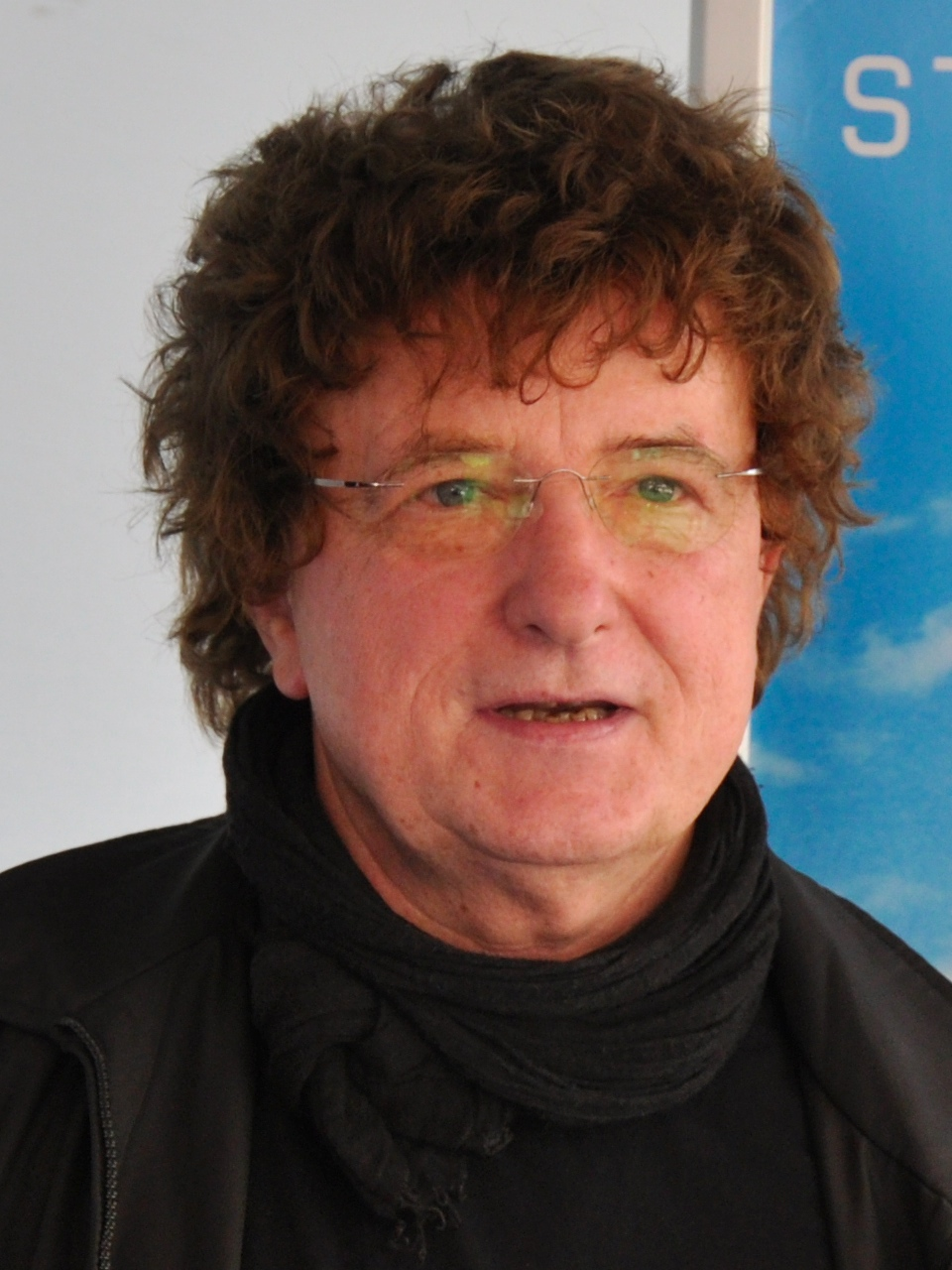
Wolfgang Welsch (* 1944)

- Welsch, Wolfgang (* 1946), deutscher Philosoph
- Welscher, Claudia (* 1968), deutsche Crosslauf-Sommerbiathletin
- Welscher, Willi (1906–1987), deutscher Leichtathlet
- Welschinger, Henri (1846–1919), französischer Historiker
- Welschinger, Jean-Yves (* 1974), französischer Mathematiker
- Welser von Welsersheimb, Zeno (1835–1921), österreichischer Offizier, zuletzt Feldzeugmeister sowie Diplomat und Politiker
- Welser, Bartholomäus V. (1484–1561), Augsburger Patrizier und Großkaufmann
- Welser, Bartholomäus VI. (1512–1546), Augsburger Patrizier
- Welser, Daniel (* 1983), österreichischer Eishockeyspieler
- Welser, Horst (1926–2012), deutscher Architekt
- Welser, Johann Michael Freiherr von (1869–1943), deutscher Verwaltungsjurist
- Welser, Karl (1528–1587), Landvogt der Markgrafschaft Burgau, Geheimrat und Oberkämmerer
- Welser, Klaus von (1942–2014), deutscher Germanist und Aphoristiker
- Welser, Kurt (1929–1965), österreichischer Kaufmann, Mitglied des Befreiungsausschusses Südtirol
- Welser, Ludwig von (1841–1931), bayerischer Freiherr und Verwaltungsbeamter, Regierungspräsident
- Welser, Maria von (* 1946), deutsche Fernsehjournalistin
- Welser, Markus (1558–1614), deutscher Humanist, Historiker, Verleger und Bürgermeister von Augsburg
- Welser, Philippine (1527–1580), Augsburger Patriziertochter und die Frau von Erzherzog Ferdinand II. von Österreich
- Welser, Rudolf (1939–2024), österreichischer Rechtswissenschaftler und Autor
- Welser, Sabina, deutsche Verfasserin eines Kochbuchs
- Welser, Veronika († 1531), Stiftsdame und Priorin des Dominikanerinnenkloster St (1504–1530)
- Welser, William III, US-amerikanischer Offizier, Generalleutnant der US Air Force
- Welser-Möst, Franz (* 1960), österreichischer DirigentFranz Welser-Möst (* 1960)

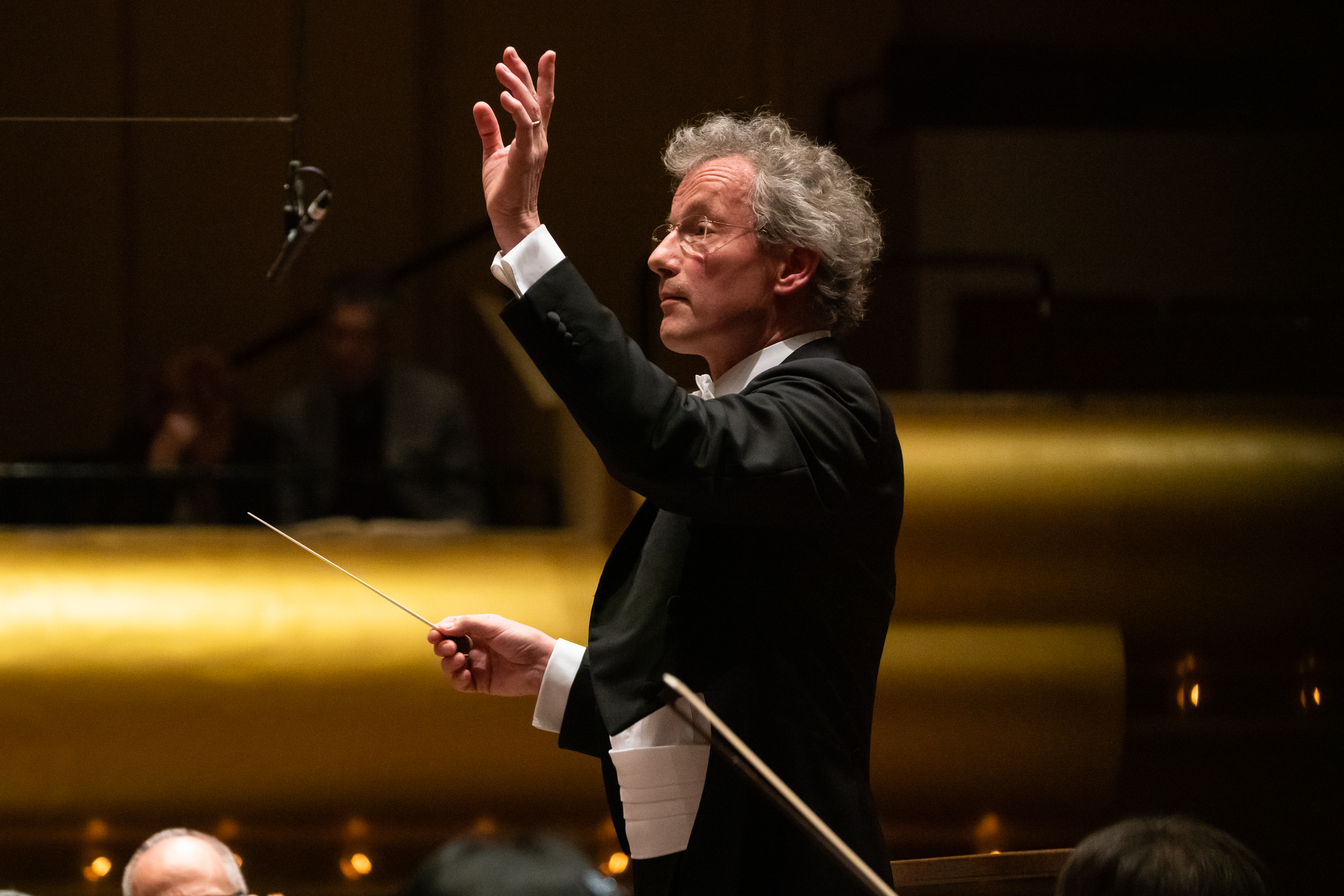
Franz Welser-Möst (* 1960)

- Welser-Ude, Edith von (* 1939), deutsche Politikerin (SPD), Fotografin, Autorin und Fernsehmoderatorin
- Welsford, Henry (1900–1974), US-amerikanischer Ruderer
- Welsford, Sam (* 1996), australischer Radrennfahrer
- Welsh, Alex (1929–1982), britischer Jazzmusiker
- Welsh, Andrew (1944–2021), schottischer Politiker (Scottish National Party (SNP)), Mitglied des House of Commons
- Welsh, Andy (* 1983), englischer Fußballspieler
- Welsh, Anthony (* 1983), englischer Filmschauspieler
- Welsh, Christie (* 1981), US-amerikanische Fußballspielerin
- Welsh, Dominic (1938–2023), britischer Mathematiker
- Welsh, Don (1911–1990), englischer Fußballspieler und -trainer
- Welsh, Donald E. (1943–2010), US-amerikanischer Zeitschriftenverleger und Redakteur
- Welsh, Freddie (1886–1927), britischer Boxer
- Welsh, George Austin (1878–1970), US-amerikanischer Jurist und Politiker
- Welsh, George W. (1883–1974), US-amerikanischer Politiker
- Welsh, Ian, schottischer Politiker
- Welsh, Irvine (* 1958), britischer SchriftstellerIrvine Welsh (* 1958)

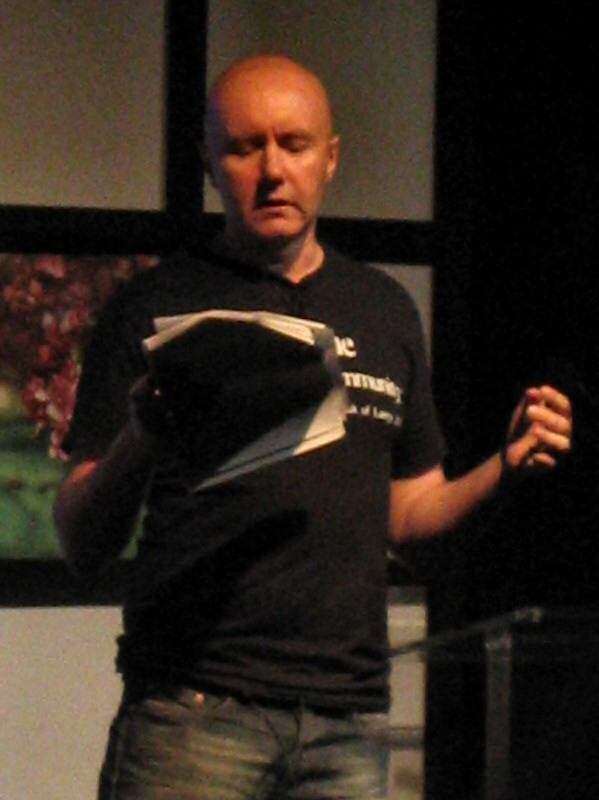
Irvine Welsh (* 1958)

- Welsh, Isaac (1811–1875), US-amerikanischer Politiker
- Welsh, Jaime (* 1994), portugiesischer Künstler
- Welsh, Jeff (* 1979), US-amerikanischer American-Football-Spieler
- Welsh, Jeremy (* 1988), kanadischer Eishockeyspieler
- Welsh, John (1856–1916), anglikanischer Geistlicher, Bischof von Trinidad und Tobago
- Welsh, John (1914–1985), irischer Schauspieler
- Welsh, John (* 1984), englischer Fußballspieler
- Welsh, Kenneth (1942–2022), kanadischer Schauspieler
- Welsh, Lawrence Harold (1935–1999), US-amerikanischer Geistlicher, Bischof von Spokane
- Welsh, Leroy (1844–1879), US-amerikanischer Jurist und Politiker
- Welsh, Lilian (1858–1938), US-amerikanische Ärztin, Pädagogin und Hochschullehrerin
- Welsh, Louise (* 1965), britische Schriftstellerin und Librettistin
- Welsh, Mark A. (* 1953), US-amerikanischer General
- Welsh, Matt (* 1976), australischer Schwimmer
- Welsh, Matthew E. (1912–1995), US-amerikanischer Politiker
- Welsh, Michael J. (* 1948), US-amerikanischer Mediziner
- Welsh, Milton (* 1969), deutscher Theater- und Filmschauspieler und SynchronsprecherMilton Welsh (* 1969)

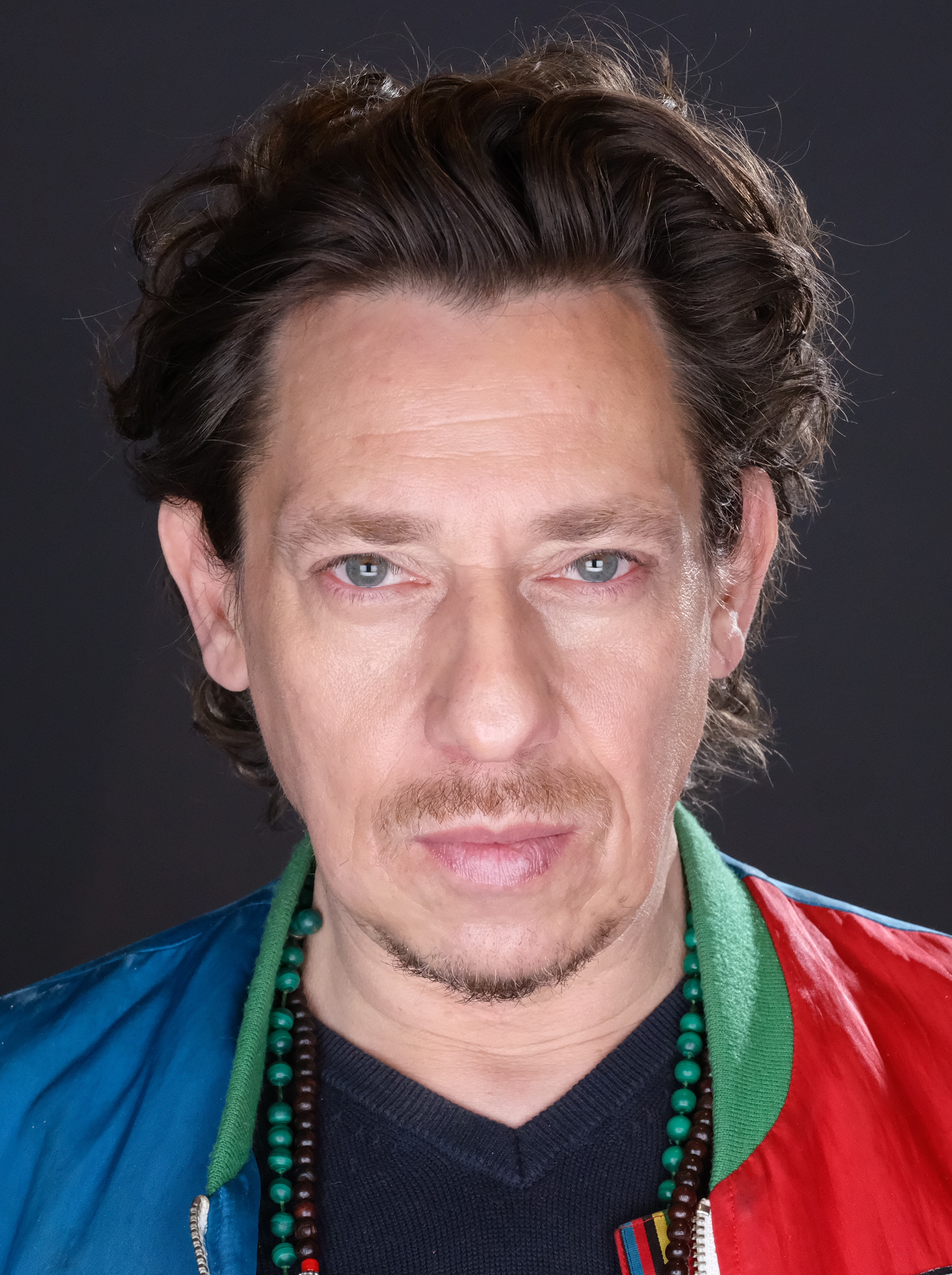
Milton Welsh (* 1969)

- Welsh, Pat (1915–1995), US-amerikanische Schauspielerin
- Welsh, Peter (* 1943), neuseeländischer Hindernisläufer
- Welsh, Peter (1954–2008), australischer Footballspieler
- Welsh, Renate (* 1937), österreichische Kinder- und Jugendbuchautorin
- Welsh, Robin (1869–1934), schottischer Curler
- Welsh, Stephen (* 2000), schottischer Fußballspieler
- Welsh, Thomas (1752–1831), US-amerikanischer Mediziner
- Welsh, Thomas Jerome (1921–2009), römisch-katholischer Theologe, Bischof von Arlington und Allentown
- Welsh, William Lawrie (1891–1962), britischer Flugpionier des Royal Naval Air Service im Ersten Weltkrieg und Luftwaffengeneral im Zweiten Weltkrieg
- Welsinger, Christoph, Kanzler des Fürstbischofs von Straßburg
- Welsink, Dieter (* 1957), deutscher Kanute und Gesundheitsunternehmer
- Welskop, Friedrich (1898–1977), deutscher Jurist und Politiker (CDU), MdB
- Welskop, Heidrun (* 1953), deutsche Schauspielerin
- Welskop-Deffaa, Eva Maria (* 1959), deutsche Politikerin (CDU)Eva Maria Welskop-Deffaa (* 1959)

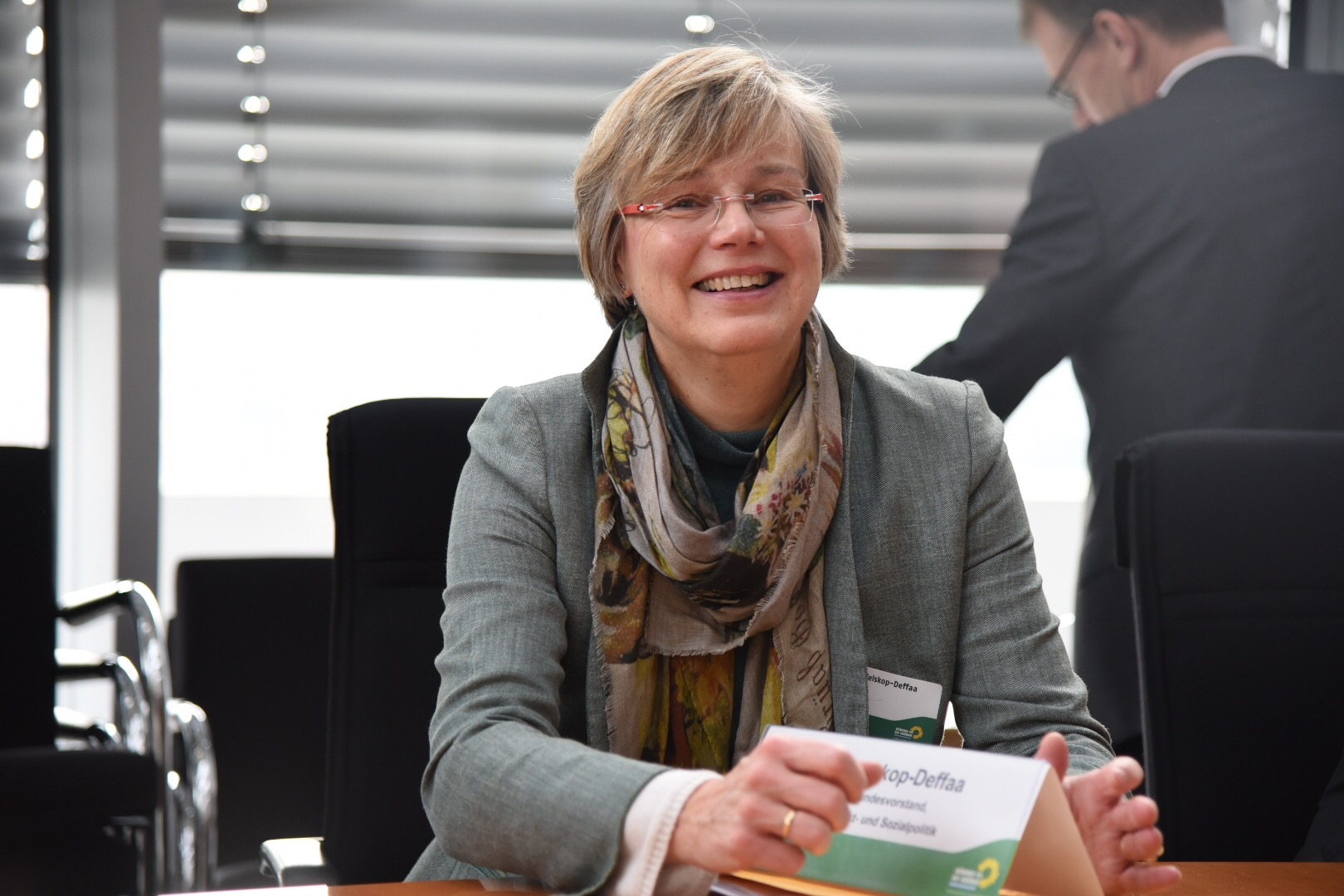
Eva Maria Welskop-Deffaa (* 1959)

- Welskopf, Rudolf (1902–1979), deutscher Politiker (KPD), Widerstandskämpfer gegen den Nationalsozialismus und Opfer des Nationalsozialismus
- Welskopf-Henrich, Liselotte (1901–1979), deutsche Schriftstellerin und Althistorikerin
- Welskopp, Thomas (1961–2021), deutscher Historiker und Hochschullehrer
- Welslau, Heinrich (1918–1991), deutscher Politiker (SPD), MdB
- Welsman, Carol (* 1960), kanadische Jazzmusikerin
- Welsman, Frank (1873–1952), kanadischer Dirigent, Musikpädagoge und Pianist
- Welsperg von Primör und Raitenau, Karl (1779–1873), österreichischer Beamter, Kreishauptmann von Salzburg
- Welsperg, Guidobald von (1655–1731), Tiroler Adliger, Landvogt, k. k. Kämmerer, Geheimrat und Regierungspräsident
- Welsperg, Johann Nepomuk von (1765–1840), Tiroler Adliger und Staatsbeamter
- Welsperg, Johann von († 1583), Tiroler Adliger, Kämmerer, Reichshofrat und Freiherr (ab 1567)
- Welsperg, Richard von (1813–1878), österreichischer Generalmajor und Feldmarschall-Leutnant
- Welsperg, Wilhelm von (1585–1641), Bischof von Brixen
- Welst, Josef August (1815–1891), deutscher Reichsgerichtsrat
- Welsted, Robert († 1735), englischer Arzt und Lehrer

### Welt
- Welt, Erich (* 1928), österreichischer Radrennfahrer
- Welt, Holger (* 1958), deutscher Politiker (SPD), Mitglied der Bremischen Bürgerschaft
- Welt, Jochen (* 1947), deutscher Politiker (SPD), MdB
- Welt, Wolfgang (1952–2016), deutscher Schriftsteller
- Welt-Straus, Rosa (1856–1938), österreichische Ärztin, Vereinsfunktionärin, Suffragette und Feministin
- Welte, Adalbert (1902–1969), österreichischer Schriftsteller
- Welte, Albert (1875–1955), österreichischer Politiker (CS, ÖVP), Landtagsabgeordneter von Vorarlberg
- Welte, Benedikt (1805–1885), deutscher katholischer Alttestamentler
- Welte, Bernhard (1906–1983), deutscher Theologe und Philosoph
- Welte, Berthold (1843–1918), deutscher Fabrikant und Geschäftsmann
- Welte, Dietrich (1935–2025), deutscher Geochemiker
- Welte, Edwin (1876–1958), deutscher Unternehmer und Erfinder
- Welte, Emil (1841–1923), deutsch-amerikanischer Fabrikant, Erfinder und Geschäftsmann
- Welte, Erwin (1913–2002), deutscher Agrikulturchemiker und Hochschullehrer
- Welte, Ferdinand (1806–1878), deutscher Jurist und Politiker
- Welte, Franz (* 1942), Schweizer Journalist
- Welté, Gottlieb († 1792), deutscher Landschaftsmaler und Radierer
- Welte, Harald (* 1979), deutscher Programmierer und Aktivist der Open-Source-SzeneHarald Welte (* 1979)

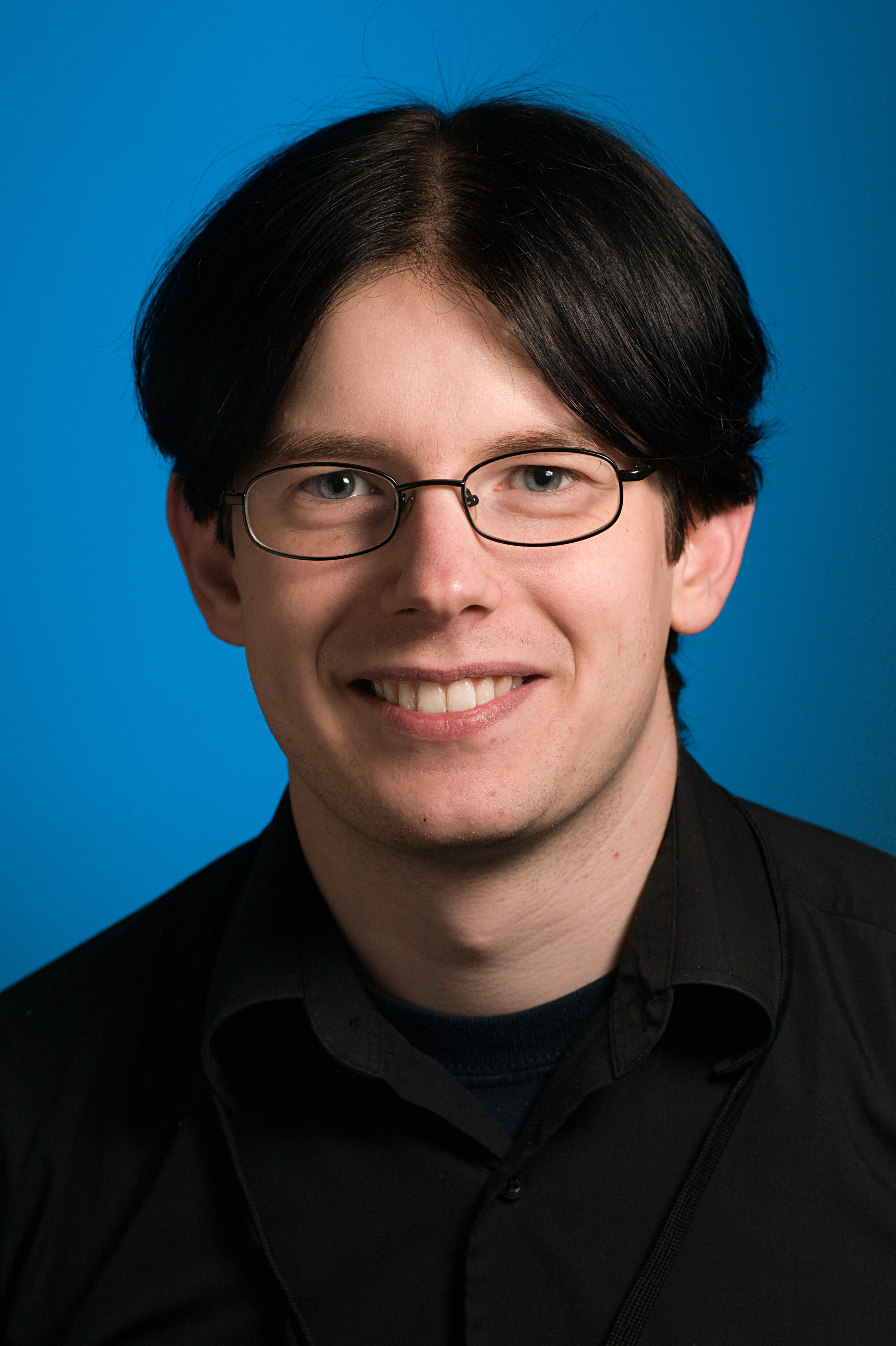
Harald Welte (* 1979)

- Welte, Karl Heinrich (* 1942), deutscher Mediziner und Hämatologe
- Welte, Michael (1807–1880), deutscher Flötenuhrenmacher und Erbauer weiterer mechanischer Musikautomaten
- Welte, Milan (* 2001), deutscher Tennisspieler
- Welte, Miriam (* 1986), deutsche BahnradsportlerinMiriam Welte (* 1986)

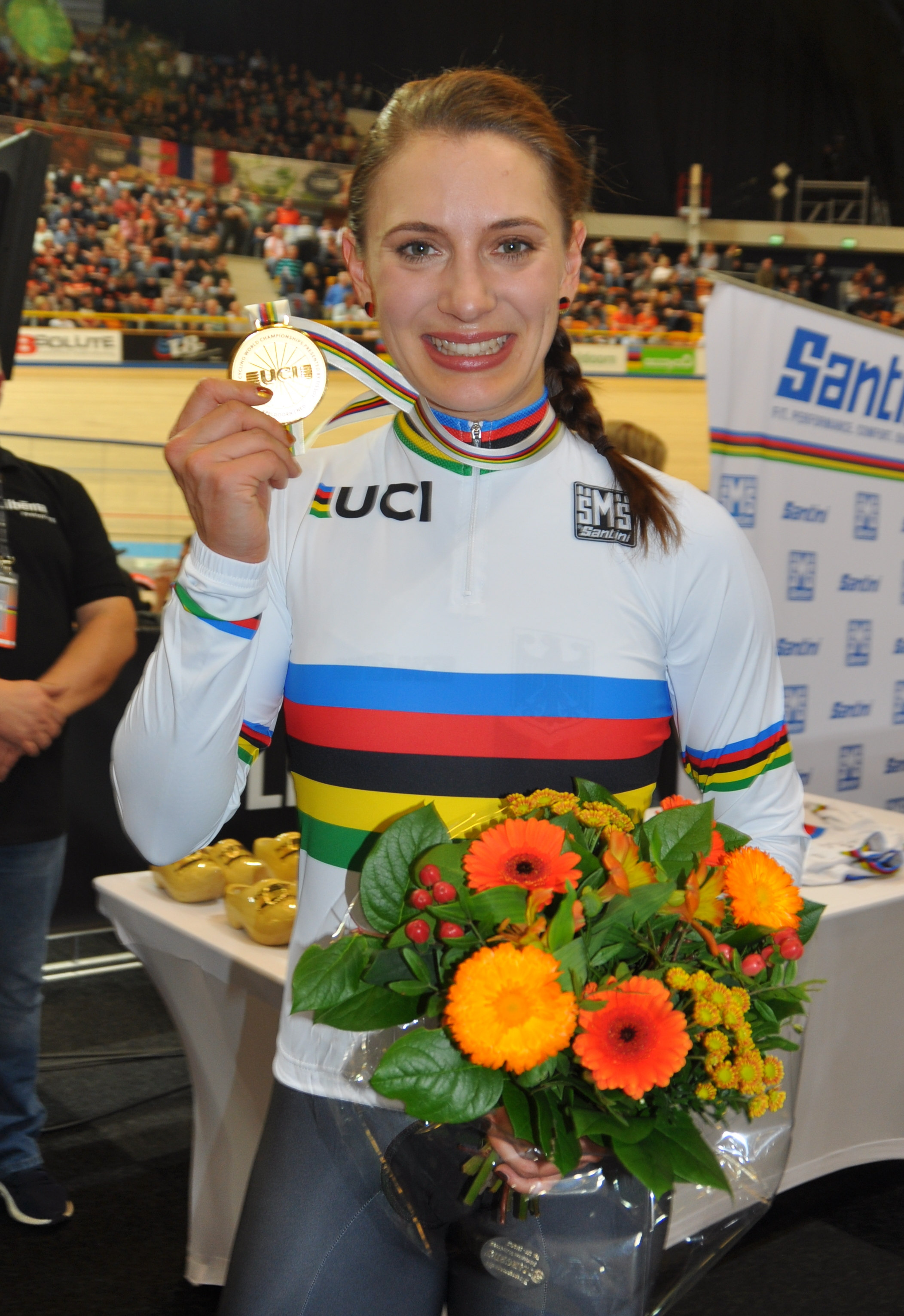
Miriam Welte (* 1986)

- Welte, Paul H. (1930–2017), deutscher Ordensgeistlicher und Theologe
- Welte, Philipp (* 1962), deutscher Journalist und Manager
- Welte, Tobias (1959–2024), deutscher Pneumologe
- Welte, Werner (1948–1995), deutscher Philologe
- Weltecke, Dorothea (* 1967), deutsche Historikerin
- Welteji, Diribe (* 2002), äthiopische Mittelstreckenläuferin
- Welteke, Ernst (* 1942), deutscher Politiker (SPD), MdL und Volkswirt; Bundesbankpräsident
- Welten, Bram (* 1997), niederländischer Radrennfahrer
- Welten, Clara (* 1967), deutsche Autorin und Verlegerin
- Welten, Heinz (1876–1933), deutscher Schriftsteller
- Welten, Lidewij (* 1990), niederländische Hockeyspielerin
- Welten, Peter (* 1936), deutscher evangelischer Theologe
- Welter, Adolf (* 1934), deutscher Heimatforscher, Schwerpunkt Trierer Geschichte
- Welter, Alexandre (* 1953), brasilianischer Segler
- Welter, Anton Karl (1801–1878), deutscher Jurist und Politiker
- Welter, Benedikt (* 1965), deutscher römisch-katholischer Priester und Pfarrer
- Welter, Benny (* 1981), luxemburgischer Eishockeyspieler
- Welter, Eduard (1900–1979), deutscher Widerstandskämpfer gegen den Nationalsozialismus
- Welter, Emmi (1887–1971), deutsche Politikerin (CDU), MdB
- Welter, Erich (1900–1982), deutscher Wirtschaftsjournalist und Publizist
- Welter, Frederic (* 1982), deutscher Schauspieler
- Welter, Friederike (* 1962), deutsche Ökonomin
- Welter, Friedrich (1900–1984), deutscher Komponist, Musikpädagoge und Musikkritiker
- Welter, Gabriel (1890–1954), deutscher Klassischer Archäologe
- Welter, Gerhard (1907–1989), deutscher Numismatiker
- Welter, Hanns (* 1913), deutscher Tischtennisspieler
- Welter, Harald (* 1946), Schweizer Fussballspieler
- Welter, Ilya (* 1966), deutsche Synchronsprecherin
- Welter, Jakob (1907–1944), deutsches KPD-Mitglied, das von den Nationalsozialisten hingerichtet wurde
- Welter, Johann Peter (1823–1881), deutscher Gutsbesitzer und Politiker
- Welter, Johann Samuel (1650–1720), deutscher Komponist
- Welter, Johannes Matthias (1735–1809), deutscher Benediktinerabt
- Welter, Kurt (1916–1949), deutscher Jagdpilot
- Welter, Ludwig (1917–1965), deutscher Opernsänger (Bass)
- Welter, Marianne (1907–2004), deutsch-amerikanische Sozialarbeiterin und politische Emigrantin
- Welter, Marion (* 1965), luxemburgische Sängerin
- Welter, Michael (1808–1892), deutscher Glasmaler und Kirchenmaler
- Welter, Michel (* 1983), luxemburgischer Eishockeytorwart
- Welter, Nicole (* 1971), deutsche Pädagogin
- Welter, Nikolaus (1871–1951), luxemburgischer Schriftsteller, Literaturwissenschaftler und Staatsmann
- Welter, Oliver (* 1967), österreichischer Musiker, Songwriter und SchauspielerOliver Welter (* 1967)

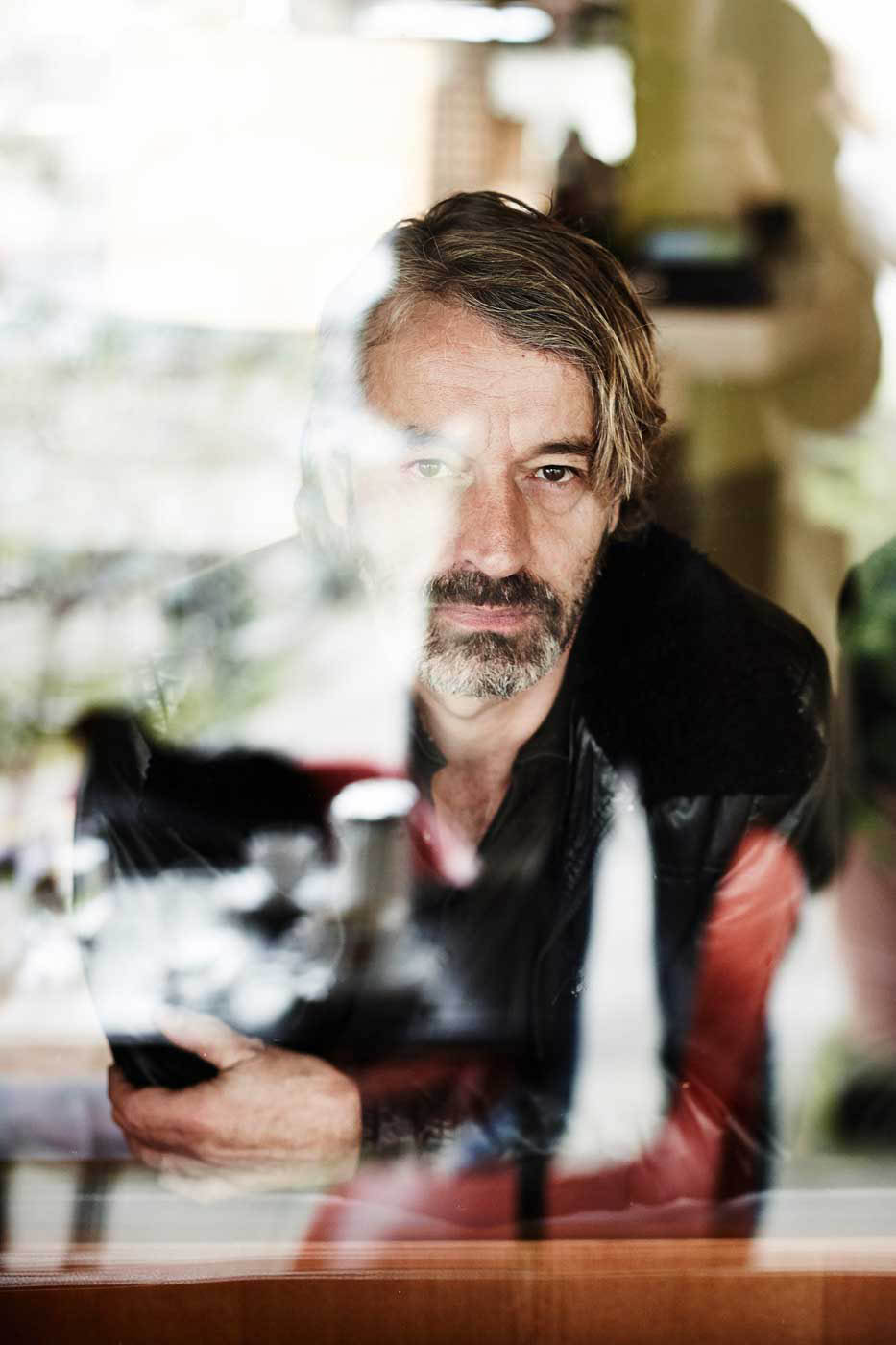
Oliver Welter (* 1967)

- Welter, Otto (1839–1880), deutscher Jurist und Bergsteiger
- Welter, Reinhard (1950–2021), deutscher Jurist und Professor an der Universität Leipzig
- Welter, Stella (* 1991), deutsche Schauspielerin
- Welter, Tina (* 1993), luxemburgische Handballspielerin
- Welter, Ursula (1946–2010), deutsche Kostüm- und Szenenbildnerin
- Welter, Ursula (* 1962), deutsche Hörfunkjournalistin
- Welter, Wilhelm (1898–1966), deutscher Politiker (NSDAP), MdR
- Welter, Wilhelm (1913–1946), deutscher Arbeitsdienstführer im KZ Dachau
- Welter-Enderlin, Rosmarie (1935–2010), Schweizer Psychotherapeutin und systemische Beraterin
- Welteroth, Petra (* 1959), deutsche Theater- und Filmschauspielerin sowie (Jazz)-SängerinPetra Welteroth (* 1959)

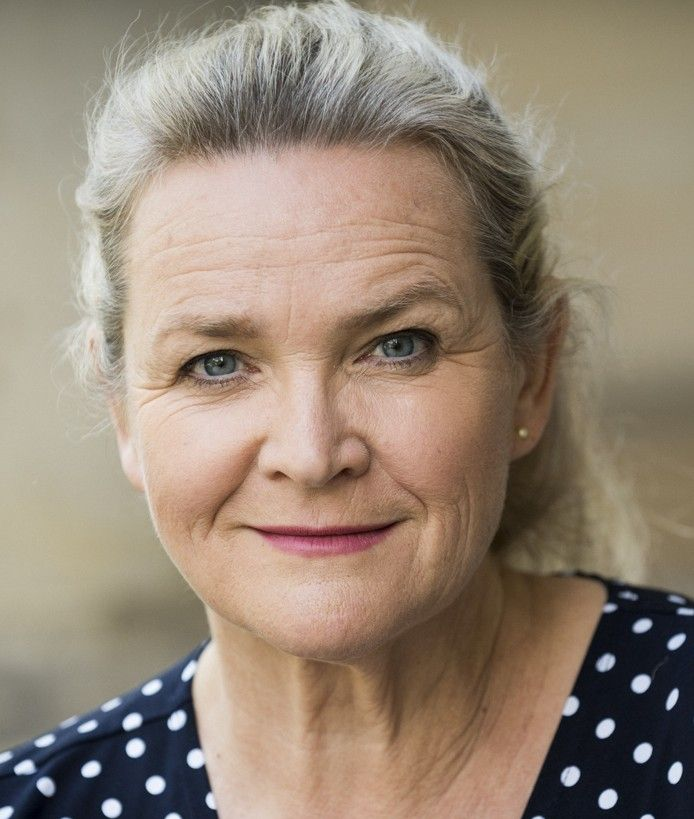
Petra Welteroth (* 1959)

- Weltfish, Gene (1902–1980), US-amerikanische Anthropologin
- Weltgen, Moritz (* 1987), deutscher Handballspieler
- Welthe, Manfred (* 1937), deutscher Fußballspieler
- Welti, Adolf (1876–1951), Schweizer Politiker
- Welti, Albert (1862–1912), Schweizer Maler und Radierer
- Welti, Albert J. (1894–1965), Schweizer Schriftsteller und Maler
- Welti, Arthur (1901–1961), Schweizer Hörfunkjournalist, Schauspieler, Autor und Regisseur
- Welti, Charles (1868–1931), Schweizer Maler, Radierer, Illustrator und Grafiker
- Welti, Emil (1825–1899), Schweizer Politiker, Rechtsanwalt und Richter
- Welti, Emilie (1859–1923), Schweizer klassische Sängerin
- Welti, Felix (* 1967), deutscher Sozialwissenschaftler
- Welti, Franz (1879–1934), Schweizer Jurist und Politiker
- Welti, Friedrich Emil (1857–1940), Schweizer Manager, Mäzen und Rechtshistoriker
- Welti, Ludwig (1904–1971), österreichischer Historiker
- Welti, Max (* 1952), Schweizer Automobilrennfahrer
- Welti, Myrtha (* 1945), Schweizer Lehrerin, Juristin und PolitikerinMyrtha Welti (* 1945)

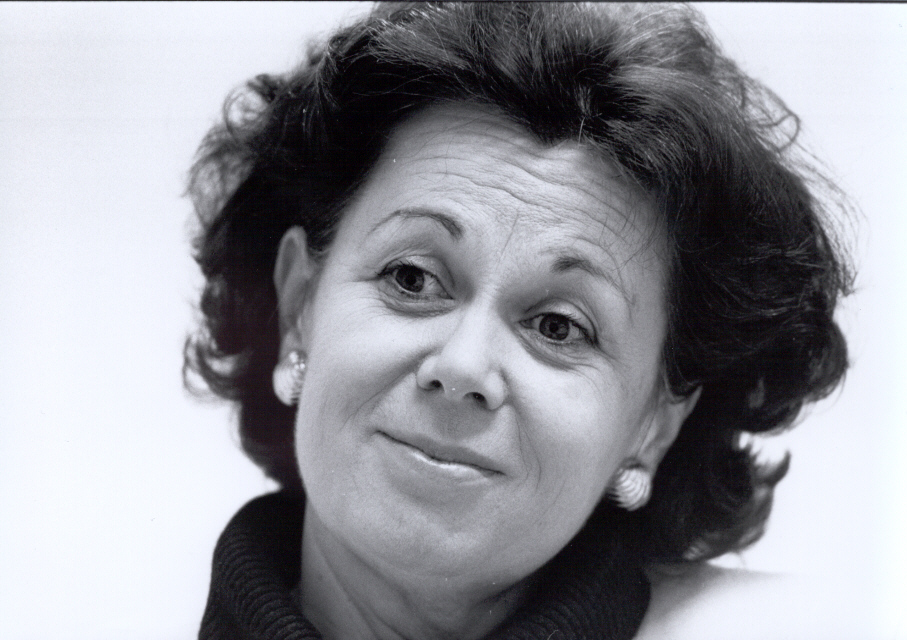
Myrtha Welti (* 1945)

- Welti, Philippe (* 1949), Schweizer Diplomat
- Welti-Escher, Lydia (1858–1891), Zürcher Mäzenin und Gründerin einer Kunststiftung
- Weltin, Maximilian (1940–2016), österreichischer Archivar und Historiker
- Weltin, Romuald (1723–1805), Abt der Reichsabtei Ochsenhausen
- Weltken, Rudolf (1929–2018), deutscher Jurist und Politiker (CDU)
- Weltlinger, Daniel (* 1977), australisch-ungarischer Jazzmusiker (Geige, Komposition)
- Weltlinger, Siegmund (1886–1974), deutscher Politiker (CDU), MdA, Gründungsmitglied der Gesellschaft für Christlich-Jüdische Zusammenarbeit
- Weltman, Leo (1960–2020), US-amerikanischer Theater- und Filmschauspieler
- Weltman, Romy (* 2000), kanadische Schauspielerin
- Weltmander, Iogannes Gugowitsch (1921–2014), russischer Schachspieler und -trainer
- Weltmann, Lutz (1901–1967), deutsch-britischer Literaturkritiker
- Weltner, Charles (1927–1992), US-amerikanischer Politiker der Demokraten
- Weltner, Ernst (1898–1969), deutscher Pädagoge und Politiker (SPD), MdB
- Weltner, Peter (* 1952), deutscher Organist und Keyboarder
- Weltner, Wilhelm (1854–1917), deutscher Zoologe
- Welton, Alton (1886–1958), US-amerikanischer Marathonläufer
- Welton, Dion (* 1963), US-amerikanisch-deutscher Basketballspieler
- Welton, Donna Ann, US-amerikanische Diplomatin
- Welton, Isabelle (* 1963), Schweizer Managerin und Unternehmerin
- Welton, Theodore (1918–2010), US-amerikanischer Physiker
- Weltrich, Herbert (1918–2006), deutscher Richter
- Weltrich, Johann Peter Apollonius (1781–1850), deutscher historischer und naturkundliche Forscher
- Weltrich, Richard (1844–1913), deutscher Literaturhistoriker und Autor
- Weltring, Heinrich (1847–1917), deutscher Bildhauer
- Weltsch, Felix (1884–1964), tschechoslowakisch-israelischer Journalist, Schriftsteller, Philosoph und BibliothekarFelix Weltsch (1884–1964)

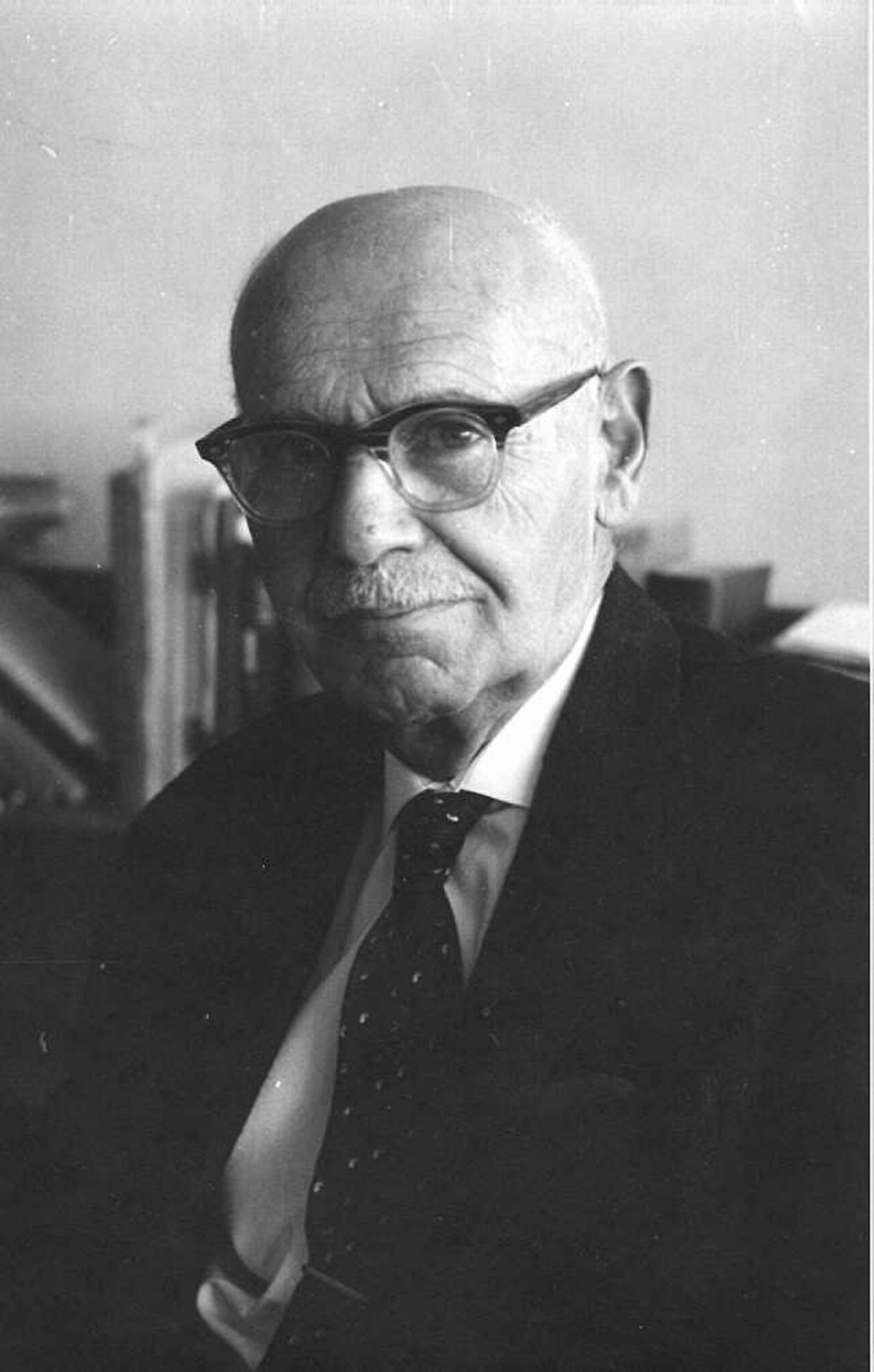
Felix Weltsch (1884–1964)

- Weltsch, Robert (1891–1982), israelischer Publizist, Journalist und Zionist
- Weltsch, Ruben Ernest (1921–2011), US-amerikanischer Historiker
- Weltschew, Georgi (1891–1955), bulgarischer Künstler
- Weltschew, Ilija (* 1925), bulgarischer Radrennfahrer
- Weltschew, Milen (* 1966), bulgarischer Politiker und Finanzminister
- Welty, Benjamin F. (1870–1962), US-amerikanischer Politiker
- Welty, Eberhard (1902–1965), deutscher Dominikaner und Sozialethiker
- Welty, Eudora (1909–2001), US-amerikanische Schriftstellerin und Fotografin
- Welty, Ute (* 1964), deutsche Journalistin
- Weltz, Friedrich (1927–2023), deutscher Sozialwissenschaftler
- Weltz, Georg August (1889–1963), deutscher RadiologeGeorg August Weltz (1889–1963)

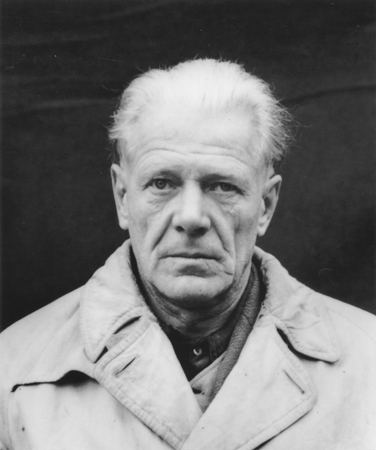
Georg August Weltz (1889–1963)

- Weltz, Johnny (* 1962), dänischer Radsportler
- Weltzel, Augustin Bogislaus (1817–1897), katholischer Priester, Historiker Oberschlesiens
- Weltzien, August (1887–1971), deutscher Jurist, Ministerialbeamter und Politiker, Berliner Senator
- Weltzien, Eystein (* 1949), norwegischer Orientierungsläufer und Skiläufer
- Weltzien, Heinrich Carl (1928–2020), deutscher Agrarwissenschaftler und Phytopathologe
- Weltzien, Heinrich Wilhelm von (1759–1827), preußischer Generalleutnant, Kommandant von Cosel
- Weltzien, Helmuth von (1798–1879), preußischer Generalleutnant
- Weltzien, Julius von (1881–1955), deutscher Jurist und Manager
- Weltzien, Karl (1813–1870), deutscher Chemiker
- Weltzien, Kristina von (* 1973), deutsche Synchronsprecherin
- Weltzien, Ludwig von (1815–1870), preußischer Generalleutnant und Militärschriftsteller
- Weltzien, O. Alan (* 1952), US-amerikanischer Literaturwissenschaftler
- Weltzien, Otto (1859–1942), deutscher Jurist und Bürgermeister von Schwerin
- Weltzien, Otto (1873–1944), deutscher Autor, Redakteur und Herausgeber
- Weltzien, Philipp (* 1987), deutscher Politiker (Die Linke), MdL
- Weltzien, Roman (* 1978), deutscher Schauspieler
- Weltzien, Viktor von (1836–1927), deutscher Architekt und Geheimer Oberbaurat
- Weltzin, Harry (1955–1983), deutscher Soldat, Todesopfer an der innerdeutschen Grenze

### Welu
- Welunschek, Karl (1955–2023), österreichischer Theaterregisseur, Bühnenbildner, Theaterintendant und Kurator

### Welv
- Welvaars, Tim (* 1951), niederländischer Jazzmusiker (Mundharmonika)

### Welw
- Welwei, Karl-Wilhelm (1930–2013), deutscher Althistoriker
- Welwitsch, Friedrich (1806–1872), österreichischer Afrikaforscher und Botaniker

### Wely
- Wely, Loek van (* 1972), niederländischer Schachgroßmeister
- Welytschko, Samijlo (* 1670), ukrainischer Kosakenchronist
- Welytschkowskyj, Wassyl (1903–1973), ukrainisch griechisch-katholischer Bischof

### Welz
- Welz, Anita (1942–2020), deutsche Handballspielerin, Judoka und Leichtathletin
- Welz, Bernhard (1936–2018), deutscher Chemiker
- Welz, Elisabeth (1924–1997), deutsche Volksschauspielerin
- Welz, Emil (* 1879), deutscher Diskus- und Speerwerfer
- Welz, Ferdinand (1915–2008), österreichischer Medailleur, Graveur und Akademierektor
- Welz, Frank (* 1960), österreichischer Soziologe und Hochschullehrer
- Welz, Friedrich (1903–1980), österreichischer Kunstsammler und Verleger
- Welz, Gerd (* 1944), deutscher Handballspieler und -trainer
- Welz, Gerhard (1945–2024), deutscher Fußballtorhüter
- Welz, Gisela (* 1960), deutsche Kulturanthropologin und Volkskundlerin
- Welz, Hans-Peter (* 1976), österreichischer Leichtathlet und Bobfahrer
- Welz, Heinz (* 1949), deutscher Journalist, Coach und Pferdeflüsterer
- Welz, Helmut (1911–1979), deutscher Offizier
- Welz, Jean (1900–1975), österreichisch-südafrikanischer Maler und Architekt
- Welz, Justinian von (* 1621), evangelischer Autor in den Niederlanden und Missionar in Surinam
- Welz, Karl (1887–1964), deutscher Lehrer und Münz- und Antikensammler
- Welz, Markus (* 1976), deutscher Eishockeyspieler
- Welz, Martin, deutscher Politologe
- Welz, Michael (* 1953), österreichischer Schauspieler
- Welz, Peter (* 1959), deutscher Schauspieler
- Welz, Peter (* 1963), deutscher Schauspieler und Regisseur
- Welz, Peter (* 1972), deutscher Videokünstler
- Welz, Rainer (1943–2024), deutscher Politiker (CDU)
- Welz, Rainer (* 1947), deutscher Soziologe, Suizidforscher, Verlagsgründer, Sachbuchautor, Herausgeber und Laufsportfunktionär
- Welz, Robert von (1814–1878), deutscher Mediziner und Hochschullehrer
- Welz, Thomas (* 1957), deutscher Politiker (DA, SPD), Aktiver in der DDR-Oppositionsbewegung
- Welz, Tobias (* 1977), deutscher FußballschiedsrichterTobias Welz (* 1977)

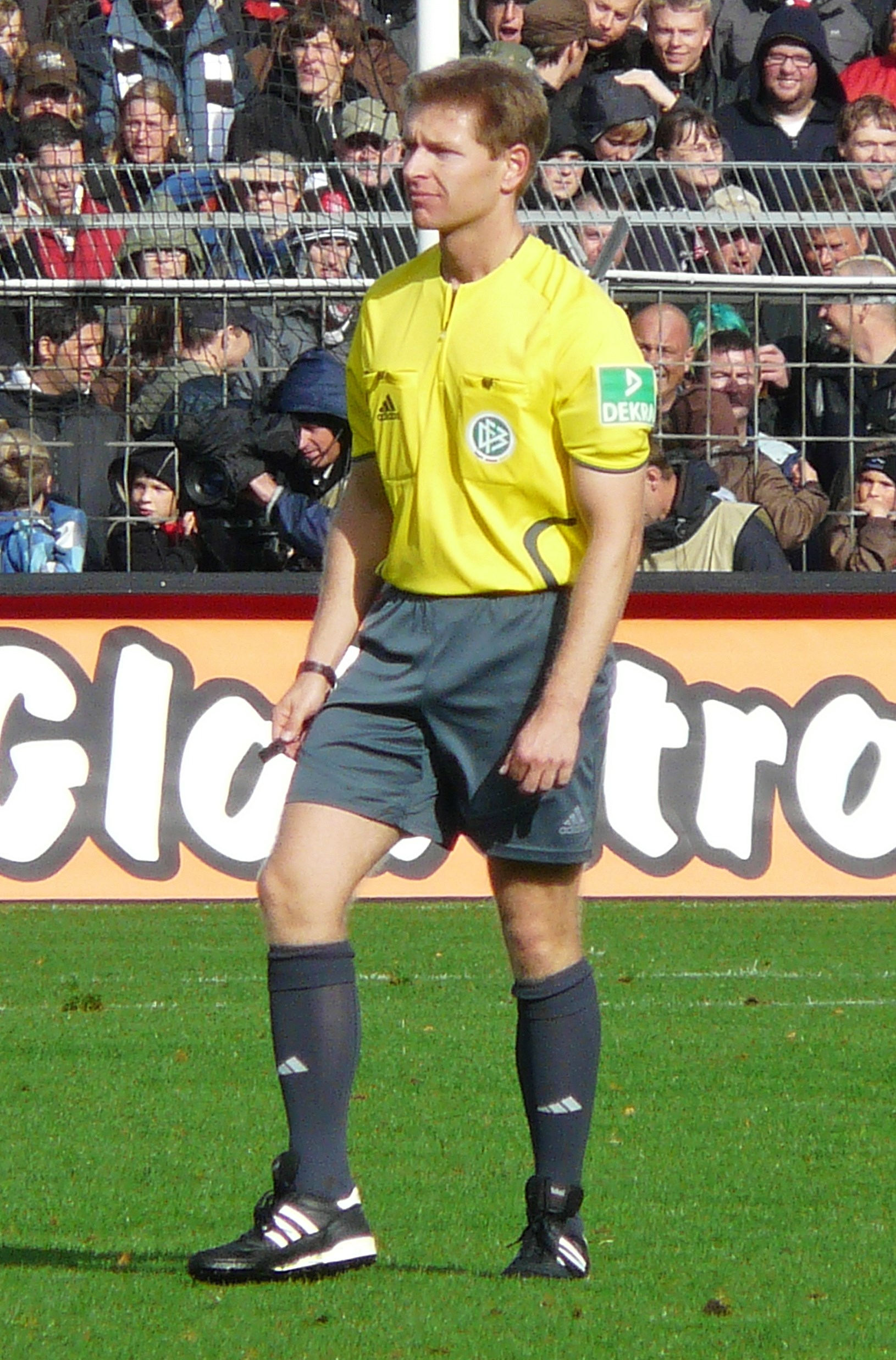
Tobias Welz (* 1977)

- Welz, Vincent, deutscher Kunsthistoriker und Galerieleiter
- Welz, Willy (1927–2010), deutscher Maschinenbauingenieur
- Welzel, Barbara (* 1961), deutsche Kunsthistorikerin und Hochschullehrerin
- Welzel, Christian (* 1964), deutscher Politikwissenschaftler
- Welzel, Dieter (1929–2019), deutscher Maler, Werk- und Kunstpädagoge
- Welzel, Georg Michael (1944–1974), deutscher Staatsbürger und eines der letzten Opfer der Todesstrafe in Spanien
- Welzel, Hans (1904–1977), deutscher Rechtswissenschaftler, Rechtsphilosoph
- Welzel, Heinz (1911–2002), deutscher Schauspieler und Synchronsprecher
- Welzel, Josef (1927–2014), deutscher experimenteller Archäologe, Kunsthandwerker, Designer und Pädagoge
- Welzel, Julia (* 1965), deutsche Ärztin und Hochschullehrerin
- Welzel, Manfred (1926–2018), deutscher Bildhauer
- Welzel, Markus (1729–1792), Abt der Zisterzienserklöster Heinrichau und Zirc
- Welzel, Martin (* 1972), deutscher Organist, Musikwissenschaftler und Musikpädagoge
- Welzel, Peter (1937–2008), deutscher Chemiker
- Welzel, Petra (* 1962), deutsche Drehbuchautorin und Schriftstellerin
- Welzel, Tobias (* 1990), deutscher Basketballspieler
- Welzel, Werner (1923–2001), deutscher Fußballspieler
- Welzel-Breuer, Manuela (* 1959), deutsche Physikerin
- Welzen, Maud (* 1993), niederländisches Model
- Welzenbach, Andreas (* 1965), deutscher Bildhauer
- Welzenbach, Willo (* 1899), deutscher BergsteigerWillo Welzenbach (* 1899)

Willo Welzenbach (* 1899)

- Welzenbacher, Joseph, deutscher Radsportler
- Welzenbacher, Lois (1889–1955), deutsch-österreichischer Architekt
- Welzer, Harald (* 1958), deutscher Sozialpsychologe und SoziologeHarald Welzer (* 1958)

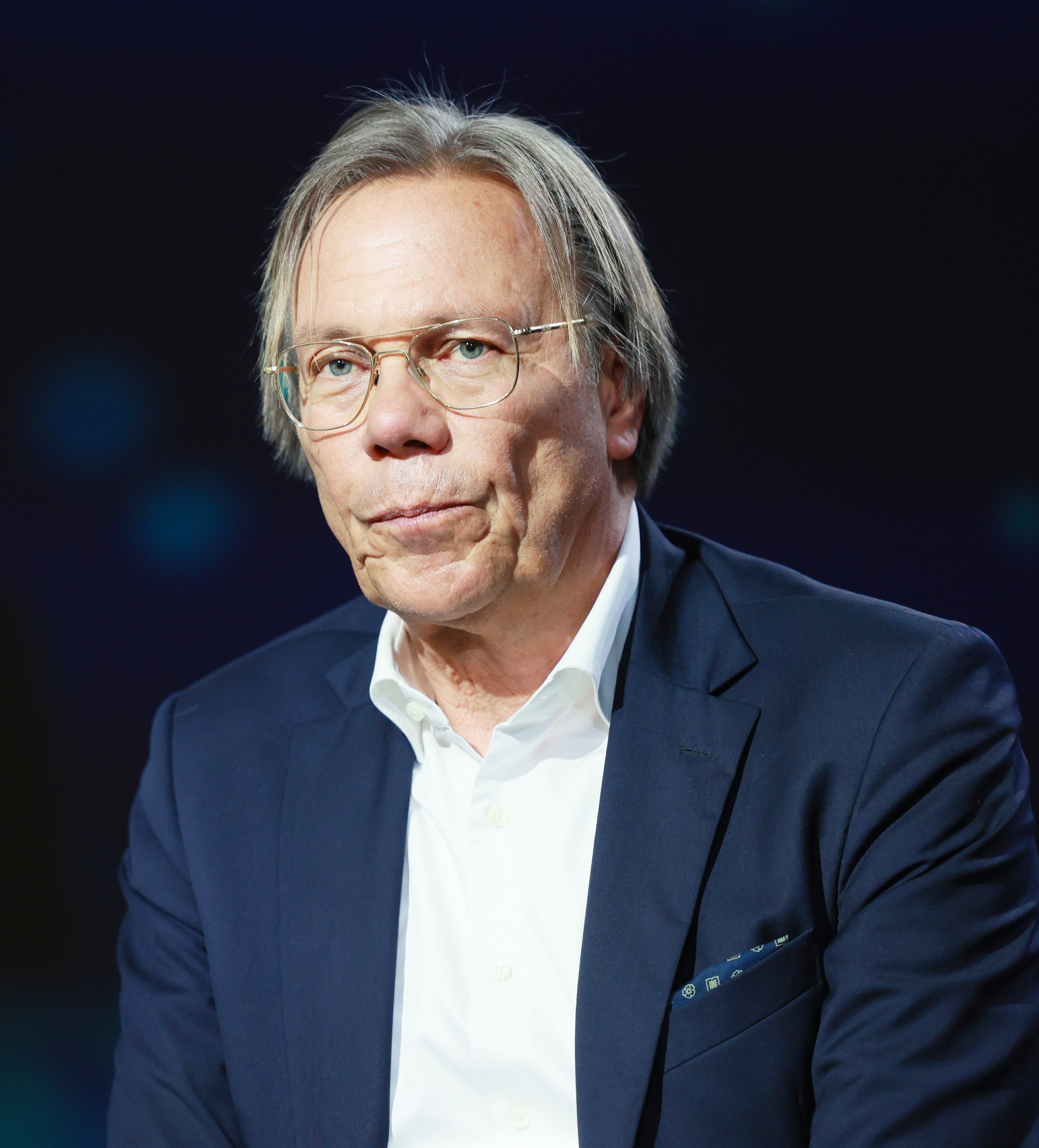
Harald Welzer (* 1958)

- Welzer, Veit (1452–1540), Landeshauptmann von Kärnten (1520–1537)
- Welzhofer, Heinrich (1851–1911), deutscher Historiker und Dramatiker
- Welzig, Werner (1935–2018), österreichischer Germanist und Autor
- Welzin, Maria Veronika (1571–1651), Frau Mutter in Muotathal
- Welzk, Stefan (* 1942), deutscher Ökonom
- Welzl von Wellenheim, Leopold (1773–1848), österreichischer Hofbeamter und Numismatiker
- Welzl, Emo (* 1958), österreichischer Informatiker
- Welzl, Jan (1868–1948), tschechischer Abenteurer, Weltreisender und Autor
- Welzl, Kurt (* 1954), österreichischer Fußballspieler
- Welzl, Oskar (1928–2019), österreichischer Rechtsanwalt
- Welzmüller, Christa (* 1948), deutsche Kinderdarstellerin
- Welzmüller, Josef (* 1990), deutscher Fußballspieler
- Welzmüller, Maximilian (* 1990), deutscher Fußballspieler